# Crise du 16 mai 1877
Vous lisez un « bon article » labellisé en 2024.

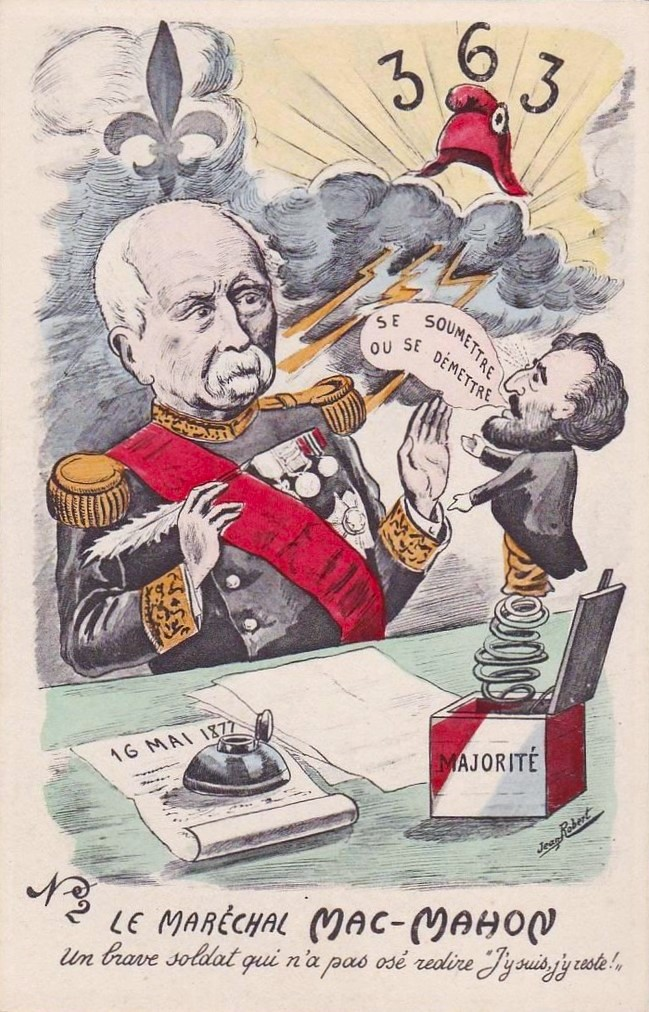
Tel un diable à ressort, Léon Gambetta jaillit d'une boîte à surprise devant le président Mac Mahon, lui demandant de se soumettre ou se démettre.

La crise du 16 mai 1877, ou plus simplement le Seize Mai, est une crise politique et institutionnelle survenue en France pendant la Troisième République. Elle oppose le président de la République, le maréchal de Mac Mahon, un monarchiste convaincu, à la majorité républicaine issue des élections législatives de 1876.
Les événements se déroulent dans un contexte politique agité. À la Chambre des députés, les républicains menés par Léon Gambetta, qui cherchent à rompre avec l'esprit orléaniste qui imprègne encore le régime, veulent imposer leurs exigences et combattent avec acharnement l'ultramontanisme. Le maréchal de Mac Mahon, qui reproche au gouvernement Jules Simon son manque de fermeté, renvoie ce dernier le 16 mai. Dès lors, c'est l'escalade : les députés de gauche se réunissent pour signer le manifeste des 363 qui condamne l'attitude du président, lequel nomme le duc Albert de Broglie comme chef d'un gouvernement qui marque le retour de l'ordre moral. Mac Mahon dissout la Chambre le 25 juin mais les élections législatives qui suivent au mois d'octobre confirment la majorité républicaine. Dans un premier temps, le président Mac Mahon refuse de céder et des rumeurs de coup d'État se répandent, mais il finit par se soumettre et reconnaît sa défaite politique le 13 décembre 1877 en rappelant le républicain Jules Dufaure à la présidence du Conseil.
La portée de cette crise politique est immense car elle oriente définitivement la pratique politique des institutions, en mettant de côté l'interprétation conservatrice des lois constitutionnelles de 1875 — un gouvernement responsable à la fois devant le chef de l'État et le parlement, ce qui revient à reconnaître au président un rôle actif dans la gestion du pays —, au profit d'une interprétation strictement républicaine de la Constitution où le gouvernement ne dépend que du parlement, qui l'investit et le révoque. Le renoncement du chef de l'État à ses prérogatives constitutionnelles place dès lors le pouvoir exécutif sous la domination du pouvoir législatif, cependant que la pratique du droit de dissolution, pourtant inscrit dans la Constitution, disparait. Par ailleurs, la crise du 16 mai marque la transition entre deux époques de la démocratie française et renforce l'enracinement dans les esprits d'un régime républicain encore naissant, ruinant les espoirs des divers courants monarchistes — bonapartistes, orléanistes et légitimistes — de voir s'établir une nouvelle restauration.
Événement assez peu étudié par l'historiographie, le Seize Mai laisse quelques traces dans la culture populaire et marque une date importante pour les républicains qui s'y réfèrent régulièrement lors de leurs combats politiques. C'est aussi dans le contexte de cette crise que Victor Hugo publie son Histoire d'un crime.

## Contexte historique

### Difficultés d'une république naissante

#### Hésitations initiales entre république et monarchie

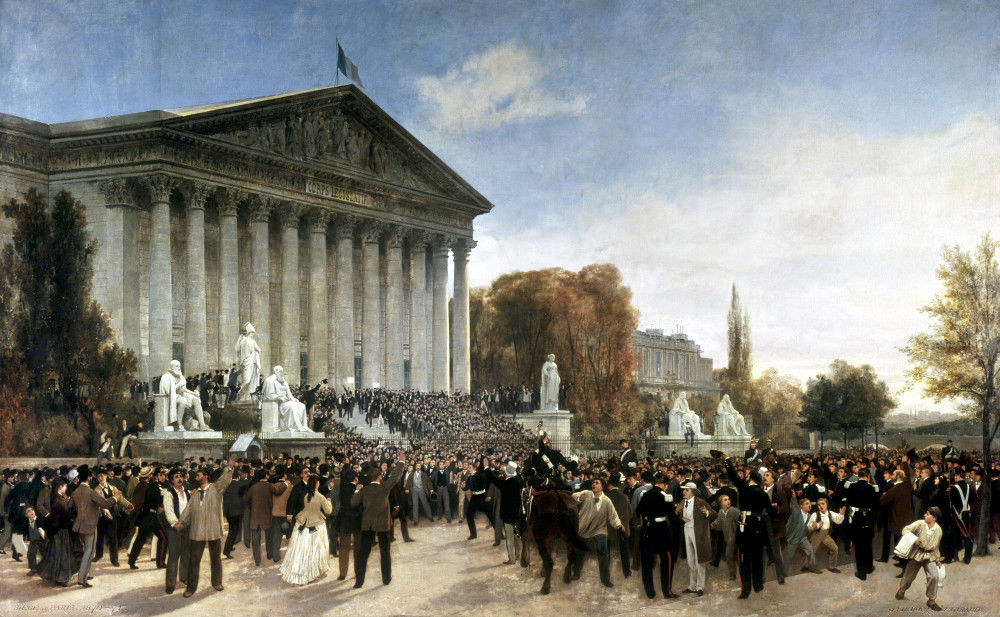
La foule devant le Corps législatif au matin du 4 septembre 1870, peinture de Jacques Guiaud et Jules Didier.

Le 4 septembre 1870, dans les décombres du Second Empire vaincu par la Prusse, la république est proclamée,,. Afin d'endiguer l'insurrection et d'écarter la perspective d'un gouvernement révolutionnaire, les députés républicains s'accordent sur la constitution d'un gouvernement de la Défense nationale,. Une série de désastres militaires et les souffrances du peuple lors du siège de Paris finissent par emporter le cabinet malgré la détermination de Léon Gambetta,,. Jusqu'en 1877, monarchistes et républicains se livrent une lutte politique intense pour le contrôle des institutions et la définition juridique à leur donner.

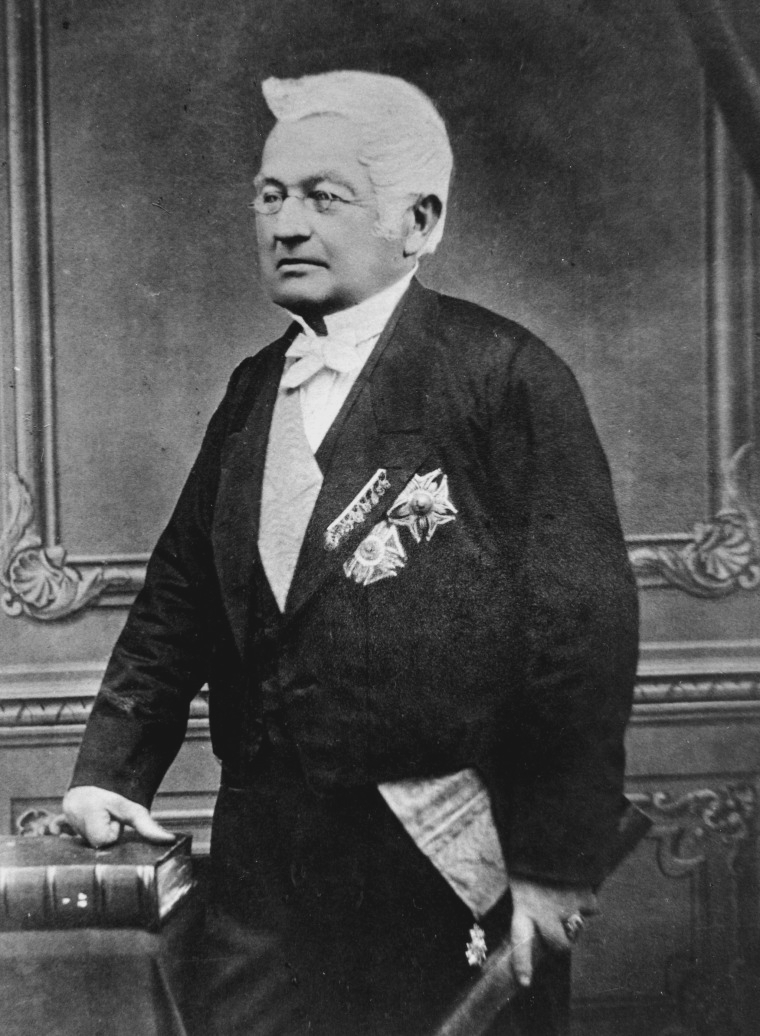
Portrait officiel d'Adolphe Thiers en 1871.

Après la large victoire des monarchistes lors des élections législatives du 8 février 1871, Adolphe Thiers est nommé « chef du pouvoir exécutif de la République française », en attendant la signature de la paix et le rétablissement de l'ordre. Sous la conduite du chef de l'État, qui reçoit officiellement le titre de président de la République après le vote de la loi Rivet, le régime s'oriente peu à peu vers un républicanisme conservateur. De fait, les monarchistes, dans l'attente d'un prétendant au trône, éludent la rédaction d'une constitution définitive et les institutions provisoires évoluent lentement, cependant que les républicains progressent à chaque élection partielle.
Les espoirs d'une restauration monarchique refont surface après la démission de Thiers en 1873 et l'élection de Patrice de Mac Mahon, dont l'ambition politique semble se limiter au retour du roi et à « l'ordre moral ». Cependant, l'intransigeance du comte de Chambord, chef des monarchistes légitimistes qui exige l'adoption du drapeau blanc à la place du drapeau tricolore, exclut toute possibilité d'une restauration royaliste à brève échéance.
Le 20 novembre 1873, le duc de Broglie fait voter la loi du septennat, une solution institutionnelle qui permet de repousser encore le choix définitif de la nature du régime et l'oriente dans le sens d'une république parlementaire puisqu'en raison de la réserve et de l'irresponsabilité du président de la République, c'est au vice-président du Conseil d'assumer la responsabilité de l'action de l'exécutif devant l'Assemblée.

#### Constitution de la Troisième République (1875)

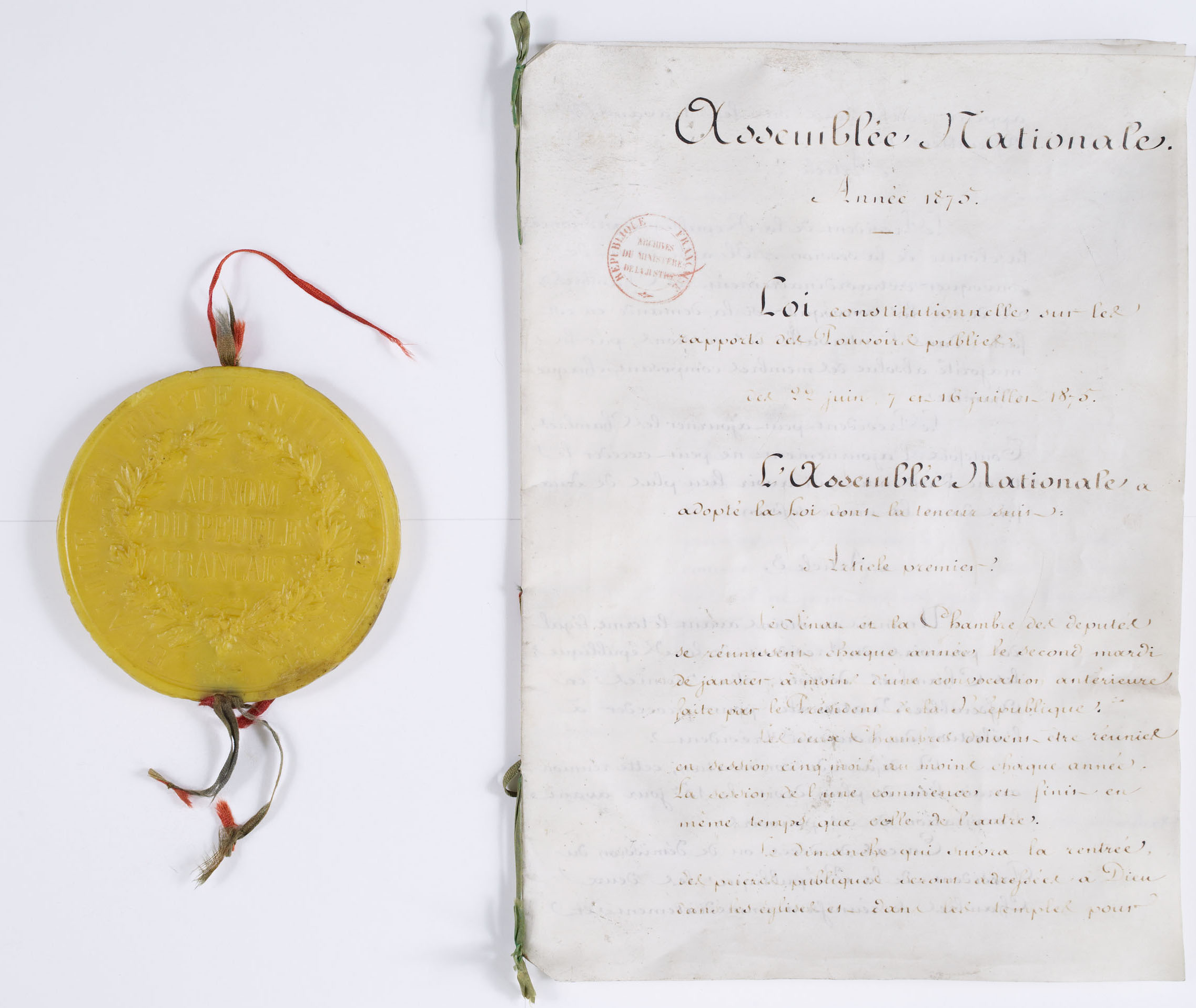
Original de la loi du 16 juillet 1875, avec son sceau, conservé aux Archives nationales.

Dans son message à la Nation du 6 janvier 1875, le président Mac Mahon presse la Chambre d'engager le débat sur la constitution du régime, mais plus qu'une conversion soudaine aux idées républicaines, cet appel traduit l'inquiétude grandissante des monarchistes et des républicains modérés dans le contexte d'une nouvelle poussée bonapartiste, plusieurs députés de cette tendance ayant été élus l'année précédente lors d'élections partielles,. Le principe républicain du régime semble établi définitivement le 30 janvier 1875 par l'adoption, à une voix de majorité, par 353 voix contre 352, de l'amendement Wallon. Celui-ci dispose que le président de la République est élu pour sept ans à la majorité absolue des suffrages par le Sénat et la Chambre des députés réunis en Assemblée nationale, ce qui marque un tournant décisif : en dissociant la fonction de son titulaire, l'amendement Wallon institutionnalise une présidence de la République impersonnelle,.
Les lois constitutionnelles qui en découlent, votées entre février et juillet 1875, sont le fruit d'un compromis entre monarchistes et républicains et instaurent un régime parlementaire doté d'un exécutif fort. Le président de la République en est le principal acteur et dispose de pouvoirs étendus. Outre la force armée et le droit de grâce, il nomme et révoque les ministres qui sont responsables devant la Chambre des députés, avec la possibilité de dissoudre cette dernière sous réserve de l'avis conforme du Sénat. En matière législative, le président partage l'initiative des lois avec les deux Chambres. Il lui revient de les promulguer après leur vote au Parlement, puis d'en assurer et surveiller l'exécution. Par ailleurs, le président étant irresponsable, chacune de ses décisions doit être contresignée par un ministre qui en assume la responsabilité devant la Chambre,.
Le gouvernement nommé par le président est donc théoriquement soumis à la fois au président et aux députés, ce qui fait de lui, selon le professeur Marcel Morabito, le « véritable centre de l'opposition entre les organes constitués qui s'efforcent de peser sur son orientation ».

### Les protagonistes
- Extrême gauche et Gauche républicaine : 191 sièges
- Union républicaine : 100 sièges
- Centre gauche: 48 sièges
- Républicains constitutionnels : 22 sièges
- Divers : 19 sièges

Chambre des députés après les législatives de 1876 : la majorité est devenue républicaine, les monarchistes sont battus.
Républicains
Extrême gauche et Gauche républicaine : 191 sièges
Union républicaine : 100 sièges
Centre gauche: 48 sièges
Républicains constitutionnels : 22 sièges
Autres
Divers : 19 sièges
Conservateurs
Bonapartistes : 75 sièges
Orléanistes et Centre droit : 54 sièges
Légitimistes et cléricaux : 24 sièges

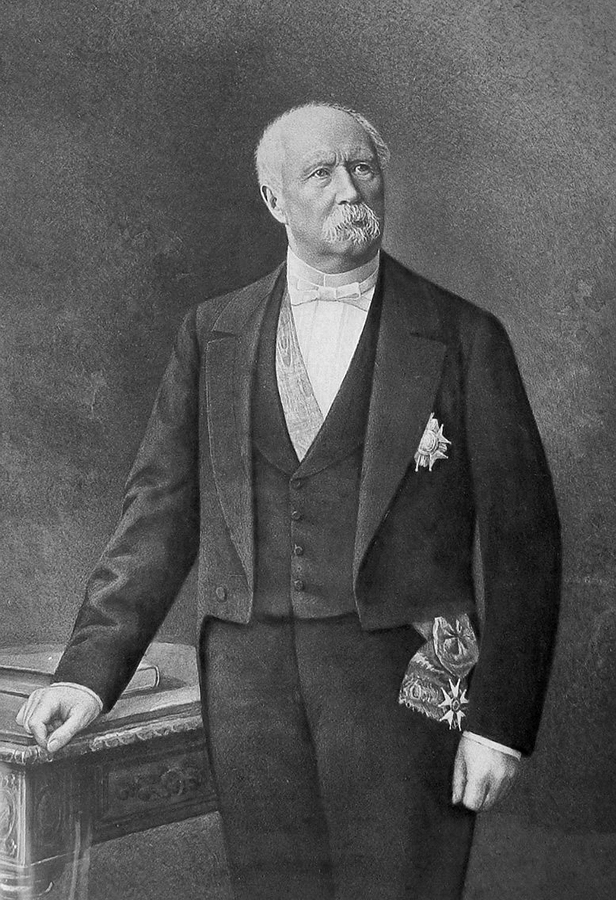
Portrait officiel du président Mac Mahon par Pierre Petit, en 1873.

Élu président de la République par la majorité royaliste le 24 mai 1873 en remplacement d'Adolphe Thiers, Patrice de Mac Mahon agit « en maître absolu du pouvoir exécutif » pendant les premières années de son mandat et se dote, contrairement à son prédécesseur, d'un véritable chef de gouvernement en la personne d'Albert de Broglie, vice-président du Conseil des ministres, un titre qui marque sa soumission au chef de l'État.
À l'issue des élections du 30 janvier 1876, le Sénat conserve une faible majorité conservatrice avec 151 sièges pour les monarchistes et les bonapartistes contre 149 aux républicains,. À l'inverse, les élections législatives de février-mars 1876 confirment la tendance à l'œuvre lors des dernières élections partielles et donnent la majorité absolue aux républicains qui détiennent près de 350 sièges à la Chambre des députés.
L'effondrement des conservateurs est vécu comme un désastre par le président Mac Mahon qui nomme Jules Dufaure à la tête d'un gouvernement composé de monarchistes modérés et de républicains de centre gauche,. Républicain conservateur, Dufaure subit la pression des députés et son ministère ne cesse de chercher des compromis. Le 9 décembre, accusé par la majorité républicaine de soutenir l'opposition du président à l'amnistie des communards, il démissionne.
Pour former le nouveau gouvernement, Mac Mahon fait appel au sénateur Jules Simon, qui se décrit lui-même comme « profondément républicain et profondément conservateur »,. Proche d'Adolphe Thiers, Simon présente aux yeux du président l'avantage d'être nettement plus à gauche que son prédécesseur tout en étant un opposant notoire à Léon Gambetta, le chef de file de la majorité républicaine,.

## Les événements
L'expression « Seize Mai » ne désigne pas seulement les événements de cette journée du 16 mai 1877 mais l'ensemble d'une période « politiquement agitée et profondément troublée » qui s'achève sept mois plus tard par la soumission du chef de l'État.

### Genèse de la crise

#### Le ministère Simon et la question cléricale (début mai 1877)

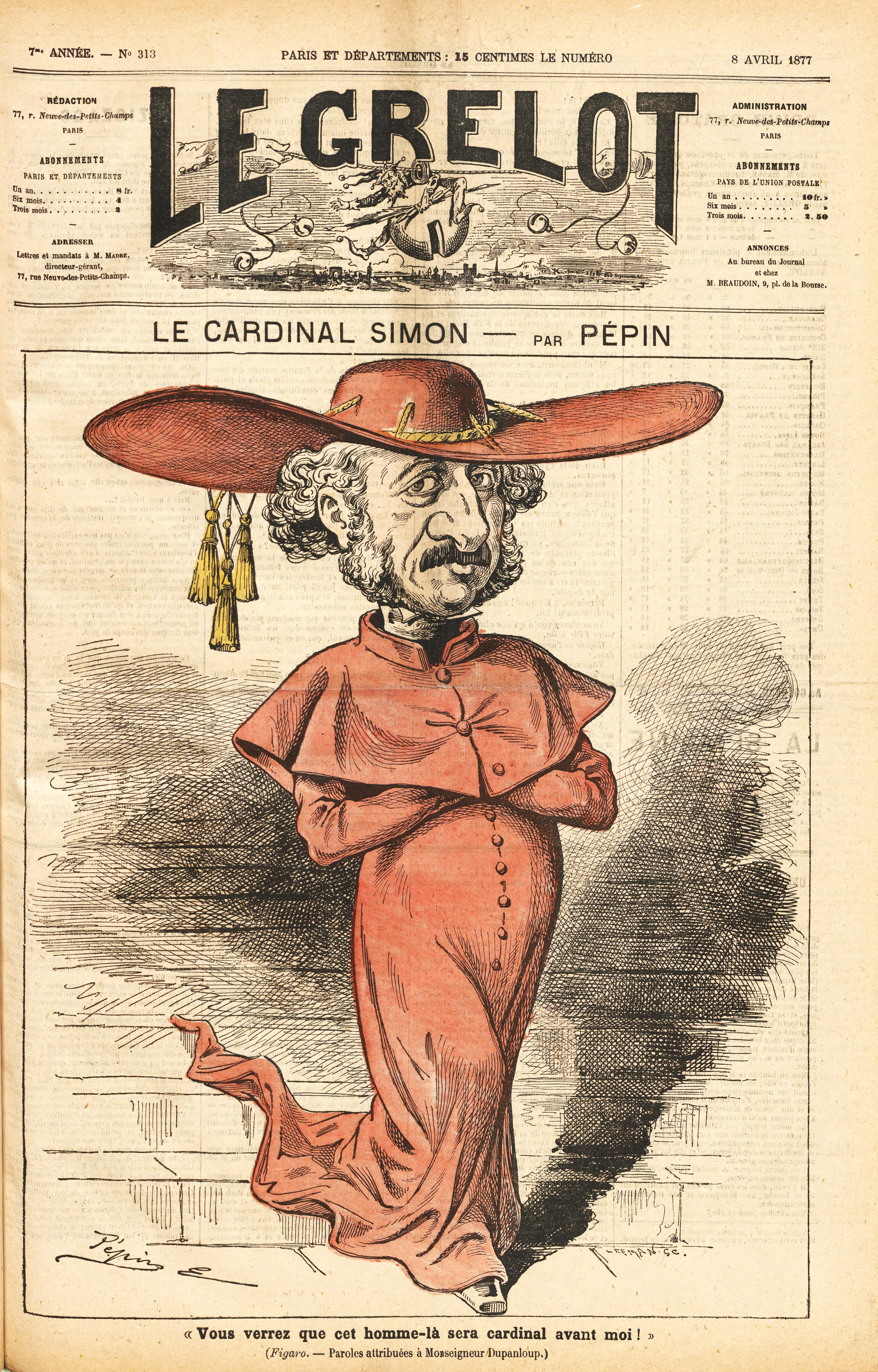
Le président du Conseil Jules Simon portraituré en cardinal par le caricaturiste Pépin dans Le Grelot, 14 janvier 1877.

Pour Jules Simon comme pour son prédécesseur, la position est délicate entre un Sénat monarchiste, un président conservateur et une Chambre républicaine. Le nouveau président du Conseil donne des gages à la gauche en épurant la haute administration (préfets et magistrats), ce qui lui vaut l'hostilité du maréchal, mais les républicains formulent des exigences accrues et Gambetta s'acharne à le mettre en difficulté. Dans les premiers mois de l'année 1877, la question religieuse agite la Chambre après que des évêques ont répondu à l'appel du pape en demandant à leurs diocésains d'adresser des pétitions au président de la République l'exhortant à intervenir pour rétablir le pouvoir temporel du souverain pontife face au royaume d'Italie.
Le 4 mai 1877, à la tribune de la Chambre, Gambetta reproche à Jules Simon d'avoir manqué de fermeté face aux menées ultramontaines. Il dénonce « le mal clérical […] infiltré profondément dans ce qu'on appelle les classes dirigeantes du pays » et achève son discours en reprenant une formule inspirée par son ami journaliste Alphonse Peyrat, « Le cléricalisme ? Voilà l'ennemi ! ». Sa motion est adoptée sans que Simon ne s'y oppose,,.
Ainsi la question religieuse réveille l'affrontement des blocs républicain et conservateur et, dans cet état de tension accrue, le président Mac Mahon reproche à Jules Simon de subir l'influence d'une majorité radicalisée dans une voie anticléricale et l'accuse d'être l'otage de Gambetta, d'autant que le 15 mai, le président du Conseil laisse la Chambre voter l'abrogation d'une loi réprimant le délit de presse contre l'avis du gouvernement,.

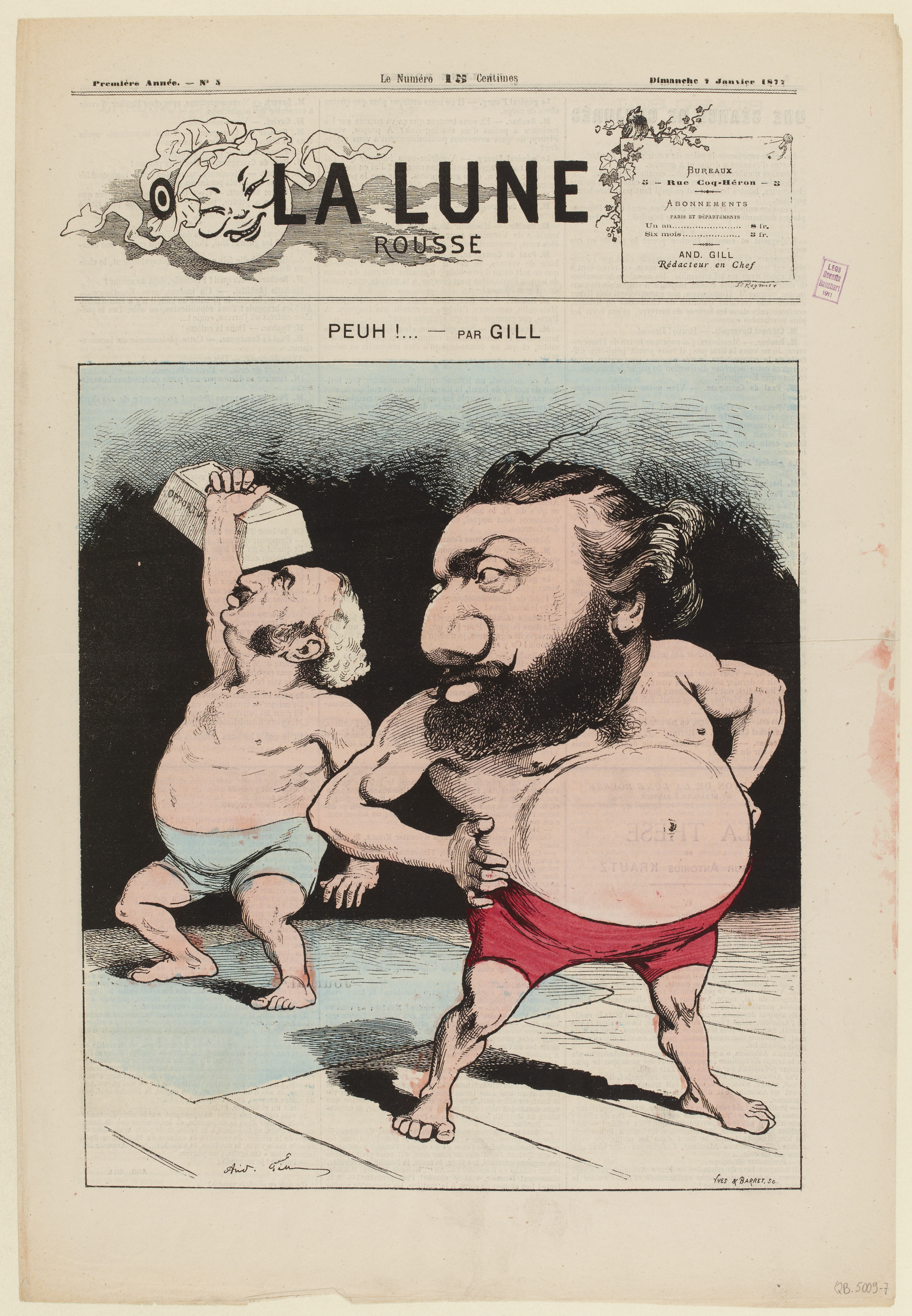
Représenté en hercule de foire, Jules Simon parvient à soulever le poids de l'opportunisme devant un Léon Gambetta jaloux. Caricature par André Gill, La Lune rousse, 7 janvier 1877.
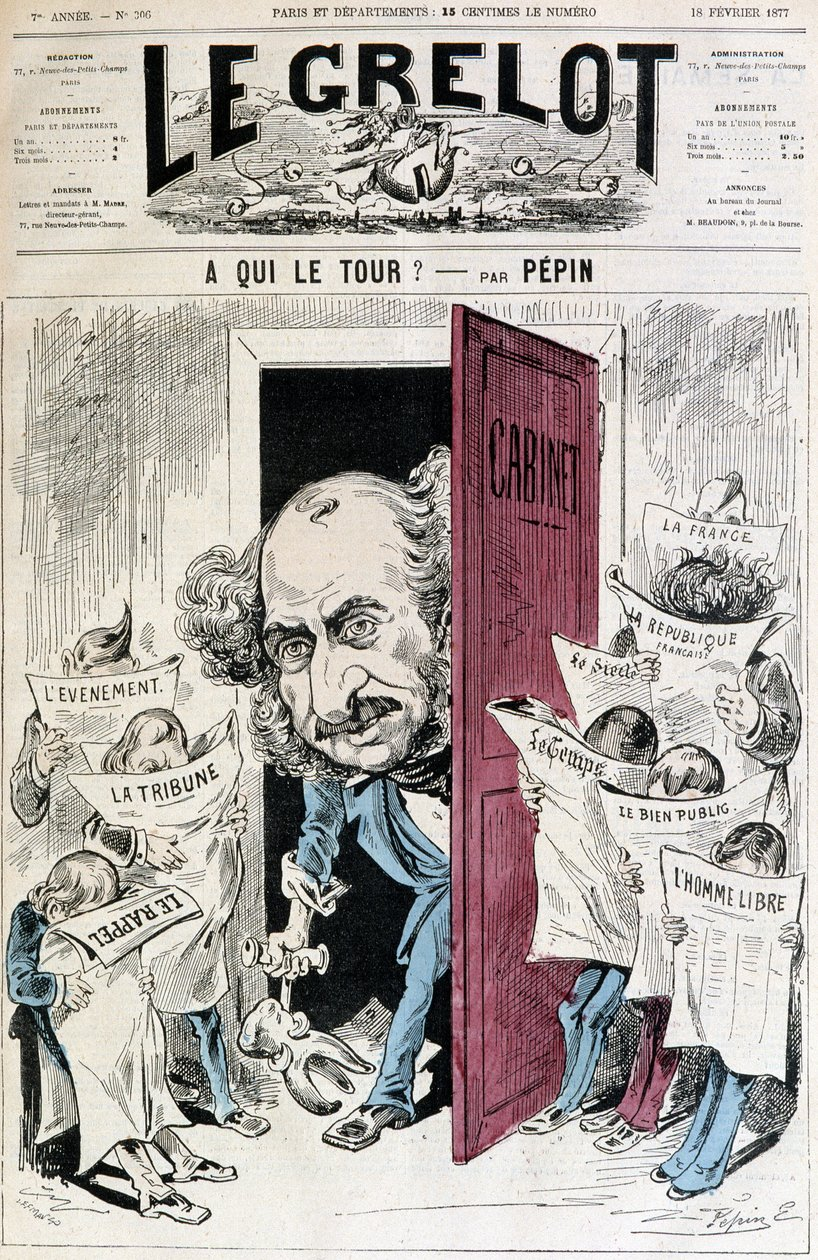
Jules Simon dépeint en arracheur de dents de journalistes. Satire par Pépin de la censure de la presse, Le Grelot, 18 février 1877.
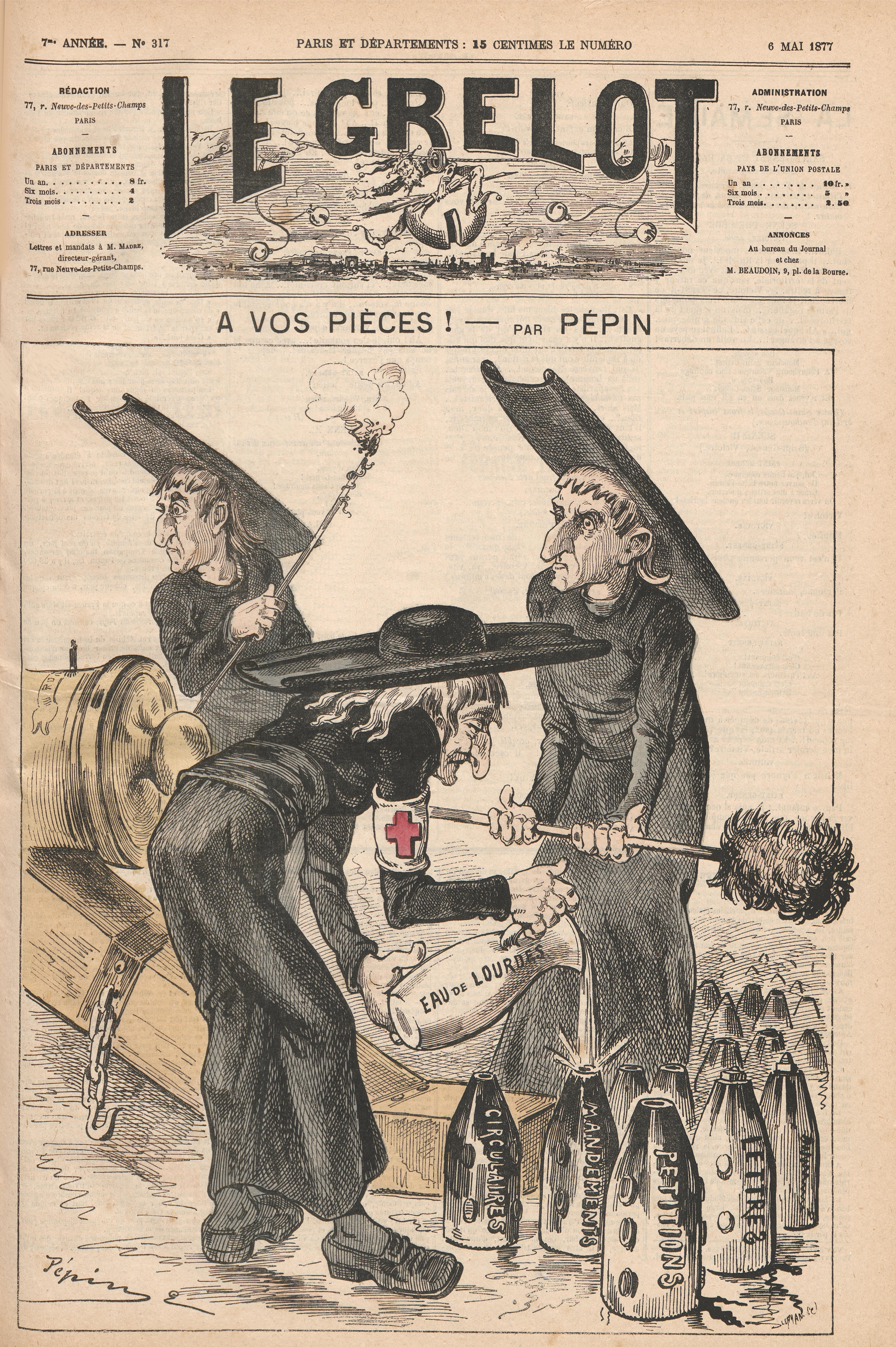
Afin d'engager la France dans la voie de l'ultramontanisme, des jésuites se préparent à bombarder l'opinion et les pouvoirs publics de pétitions, lettres pastorales et autres mandements figurés par des obus remplis d'eau de Lourdes. Caricature anticléricale par Pépin, Le Grelot, 6 mai 1877.

#### Lettre de Mac Mahon et démission de Jules Simon (16 mai)

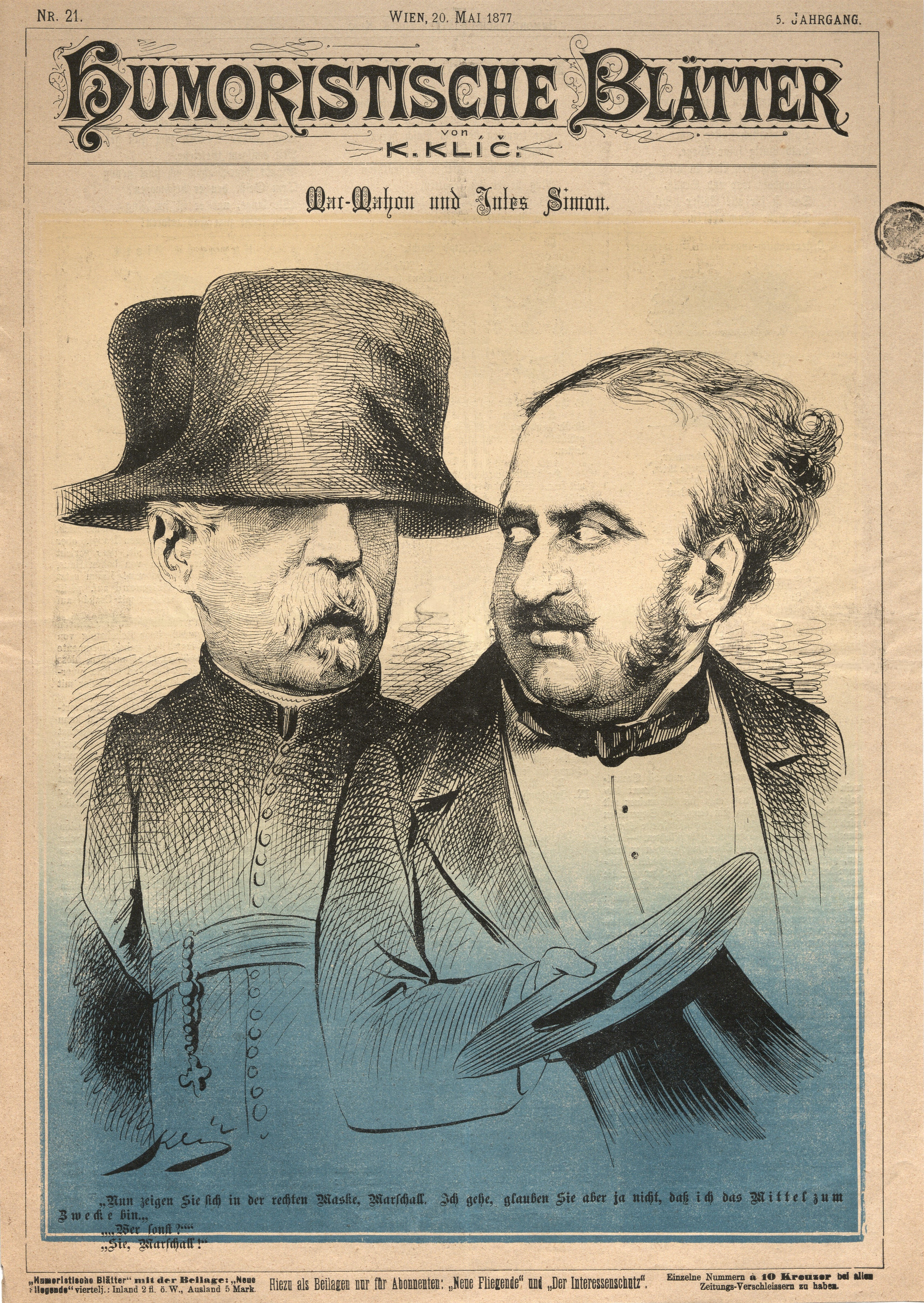
Coiffé du chapeau de Napoléon, Mac Mahon congédie Jules Simon, président du Conseil.
Caricature par Karel Klíč, publiée dans la revue satirique viennoise Humoristische Blätter, 20 mai 1877.

Le 16 mai 1877, au petit matin, le président réagit vivement à la lecture du Journal officiel qui rend compte du débat de la veille à la Chambre. Considérant que la prise de parole de Jules Simon déroge aux positions arrêtées en Conseil des ministres, il lui adresse une lettre qui lui demande « s'il a conservé sur la Chambre l'influence nécessaire pour faire prévaloir ses vues » et réclame « une explication […] indispensable », justifiant son intervention par l'idée sacrée qu'il se fait de sa fonction : « si je ne suis pas responsable comme vous envers le parlement, j'ai une responsabilité envers la France, dont aujourd'hui plus que jamais je dois me préoccuper »,,.
Quelques instants plus tard, le secrétaire général du président de la République, Emmanuel d'Harcourt, prend connaissance du texte et, comprenant la gravité de la situation, il convainc Mac Mahon d'envoyer un huissier pour récupérer la missive, en vain. Désavoué, Jules Simon remet aussitôt sa démission au chef de l'État, sans avoir pourtant été mis en minorité à la Chambre,. Le président l'accepte, déclarant notamment aimer « mieux être renversé que de rester sous les ordres de M. Gambetta ».
Jules Simon se rend ensuite aux obsèques de l'ancien ministre Ernest Picard puis à celles de l'ancien député Taxile Delord, où il avertit de la situation ses différents ministres et les nombreux hommes politiques présents qui s'offusquent de la démarche présidentielle. Une réunion de la Gauche républicaine, déjà prévue à 15 h au boulevard des Capucines, est ouverte aux autres formations politiques. Elle réunit finalement 200 parlementaires dont quelques sénateurs. Une réunion plénière est décidée pour le soir même au Grand Hôtel où environ 300 députés adoptent l'ordre du jour proposé par Léon Gambetta qui, se tenant strictement à la légalité de la Constitution, rappelle que « la prépondérance du pouvoir parlementaire s'exerçant par la responsabilité ministérielle est la première condition du gouvernement du pays par le pays ». Dans la lettre que le député adresse dans la foulée à sa maîtresse Léonie Léon, il affiche sa détermination à mener le combat à la tête des républicains : « Ma chère enfant, la guerre est déclarée, on nous offre même la bataille : je l'ai acceptée, car mes positions sont inexpugnables ; nous occupons les hauteurs de la loi d'où nous pourrons mitrailler tout à notre aise les misérables troupes de la réaction qui pataugent dans la plaine ».

### Conflit entre la Chambre et le président

#### Prorogation de l'Assemblée et manifeste des 363 (17-18 mai)

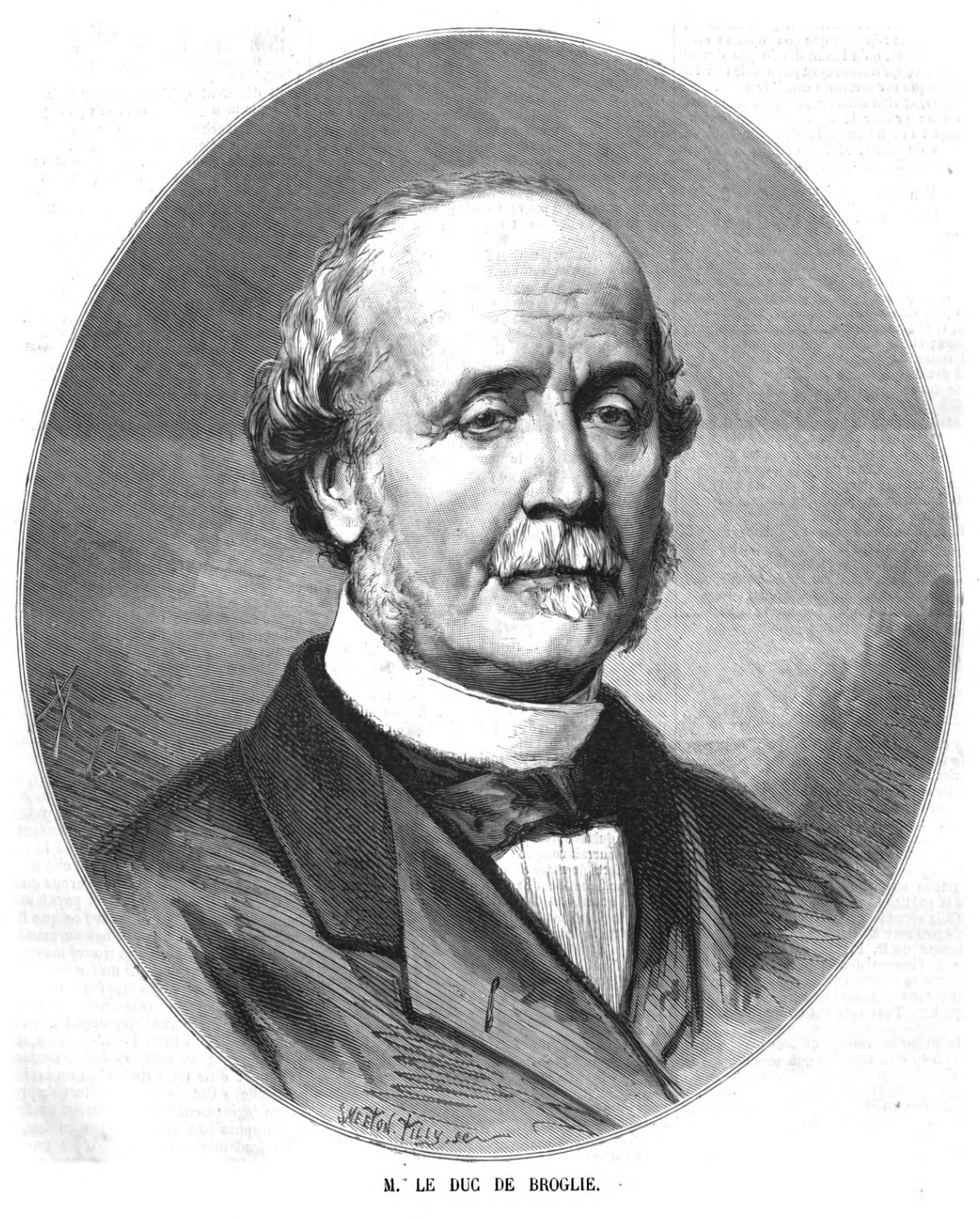
Albert de Broglie, président du Conseil pour la troisième fois.

Le maréchal Mac Mahon rappelle le duc Albert de Broglie à la présidence du Conseil et ce dernier forme un gouvernement de droite qui marque le retour à l'ordre moral. En nommant un ministère conforme à ses vues, contre l'avis des députés, le président livre une lecture dualiste de la constitution : pour lui le gouvernement est tout autant son émanation que celle de la Chambre des députés.
Le matin du 17 mai, tandis que la presse se fait l'écho de la crise, une foule nombreuse se rassemble aux cris de « Vive la République ! », « Vive Gambetta ! », devant la gare Saint-Lazare d'où partent les trains des parlementaires pour Versailles. À la Chambre, la droite tente de s'opposer à la prise de parole de Gambetta, arguant qu'on ne peut interpeller un ministère qui n'existe plus, mais le député républicain, rappelant que son discours ne doit pas être vu comme un mouvement d'hostilité à l'égard du président de la République, l'implore « de rentrer dans la vérité constitutionnelle ». Il entend ainsi montrer que la crise oppose deux interprétations différentes des lois constitutionnelles mais qu'elle n'est en aucun cas une lutte entre une majorité et une personne. Condamnant la nomination du duc de Broglie, il demande « si l'on veut gouverner avec le gouvernement dans toutes ses nuances, ou si, au contraire, en rappelant des hommes repoussés trois ou quatre fois par le suffrage populaire, on prétend imposer une dissolution qui entraînerait une consultation nouvelle de la France ». L'ordre du jour défendu par Gambetta recueille 347 voix contre 149, la grande majorité des députés du centre gauche s'étant associés aux autres républicains.
La composition du nouveau gouvernement est annoncée le 18 mai. Ministre de l'Intérieur, proche de Mac Mahon et fervent défenseur de l'ordre moral, Oscar Bardi de Fourtou donne lecture aux députés du message aux chambres du président de la République qui justifie sa volonté de rompre avec le radicalisme pour nommer un gouvernement à sa convenance et qu'il juge conforme aux attentes des Français. En accord avec les dispositions prévues dans la Constitution, le président décide par ailleurs d'ajourner les chambres pour un mois, par décret.

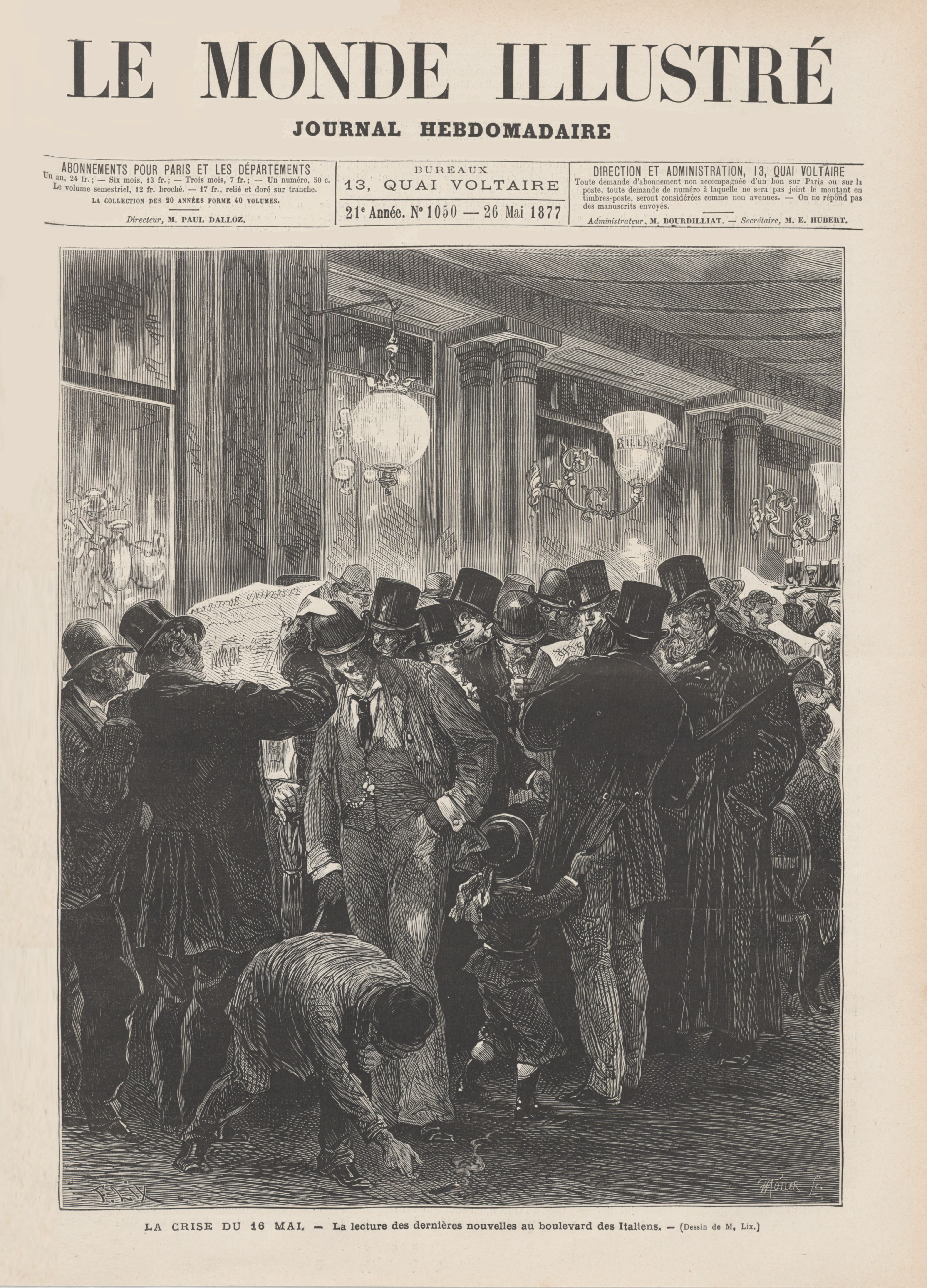
Des badauds parisiens s'attroupent sur le boulevard des Italiens pour lire les journaux relatant les dernières nouvelles de la crise institutionnelle (Le Monde illustré, 26 mai 1877).
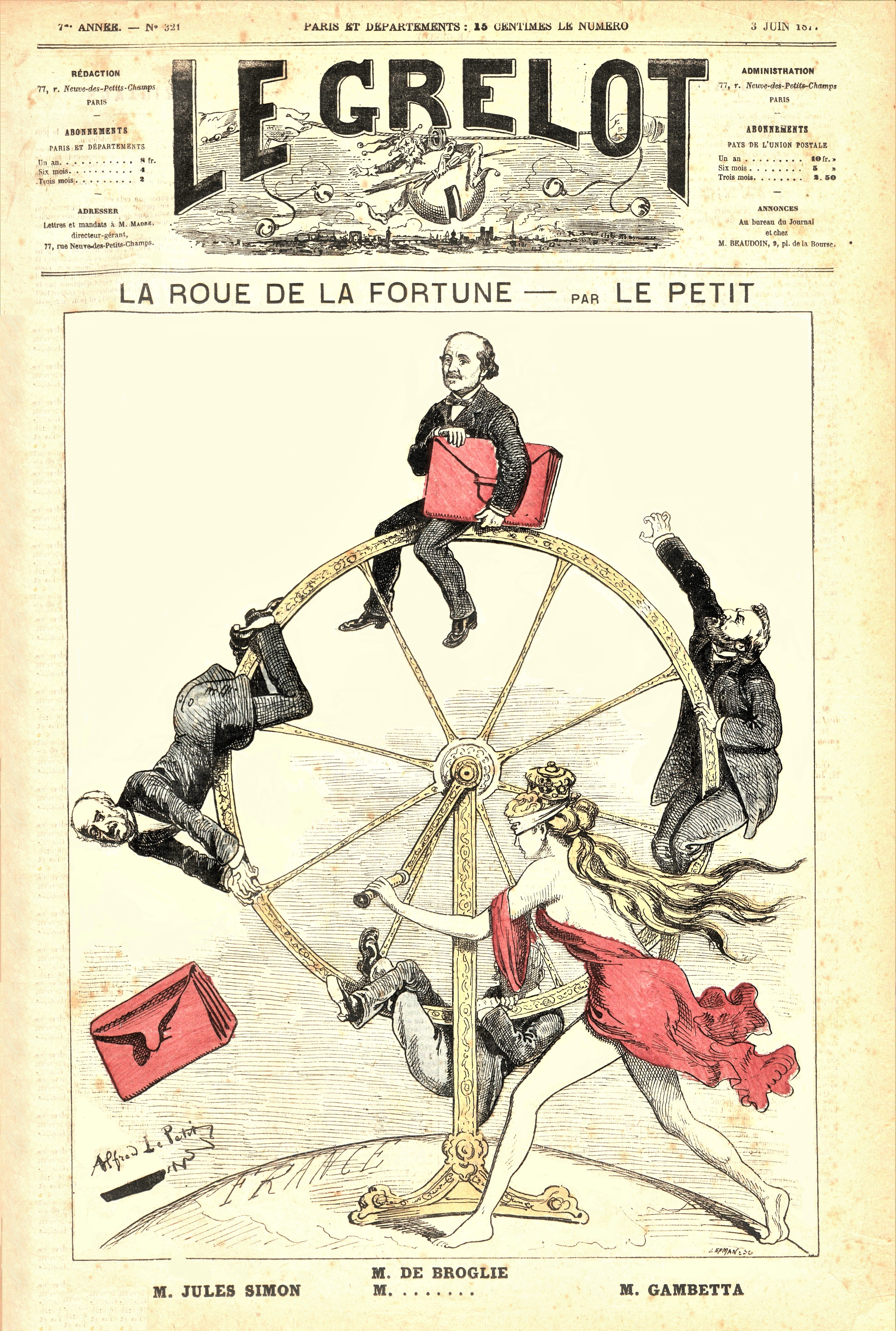
À la suite du renvoi de Jules Simon au début de la crise, Albert de Broglie forme un nouveau cabinet. Mais si la roue de la fortune continue de tourner, Gambetta pourrait arriver aux affaires. Caricature d'Alfred Le Petit sur la valse des ministères, Le Grelot, 3 juin 1877.
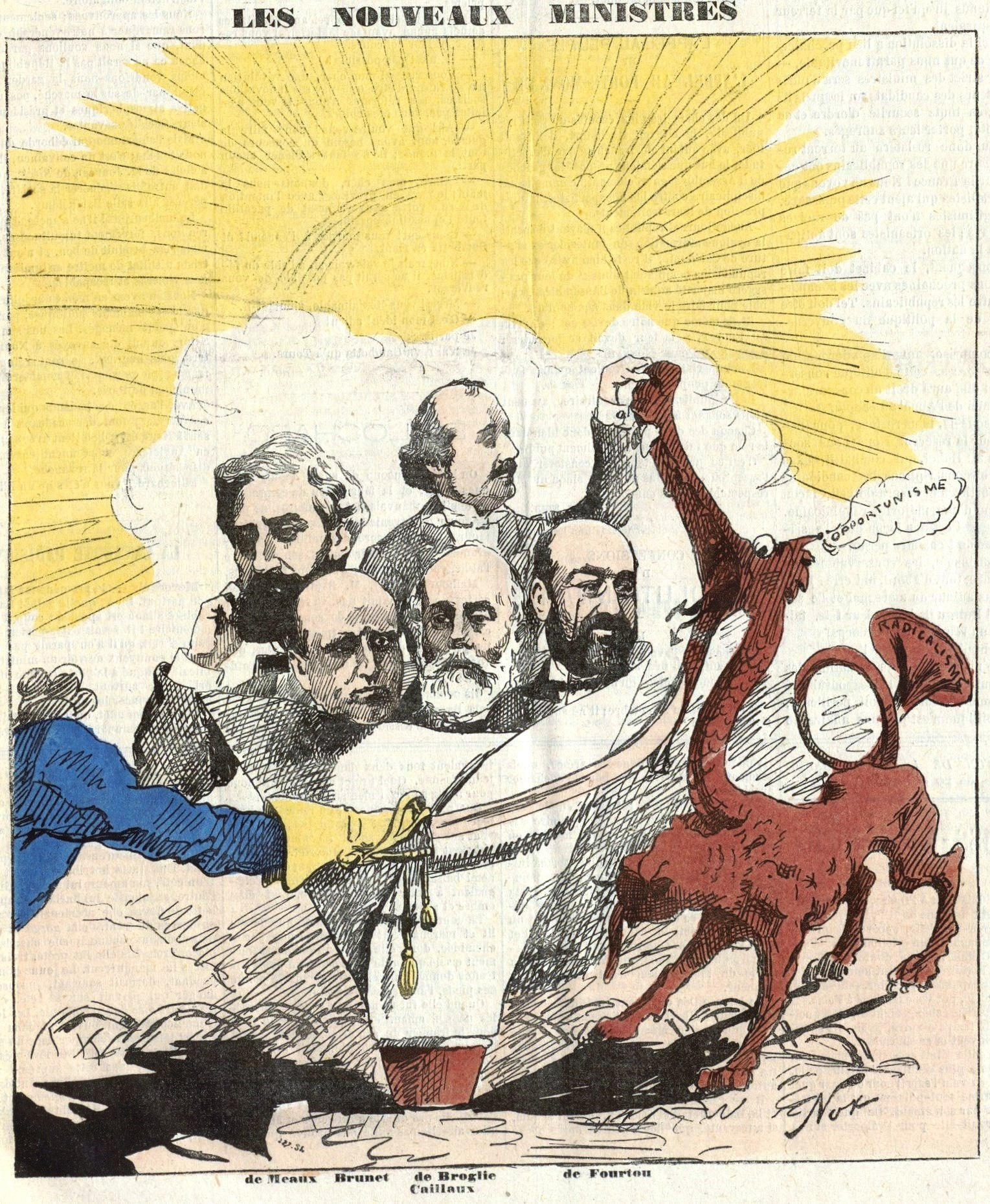
Le gouvernement Albert de Broglie protégé par un soldat, sabre au clair contre la bête monstrueuse du radicalisme. Caricature bonapartiste par Nox (La Jeune Garde, 27 mai 1877).

Immédiatement après la clôture de la séance, les députés républicains se rassemblent dans le bureau du sénateur Émile de Marcère à l'hôtel des Réservoirs. Léon Gambetta propose de rédiger une adresse au pays qui constituerait « un acte de protestation contre la politique irrégulière, sinon dans la lettre, au moins dans l'esprit de la Constitution ». Un député évoque alors l'adresse des 221 ayant abouti à la dissolution de la Chambre des députés par le roi Charles X en 1830. Gambetta reprend aussitôt l'idée car il estime qu'une telle adresse doit entraîner la chute définitive des conservateurs : « Imaginez quel sera le reflux de cet océan du suffrage universel poussant devant lui et rejetant pour jamais sur la grève toutes les épaves de l'Ancien Régime ». Le texte, rédigé pour l'essentiel par son ami Eugène Spuller, prend le nom de manifeste des 363, du nombre de députés y ayant joint leur signature. Il affirme que « la France veut la République » et qu'« elle montrera par son sang-froid, sa patience, sa résolution, qu'une incorrigible minorité ne saurait lui arracher le gouvernement d'elle-même ». Les trois groupes de gauche au Sénat y ajoutent pour leur part une déclaration voisine.

Représentations du manifeste des 363.
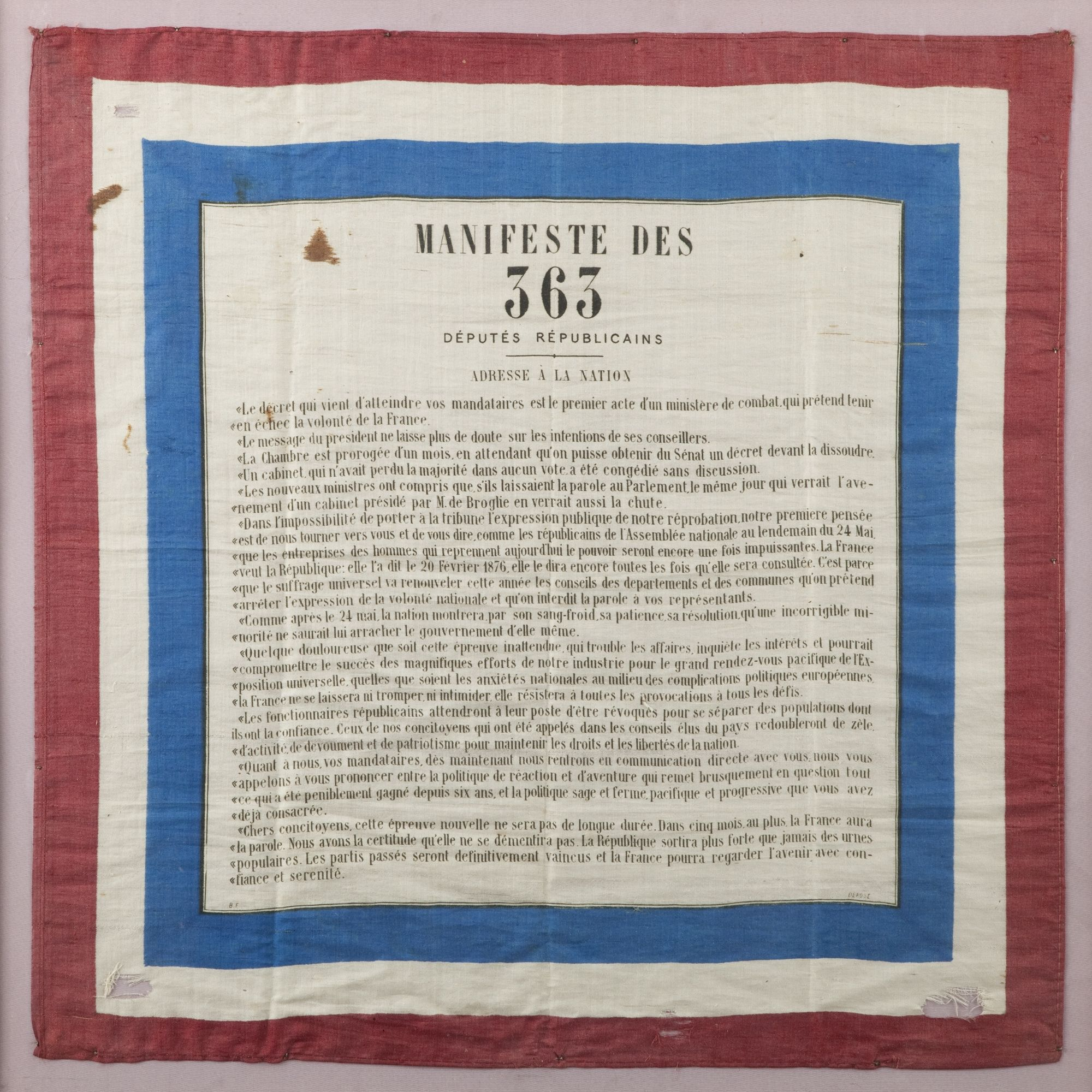
Texte du manifeste imprimé sur un « mouchoir de cou » en soie[30].
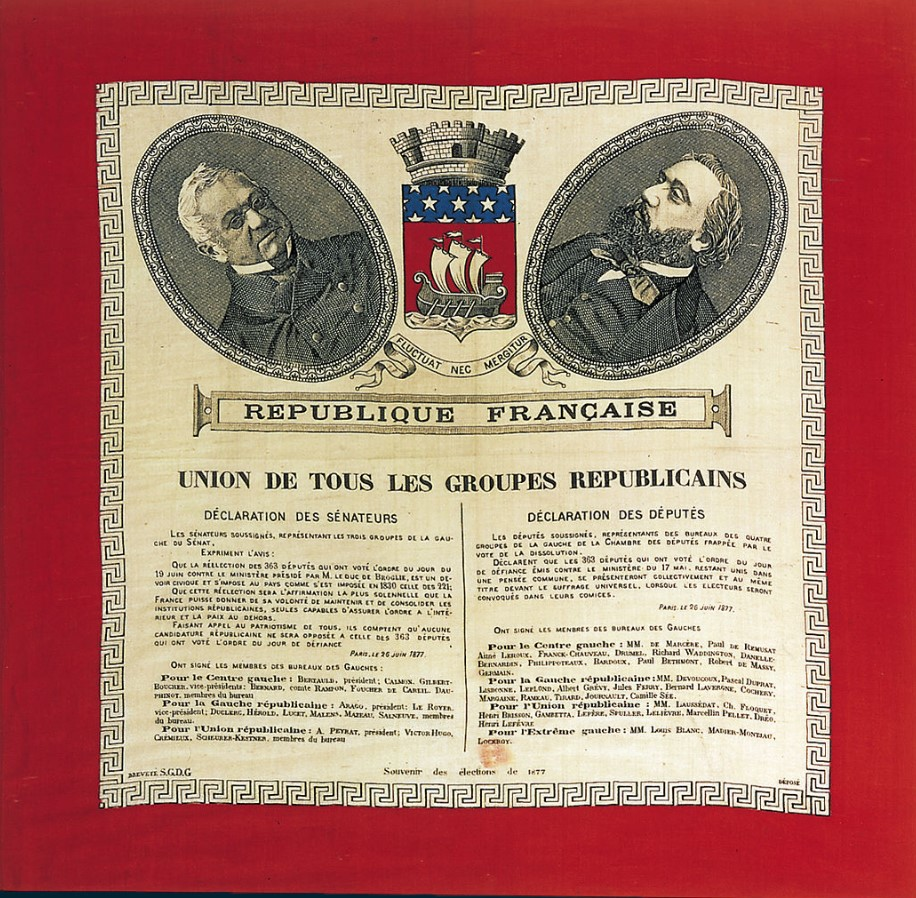
Foulard commémoratif de l'union des républicains, reproduisant les portraits de Thiers et Gambetta ainsi que « les armes de Paris, surmontées d’une couronne crénelée et accompagnées de la devise Fluctuat nec mergitur »[30].
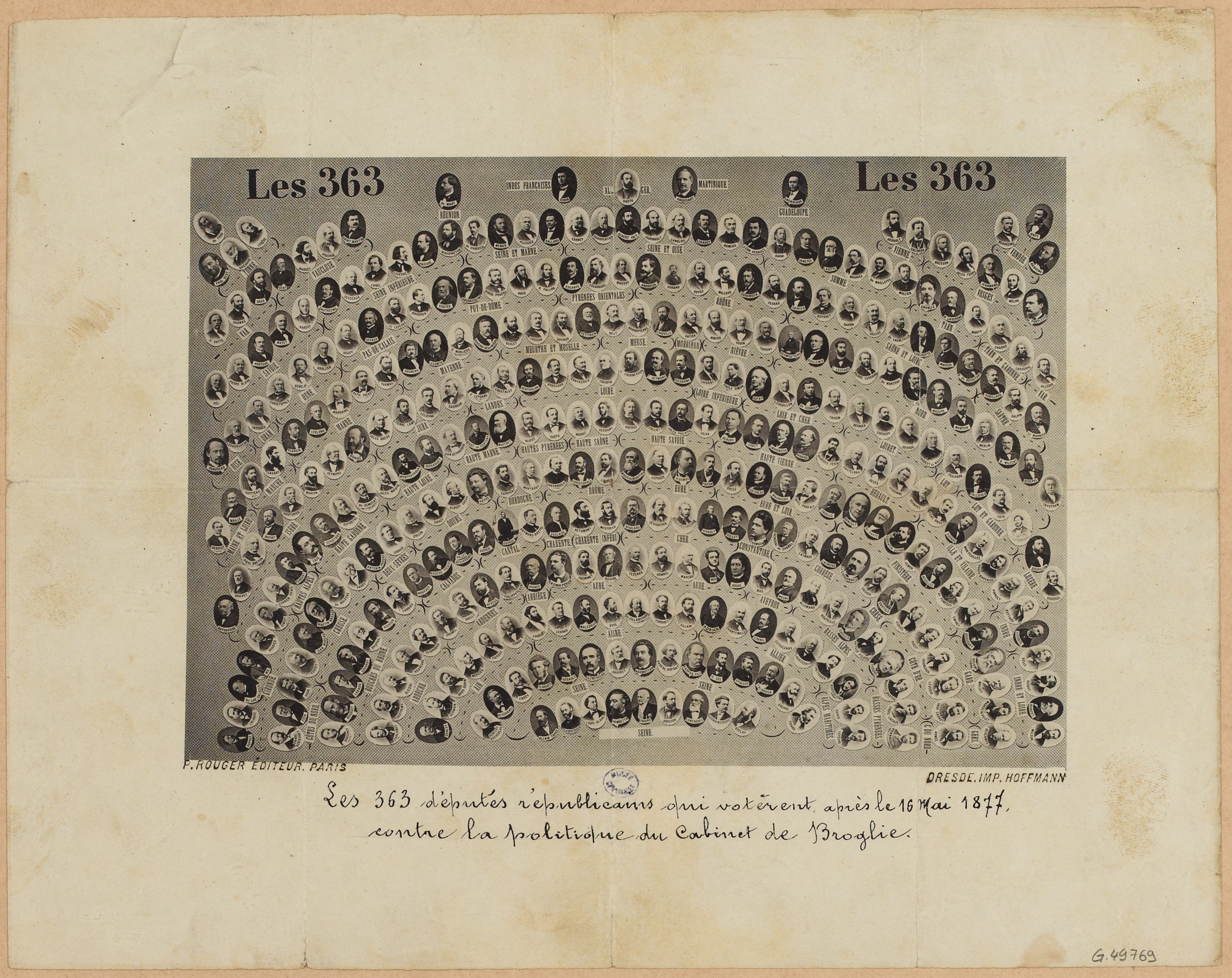
Portraits en médaillons des 363 signataires du manifeste.

#### Gouvernement de Broglie et retour à l'ordre moral

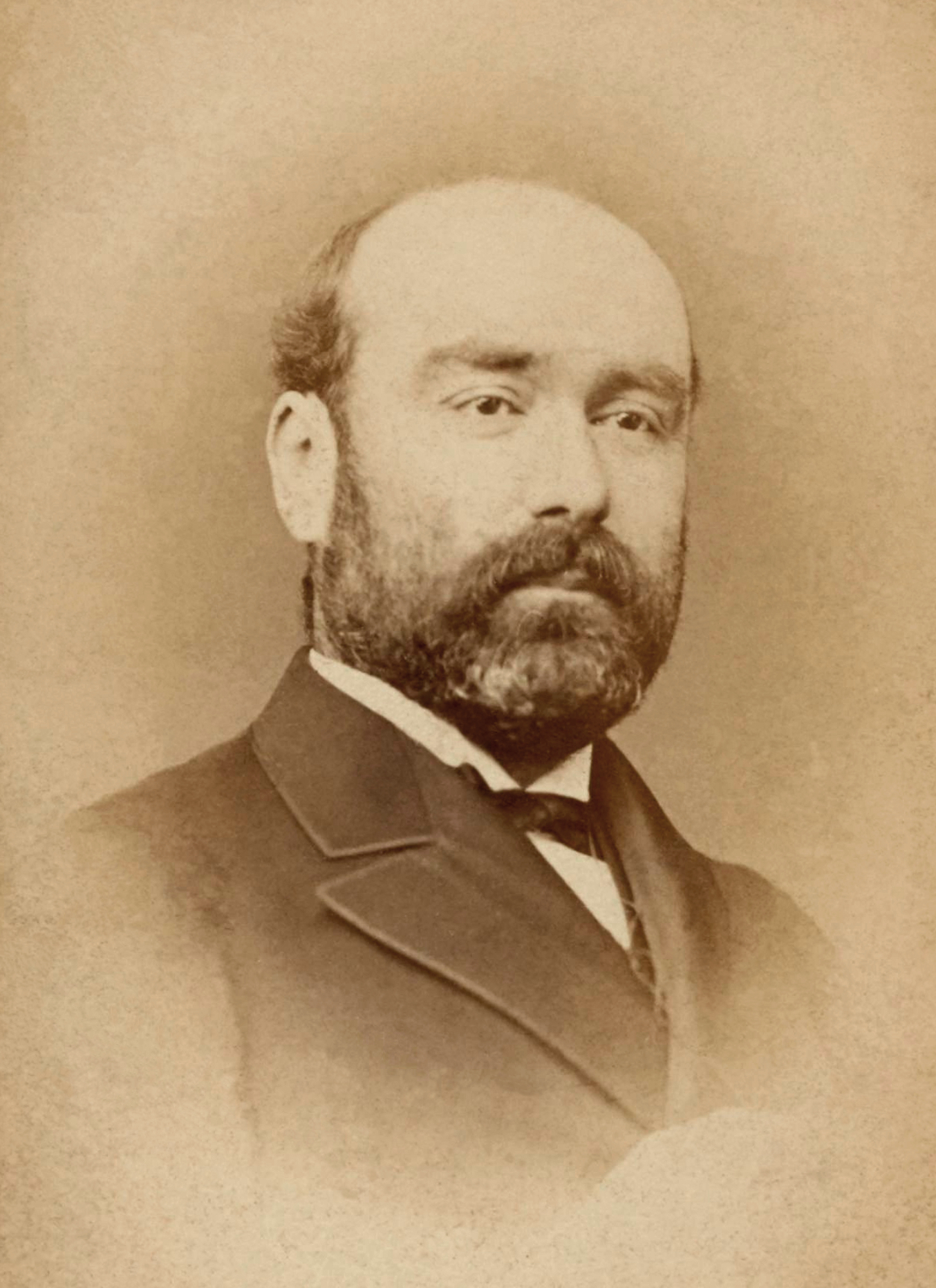
Le ministre de l'Intérieur Oscar Bardi de Fourtou.

Le gouvernement met à profit le mois de prorogation de l'Assemblée, pendant lequel il ne peut être renversé, pour prendre une série de mesures : le ministre de l'Intérieur révoque de nombreux préfets, 177, et sous-préfets, 606, pour les remplacer le plus souvent par d'anciens hauts fonctionnaires bonapartistes, dont la mission consiste à poursuivre sans relâche les délits de presse, de libraire ou de colportage. Des élus locaux sont frappés par ces mesures : 1 743 maires, soit 4 % des édiles, et 1 334 adjoints sont révoqués, et 613 conseils municipaux sont dissous,,. 133 secrétaires généraux et 170 conseillers de préfecture sont aussi mutés ou révoqués. Albert de Broglie transmet une circulaire aux procureurs généraux qui témoigne de sa fermeté : « Parmi les lois dont la garde vous est confiée, les plus saintes sont celles qui, partant des principes supérieurs à toutes les constitutions politiques, protègent la morale, la religion, la propriété et les fondements essentiels de toute société civilisée. Sous quelque forme que le mensonge se produise, dès qu’il est proféré publiquement, il peut être puni ». Des procureurs comme des juges de paix sont à leur tour démis.

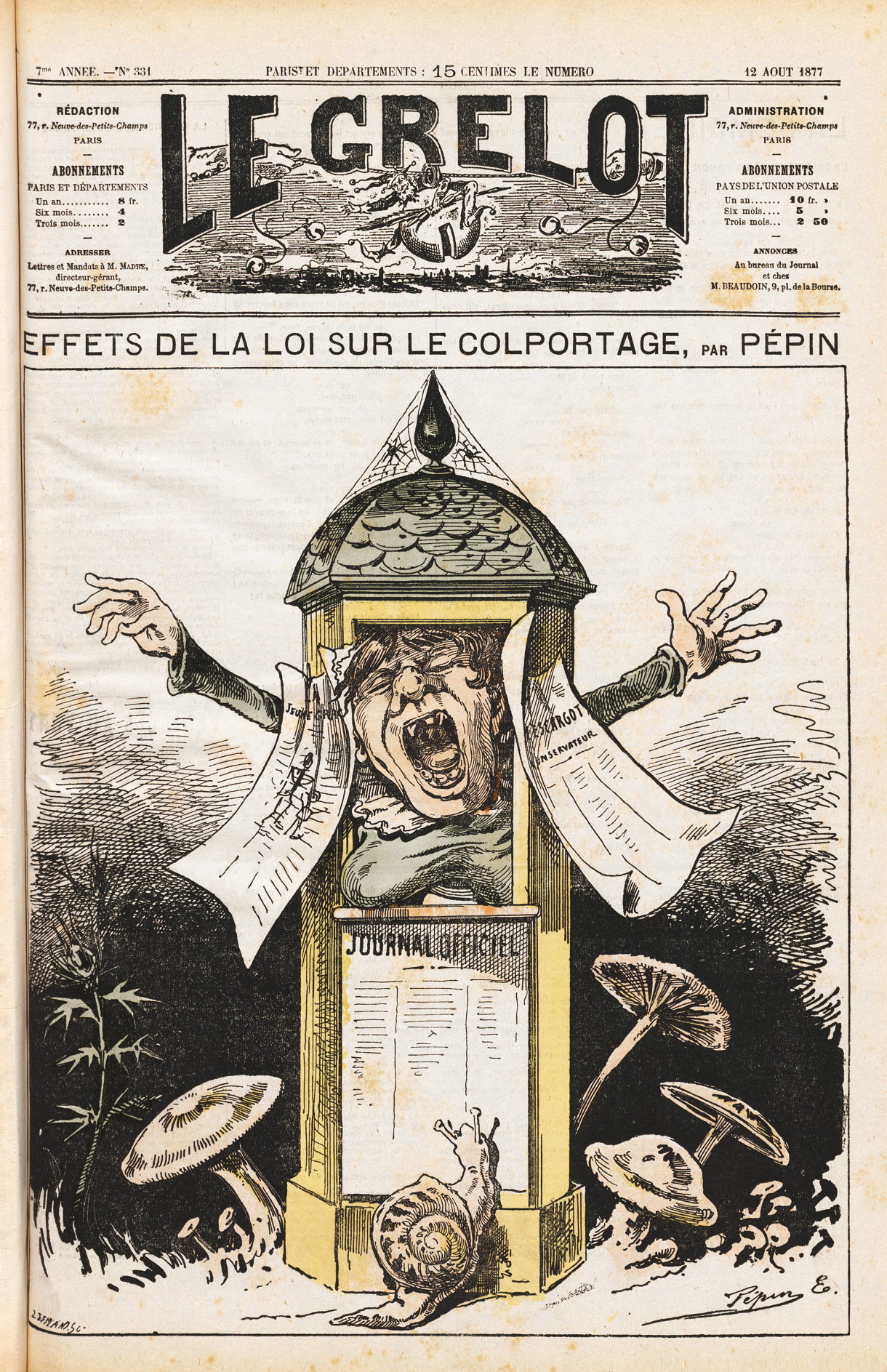
« Effets de la loi sur le colportage » : les périodiques se raréfient (Journal officiel excepté) et les nouvelles ne sont plus très fraîches.
Caricature par Pépin dans Le Grelot, 12 août 1877.

Profitant de leur immunité parlementaire, les députés républicains mènent le combat en organisant des réunions publiques dans leurs circonscriptions, mais également dans la presse. À l'initiative de Gambetta, un « comité général de résistance et de propagande » rassemble des journaux de toute tendance et se tient dans les locaux de son propre quotidien, La République française. Les républicains insistent avant tout sur la lutte contre le cléricalisme plutôt que sur la question constitutionnelle, moins susceptible de passionner l'opinion. Les conservateurs eux-mêmes semblent divisés, les orléanistes et les légitimistes apparaissant plus réservés que les bonapartistes quant à l'opportunité de l'initiative du président Mac Mahon.
À l'étranger, la crise suscite de nombreuses réactions et, à l'exception du Vatican, les journaux européens sont à l'unisson pour défendre le parlementarisme des républicains ou dénoncer les menées cléricales.

Mesures d'ordre moral caricaturées par Draner dans Le Charivari.
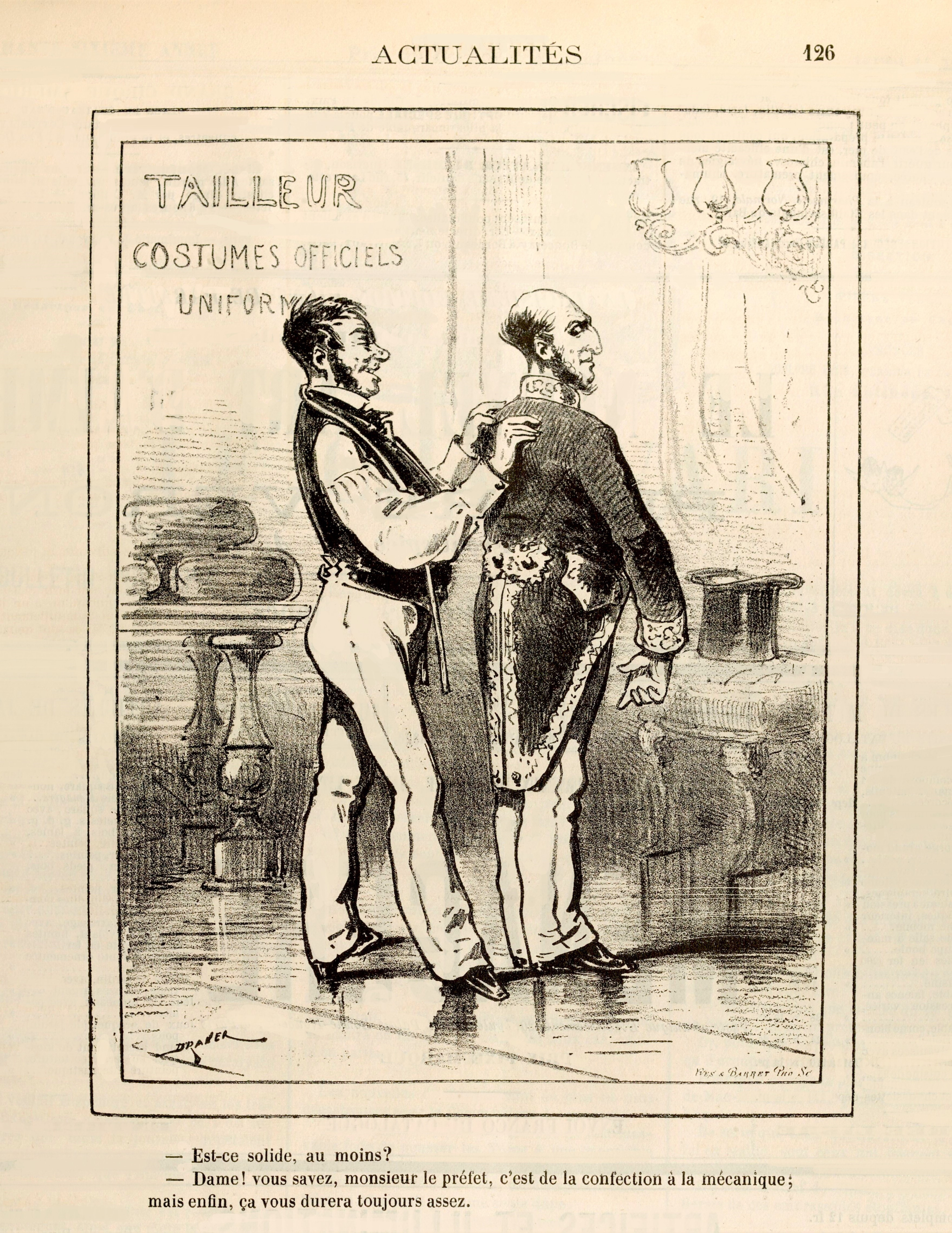
Un haut fonctionnaire s'enquiert de la durabilité de son habit de préfet auprès d'un tailleur convaincu que le vêtement sera plus pérenne que la carrière préfectorale de son client. Caricature de la valse des préfets limogés durant la crise du Seize Mai, Le Charivari, « Actualités », 13 juin 1877.
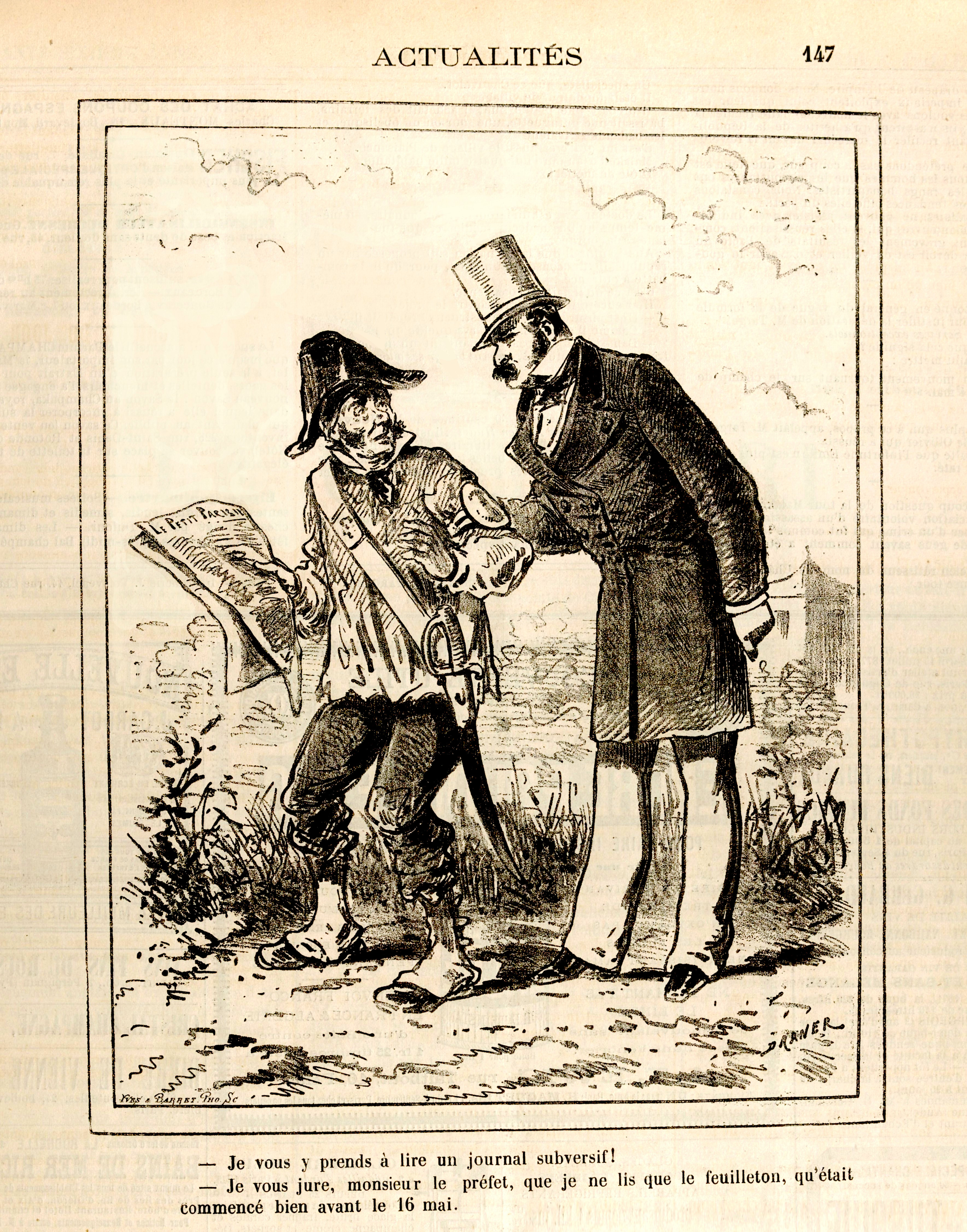
Un préfet empoigne un garde champêtre lisant « un journal subversif », en l'occurrence Le Petit Parisien (journal radical et anticlérical à ses débuts). Le Charivari, « Actualités », 9 juillet 1877.
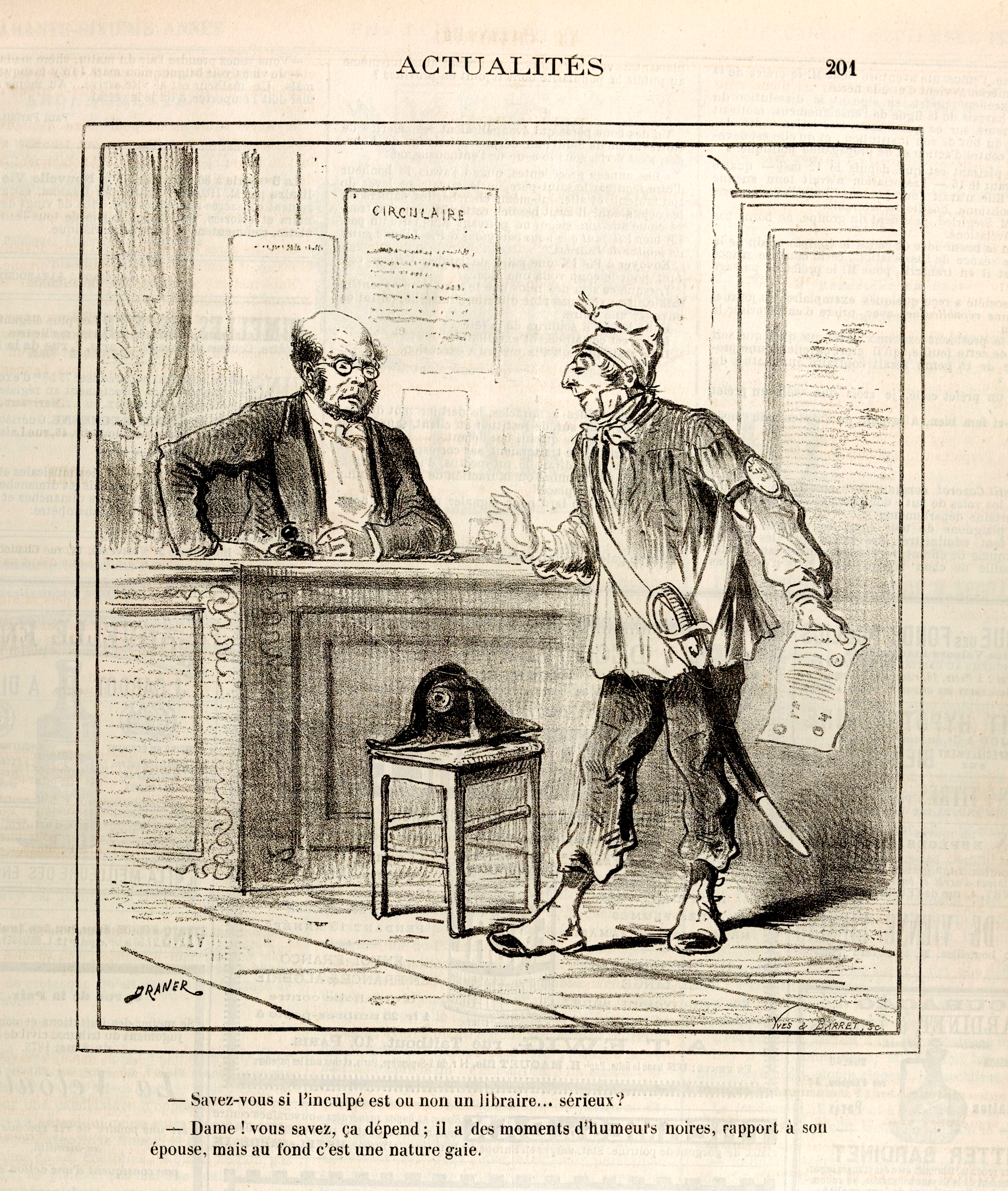
Trait d'esprit relatif à une inculpation pour délit de librairie. Le Charivari, « Actualités », 11 septembre 1877.

#### Dissolution de la Chambre des députés (16-25 mai)

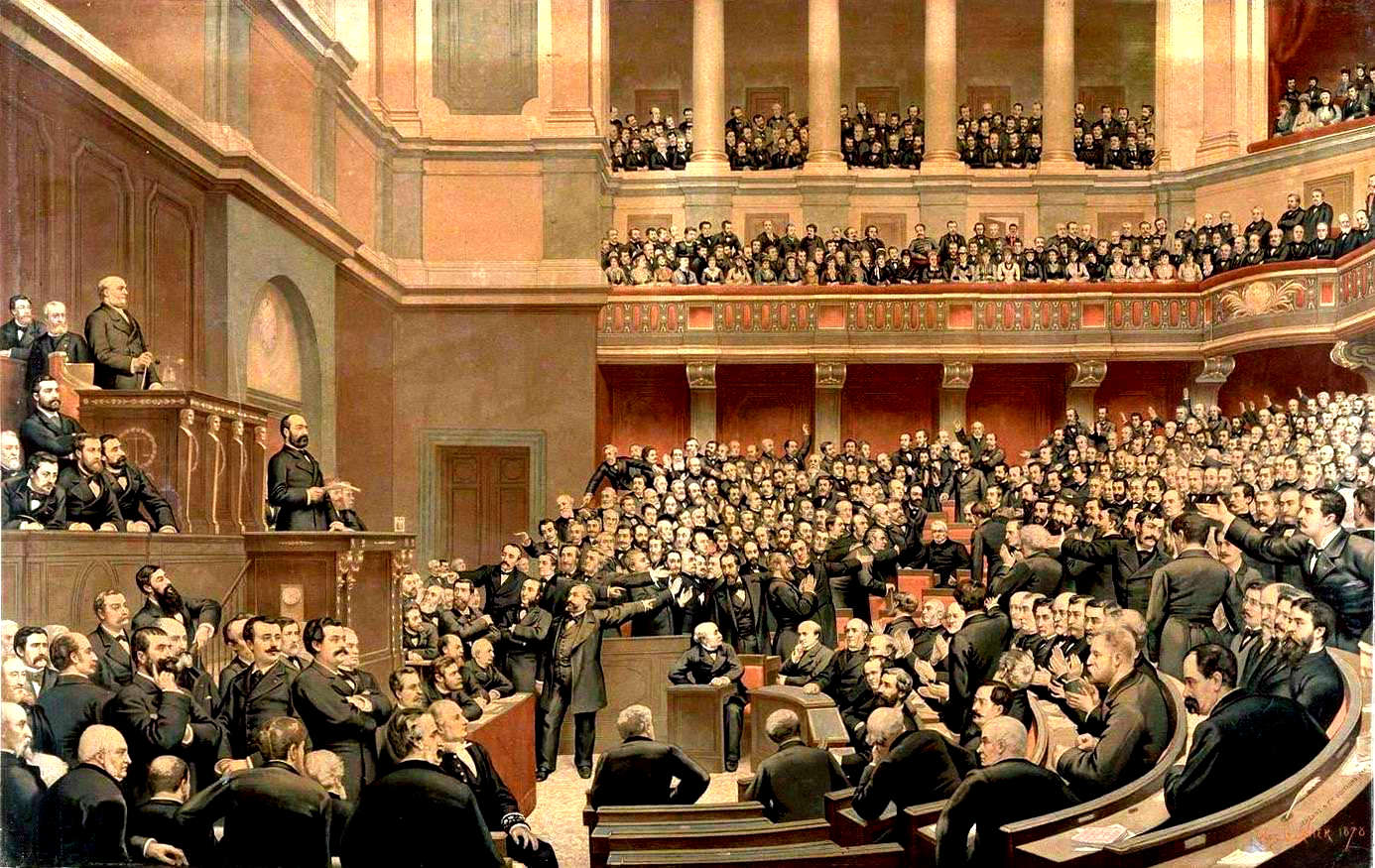
Adolphe Thiers acclamé comme libérateur du territoire à l'Assemblée nationale le 16 juin 1877.
Huile sur toile de Jules-Arsène Garnier, 1878, musée de l'Histoire de France (Versailles).

Le 16 juin 1877, un mois après son renvoi, la Chambre se réunit de nouveau mais le maréchal la dissout aussitôt, conformément à l'article 5 de la loi du 25 février 1875. Le jour même, il demande au Sénat son « avis conforme », ainsi que la Constitution le prévoit,.
Après avoir donné lecture aux députés du message présidentiel, Oscar Bardi de Fourtou s'adresse aux républicains : « Nous sommes la France de 1789 déployée contre la France de 1793. Nous n'avons pas votre confiance, vous n'avez pas la nôtre. […] Les hommes qui sont au gouvernement ont fait partie de cette Assemblée nationale de 1871 qui a été la libératrice du territoire ». Le député Gustave Gailly lui répond : désignant Adolphe Thiers du doigt, il s'écrie « Le libérateur du territoire, le voilà ! », ce qui soulève l'enthousiasme de la gauche et du centre. Gambetta prononce ensuite un discours de plus de deux heures dans lequel il accuse notamment le Vatican d'avoir « manigancé toute l'opération du 16 mai ». Le vote de défiance, proposé par les présidents des groupes de gauche, confirme l'unité des républicains dans la crise : il est adopté le 19 juin par 363 voix contre 158. Sûr du prochain succès de son camp, Gambetta professe : « Nous partons 363, nous reviendrons 400 ».
L'avis du Sénat est rendu le 22 juin : par 149 voix contre 130, il se montre favorable à la volonté présidentielle. La Chambre est dissoute trois jours plus tard, le 25 juin,,.

### Affrontement public et élections législatives
La campagne électorale officielle ne s'ouvre que trois mois après la dissolution, le 22 septembre; mais les mois qui la précèdent sont très agités politiquement et cette campagne est décrite comme l'une « des plus véhémentes » de l'histoire de France.

#### Candidatures officielles

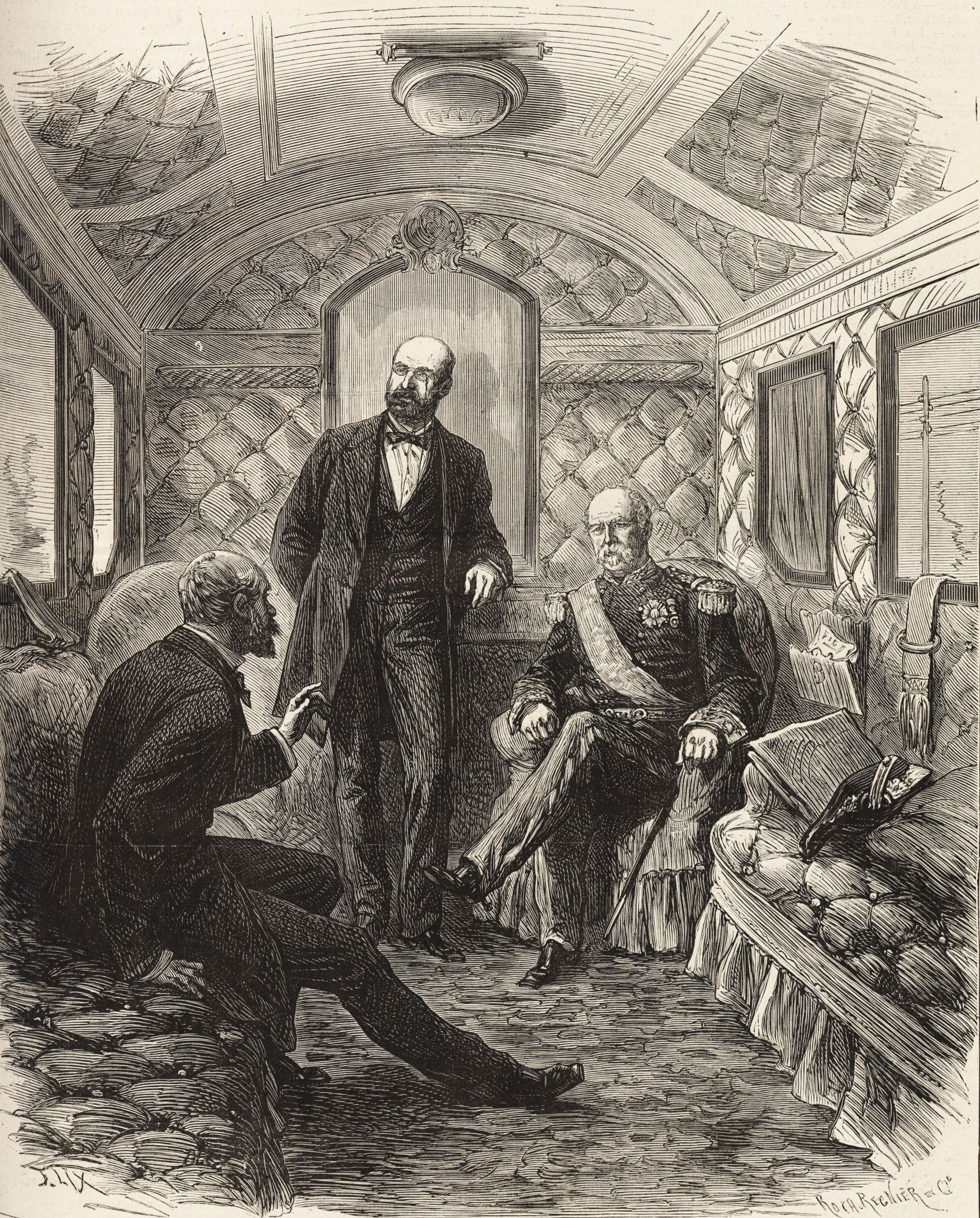
Mac Mahon s'entretenant avec deux ministres du cabinet du 17 mai, Oscar Bardi de Fourtou et Eugène Caillaux, au cours d'un voyage présidentiel en septembre 1877.

Au nom de « la lutte entre l'ordre et le désordre », le président Mac Mahon s'engage personnellement dans la bataille électorale et multiplie les déplacements en province. Dès le 9 juin, pour emporter la décision sénatoriale sur la dissolution de la Chambre, il avait passé un accord avec les légitimistes, en échange de leur soutien, leur garantissant de nombreuses circonscriptions et s'engageant à quitter définitivement le pouvoir à la fin de son septennat. Le 3 juillet, le duc de Broglie déclare que les candidats favorables au chef de l'État pourront utiliser une affiche blanche avec la mention « Candidat du gouvernement du maréchal de Mac-Mahon », à la manière des candidatures officielles du Second Empire.
Dans un communiqué, le président défend ces candidatures et laisse entendre qu'il pourrait tenter de résister si le résultat des élections lui était défavorable : « En cas d'élections hostiles, la France deviendrait pour l'Europe un objet de défiance. Quant à moi mon devoir grandirait avec le péril. Je resterai pour défendre, avec l'appui du Sénat, les intérêts conservateurs ». Dans ses différents discours, Mac Mahon dénonce le radicalisme et accuse la gauche de faire courir au pays le risque d'une guerre. Il publie une nouvelle adresse aux Français le 19 septembre, dans laquelle il se proclame solidaire du cabinet de Broglie et accuse les « 363 » de vouloir une Chambre qui serait la réplique de la Convention nationale de 1792.
Dans le même temps, le gouvernement multiplie les poursuites judiciaires contre les titres de presse ou les vendeurs de journaux et la répression des préfets s'accentue : près de 2 000 débits de boissons sont fermés, ainsi que plusieurs loges maçonniques.

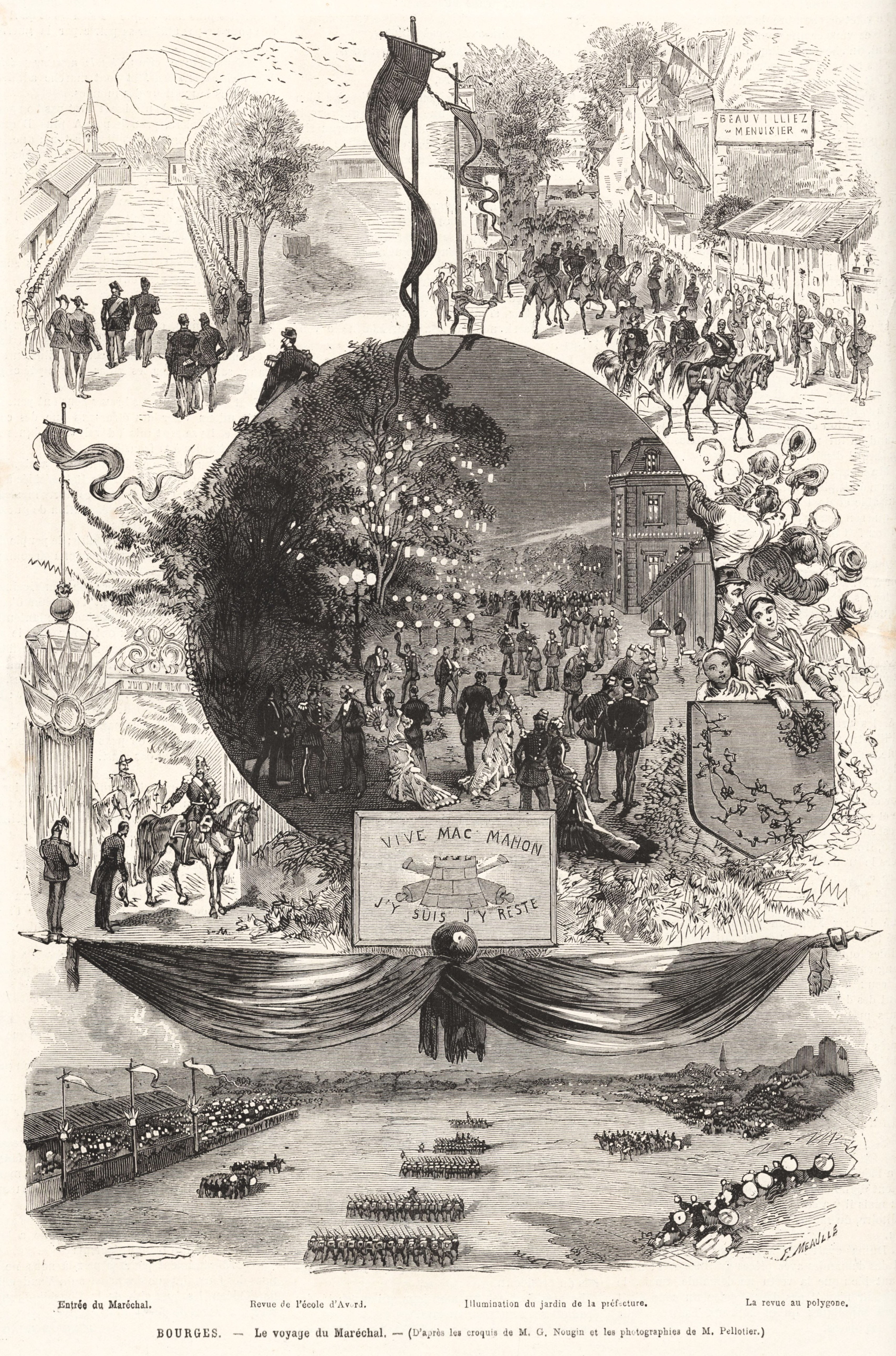
L'un des voyages de Mac Mahon (ici à Bourges), vu par Le Monde illustré, 11 août 1877.
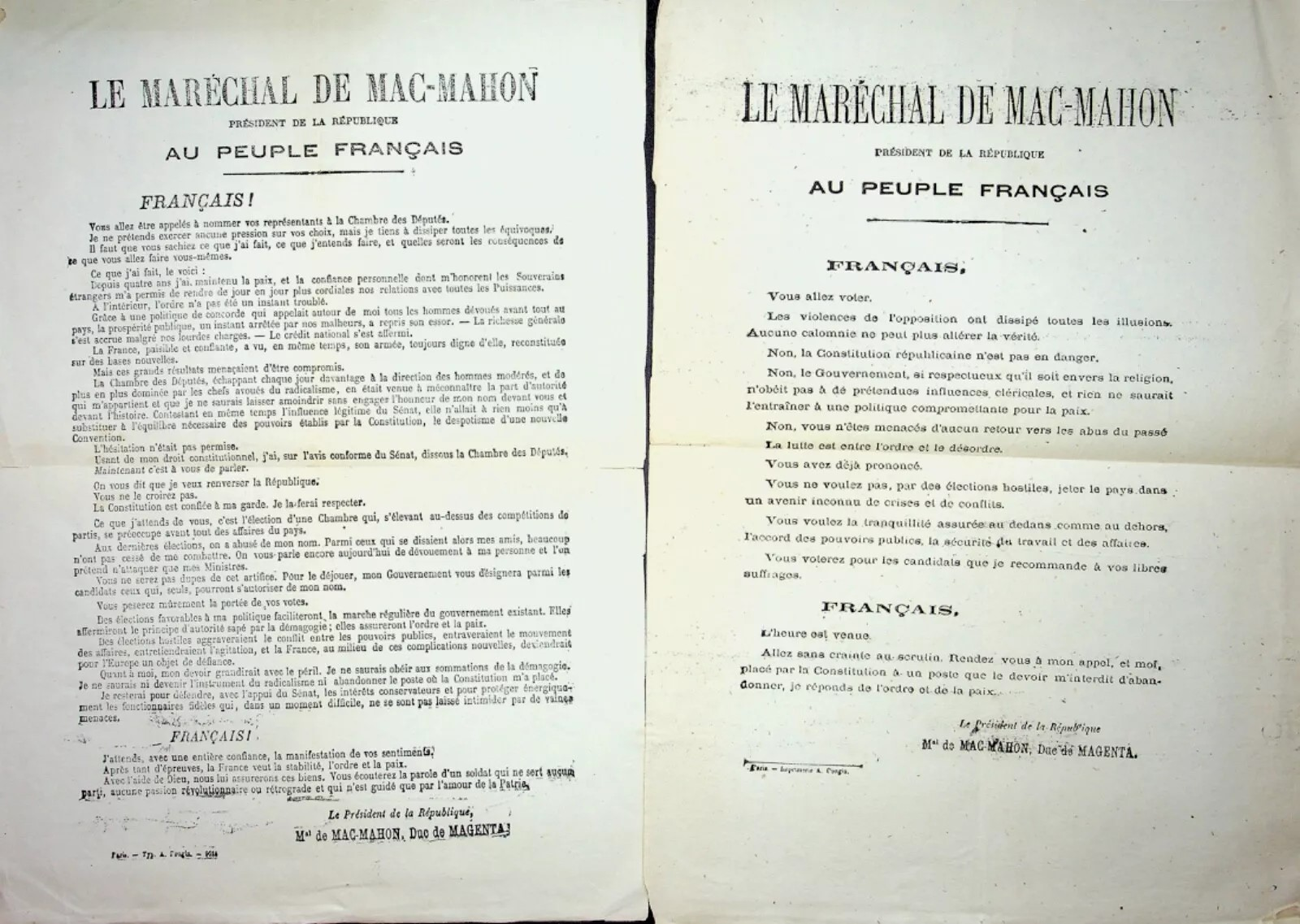
Placards reproduisant la déclaration-manifeste du président Mac Mahon au peuple français (19 septembre 1877) et son appel au vote (12 octobre 1877).
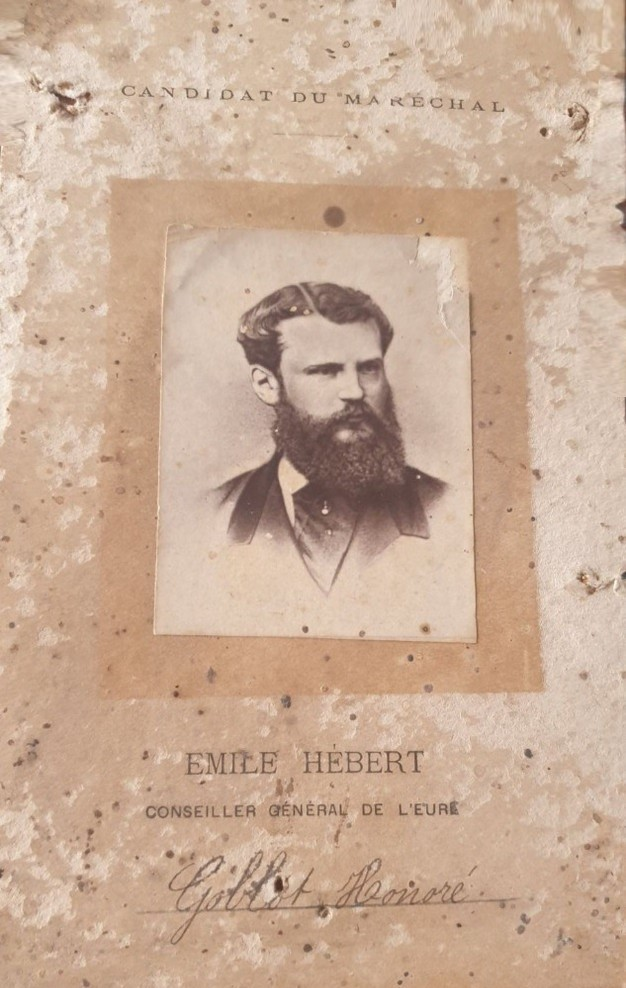
Profession de foi d'un « candidat du maréchal » dans l'arrondissement de Pont-Audemer durant les élections législatives de 1877.
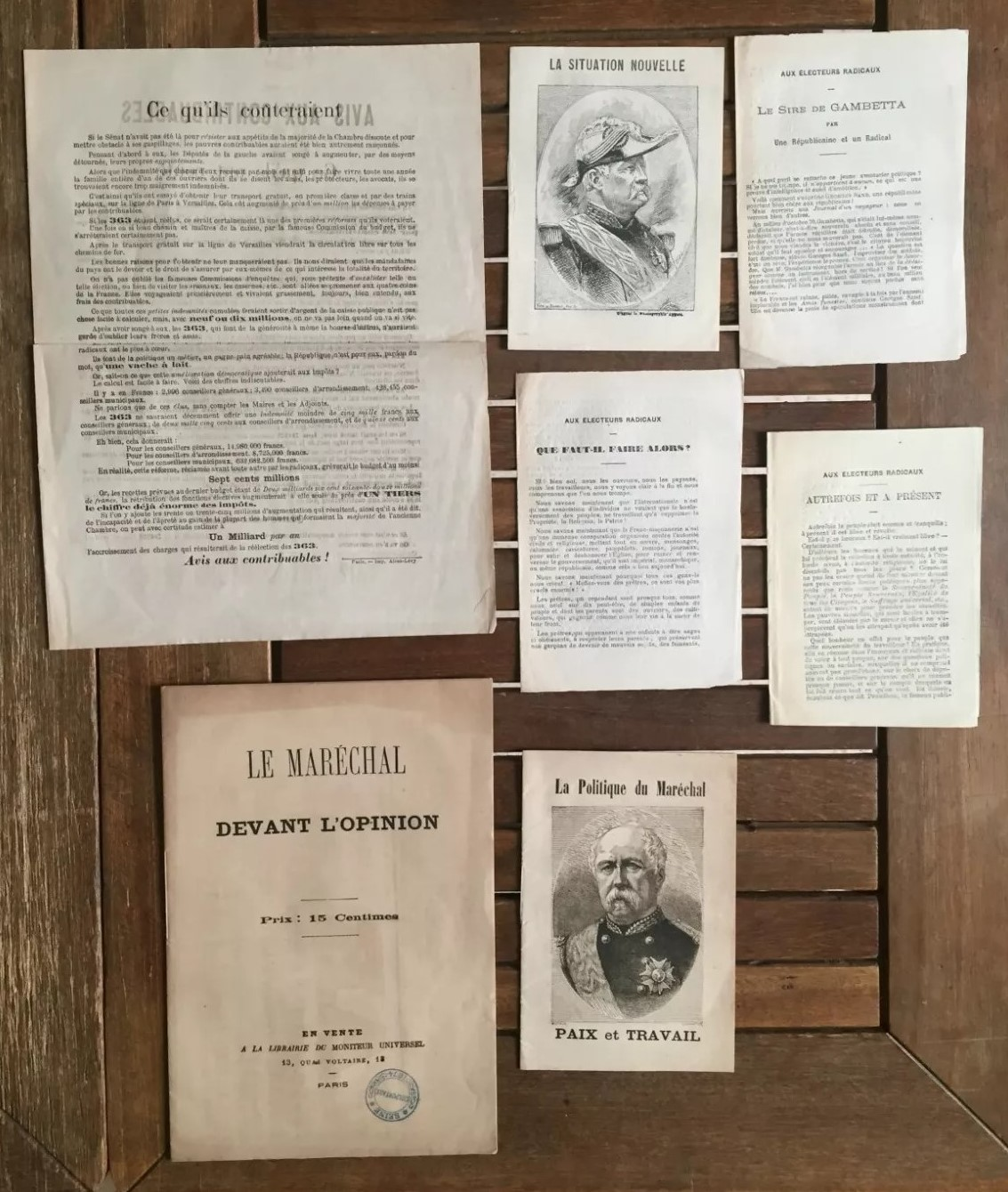
Brochures de propagande électorale à la gloire de Mac Mahon, fascicule anti-gambettiste courtisant l'électoral radical et autres libelles conservateurs contre les « 363 ».

#### Unité des républicains
Face aux candidats officiels du président, les républicains affichent leur unité. Adolphe Thiers et Léon Gambetta se montrent les plus combatifs. Les journaux républicains lancent des souscriptions, augmentent leur tirage et s'appuient sur les cheminots et les représentants de commerce pour assurer leur diffusion à travers le pays. Un comité électoral est créé, composé de 18 députés représentant toutes les tendances républicaines, de Georges Clemenceau à Jules Ferry, et d'autres comités sont créés sur le même modèle au niveau de chaque canton.

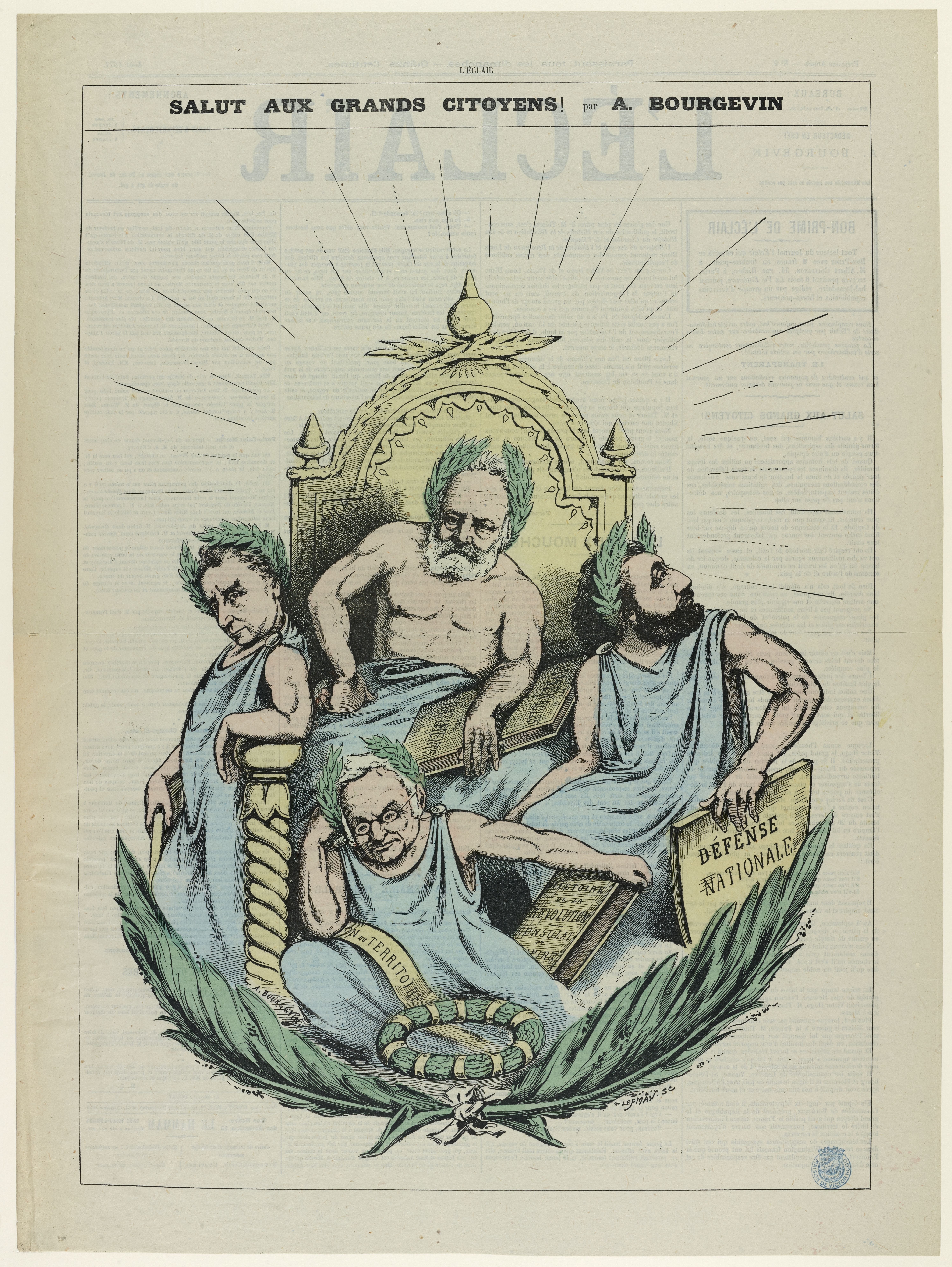
« Salut aux grands citoyens ! », hommage du caricaturiste J. Blass aux républicains Victor Hugo, Louis Blanc, Léon Gambetta et Adolphe Thiers (L'Éclair, no 9, 19 août 1877).
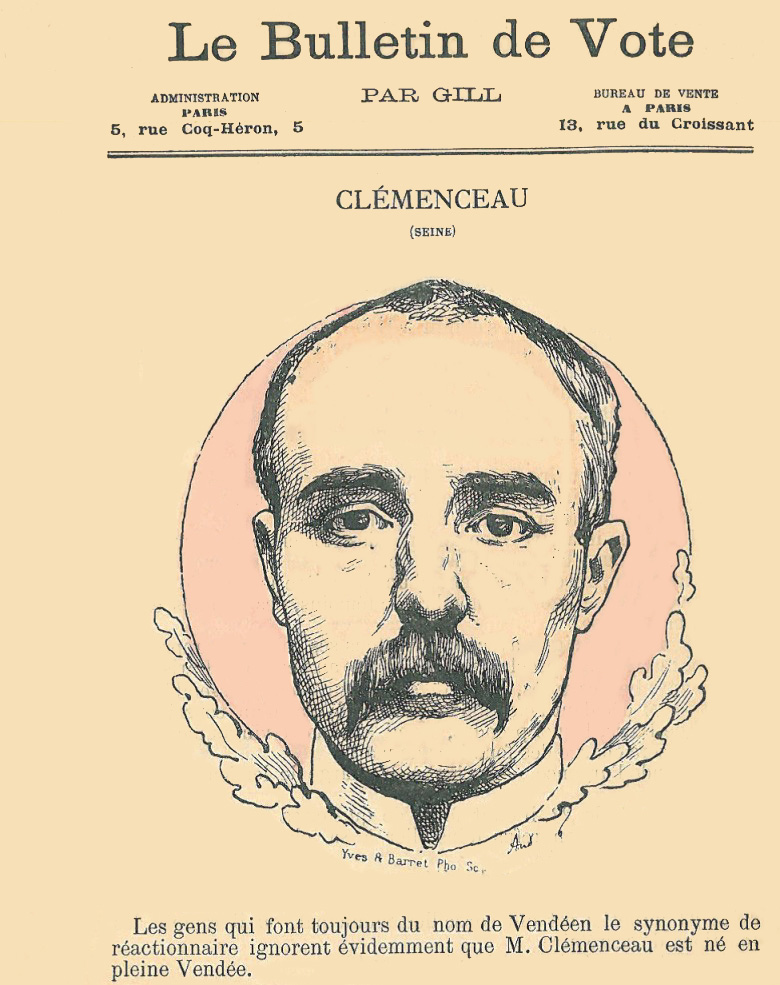
Le caricaturiste André Gill publie le périodique Le Bulletin de vote pour faire connaître le portrait et la biographie des candidats républicains (ici Georges Clemenceau) lors de la campagne des législatives de 1877[41],[42].
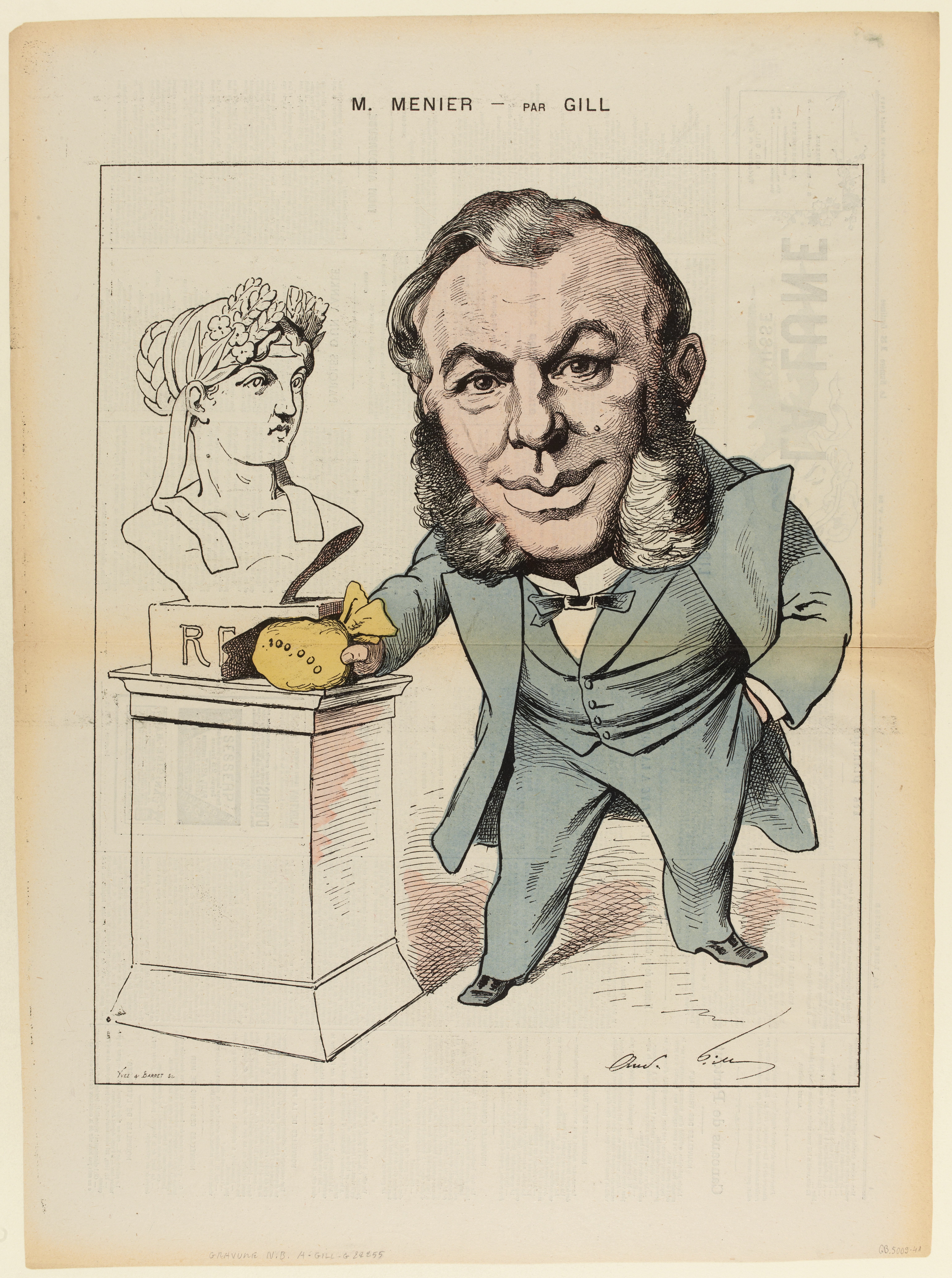
L'industriel chocolatier Émile-Justin Menier finançant la campagne électorale républicaine à hauteur de 100.000 francs. Illustration d'André Gill, La Lune rousse.
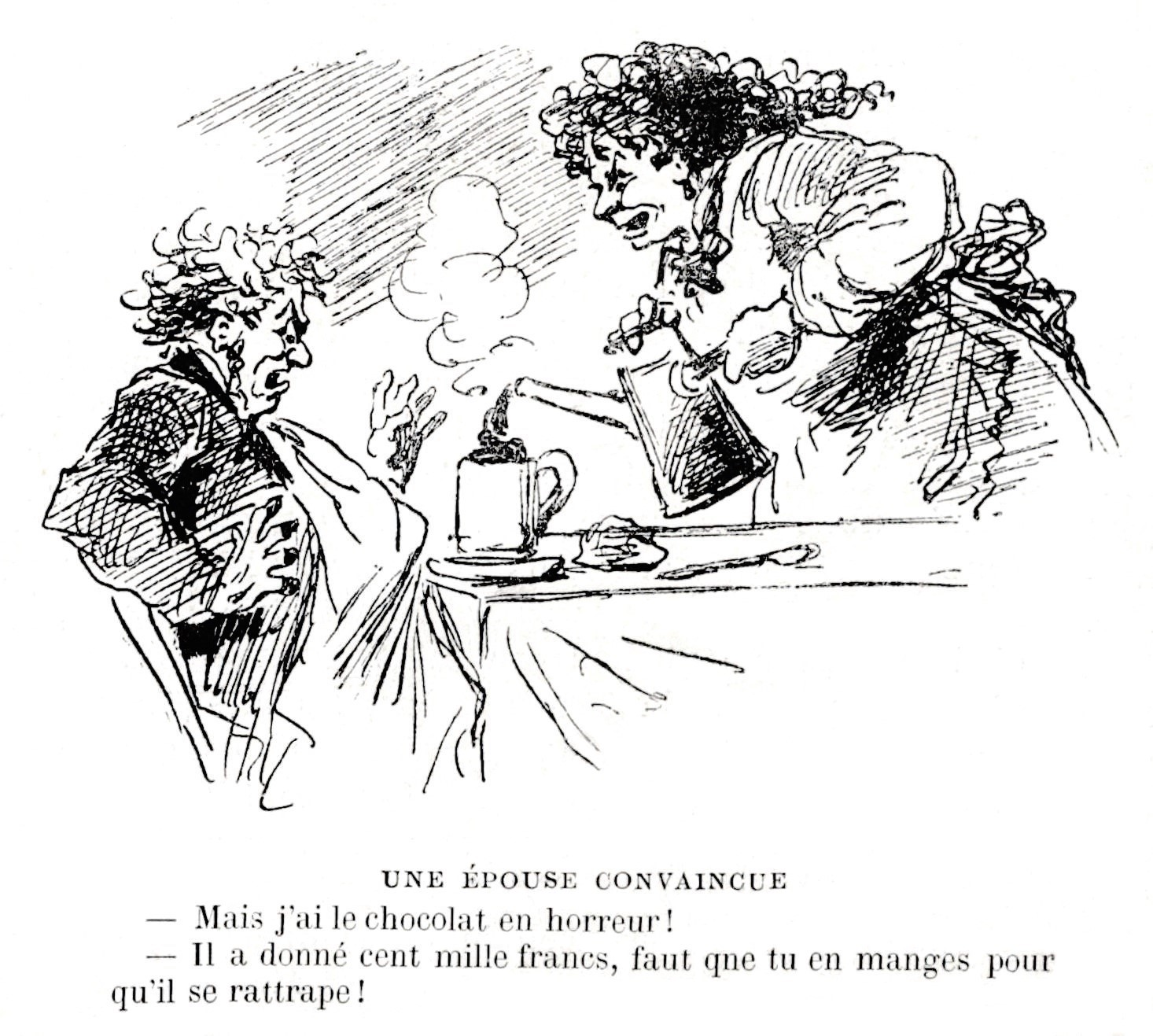
Une « épouse convaincue » force son mari à ingurgiter du chocolat en compensation du don généreux consenti par l'entreprise Menier en faveur des candidats républicains. Caricature par Cham, Le Monde illustré, 22 septembre 1877.

Pour financer leur campagne, les républicains s'appuient sur de nombreuses personnalités, notamment le propriétaire du grand magasin Le Bon Marché, Aristide Boucicaut, la dynastie patronale chocolatière des Menier, le banquier Henri Cernuschi ou encore le financier Emmanuel-Vincent Dubochet, qui met son hôtel particulier à la disposition de Gambetta.
Ce dernier prononce à Lille le 15 août un discours dont la péroraison est restée célèbre. Acclamé par l'auditoire, il déclare à l'attention du président et de ses fidèles : « Quand la France aura fait entendre sa voix souveraine, croyez-le bien, Messieurs, il faudra se soumettre ou se démettre,. » Cette formule est immédiatement reprise dans La République française et le Conseil des ministres décide de poursuivre en justice l'orateur, qui n'est plus protégé par l'immunité parlementaire, et son journal, pour offense au chef de l'État. Cette décision est critiquée jusque dans le camp conservateur qui redoute que le procès apporte une trop grande publicité au candidat républicain. Gambetta, jugé par défaut le 11 septembre par le tribunal correctionnel de la Seine, est condamné à trois mois de prison et 2 000 francs d'amende. Sûr de sa réélection, il fait aussitôt appel, le second jugement ne pouvant avoir lieu qu'après le scrutin.
La mort d'Adolphe Thiers le 3 septembre est mise à profit par les républicains, les « 363 » se rassemblant auprès de la famille du défunt lors des obsèques auxquelles n'assiste aucun officiel le 8 septembre. Cette disparition soudaine tempère cependant l'optimisme des républicains qui avaient envisagé le retour de Thiers à la présidence de la République en cas de victoire électorale et de démission du maréchal. C'est le nom de Jules Grévy qui s'y substitue, malgré les désaccords qui persistent entre ce dernier et Gambetta. Fin septembre, François-Auguste Mignet publie un manifeste posthume de Thiers dans lequel l'ancien président rappelle la nécessité absolue de la République pour éviter la guerre civile.

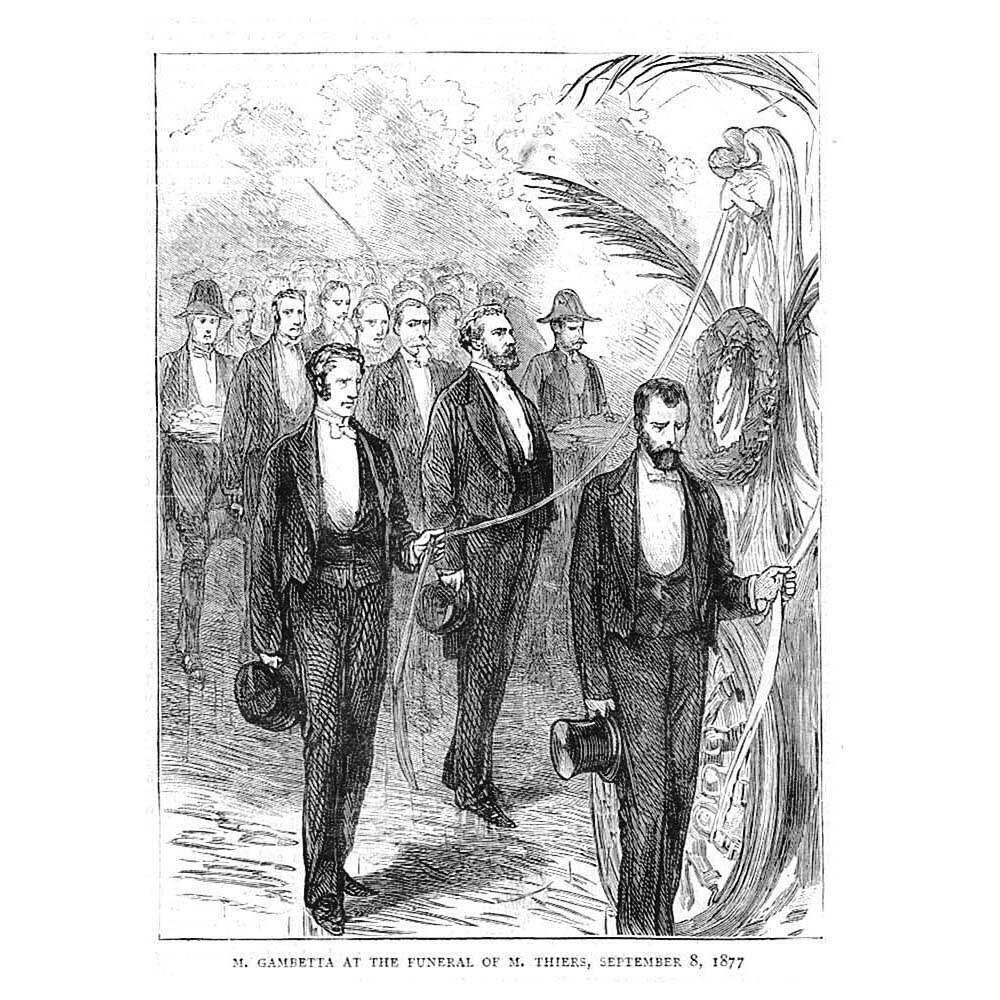
Léon Gambetta aux funérailles d'Adolphe Thiers, le 8 septembre 1877. Illustration publiée dans The Graphic.
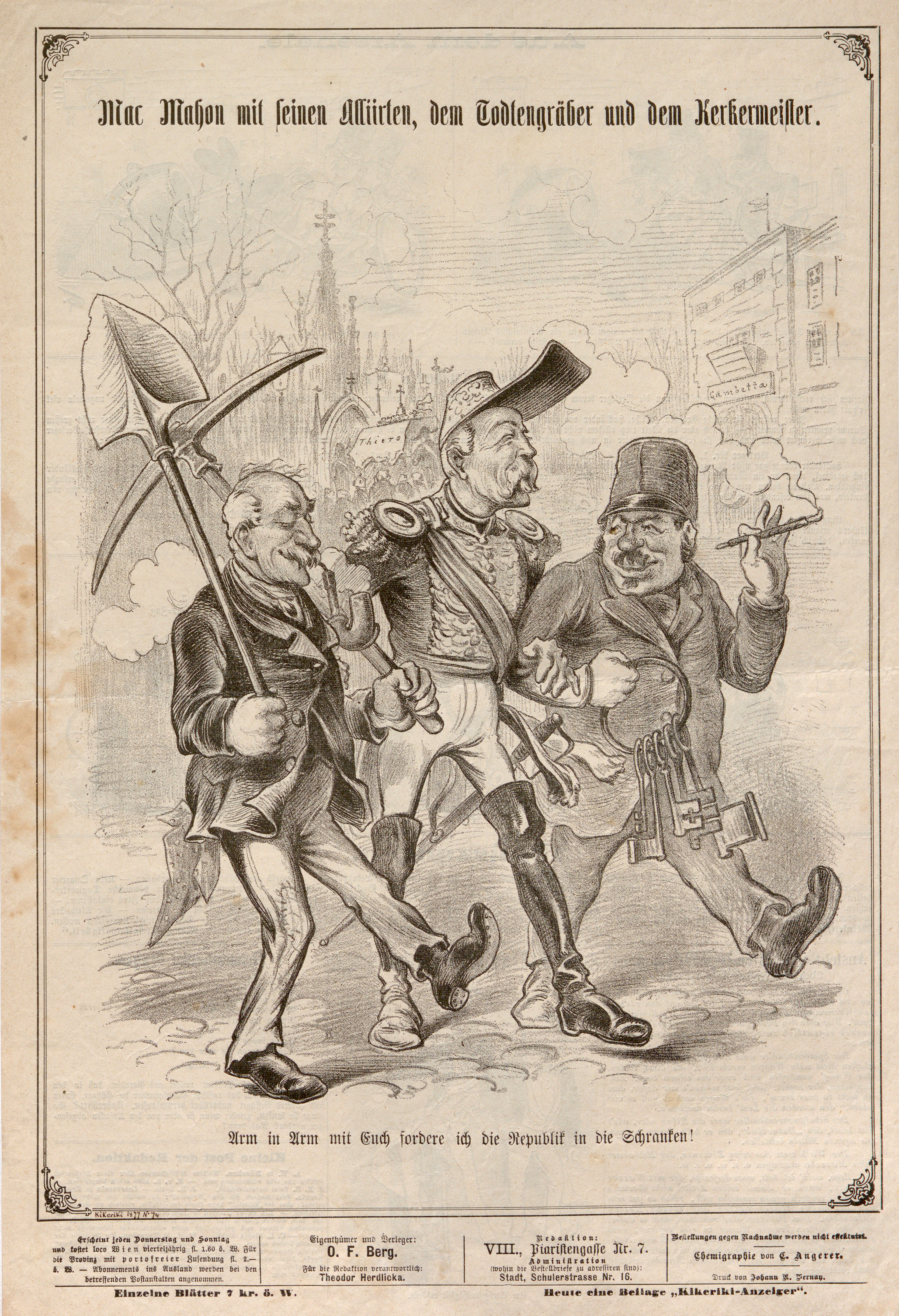
Mac Mahon, bras dessus, bras dessous avec le fossoyeur et le geôlier ayant respectivement mis Thiers sous terre et Gambetta à l'ombre. Caricature publiée dans le journal satirique autrichien Kikeriki, 1877.
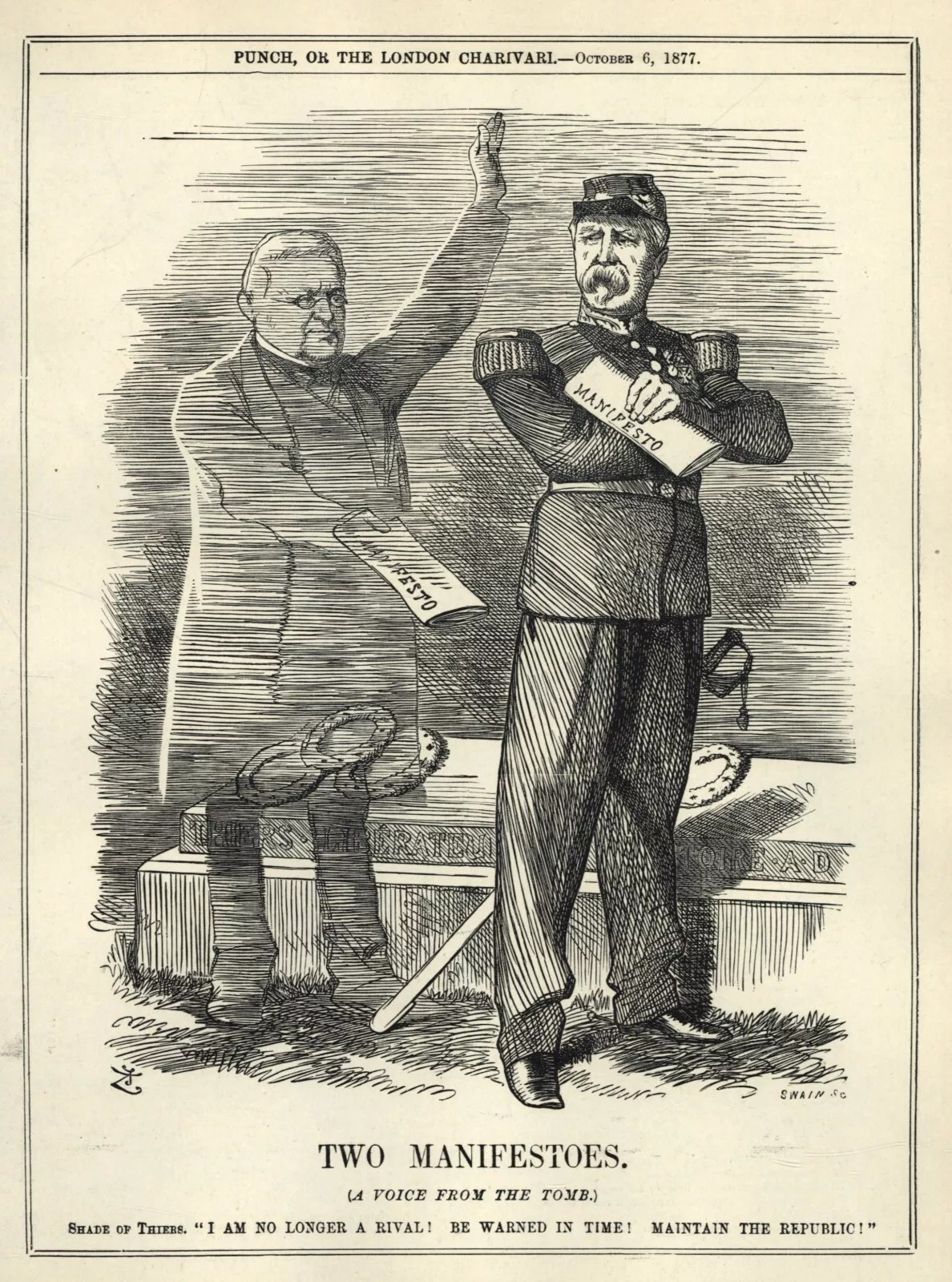
L'ombre de Thiers brandit son manifeste d'outre-tombe pour exhorter Mac Mahon à maintenir le régime républicain mais le maréchal se cantonne à son propre manifeste présidentiel. « Deux manifestes », caricature publiée dans Punch, 6 octobre 1877.

#### Engagement des milieux d'affaires

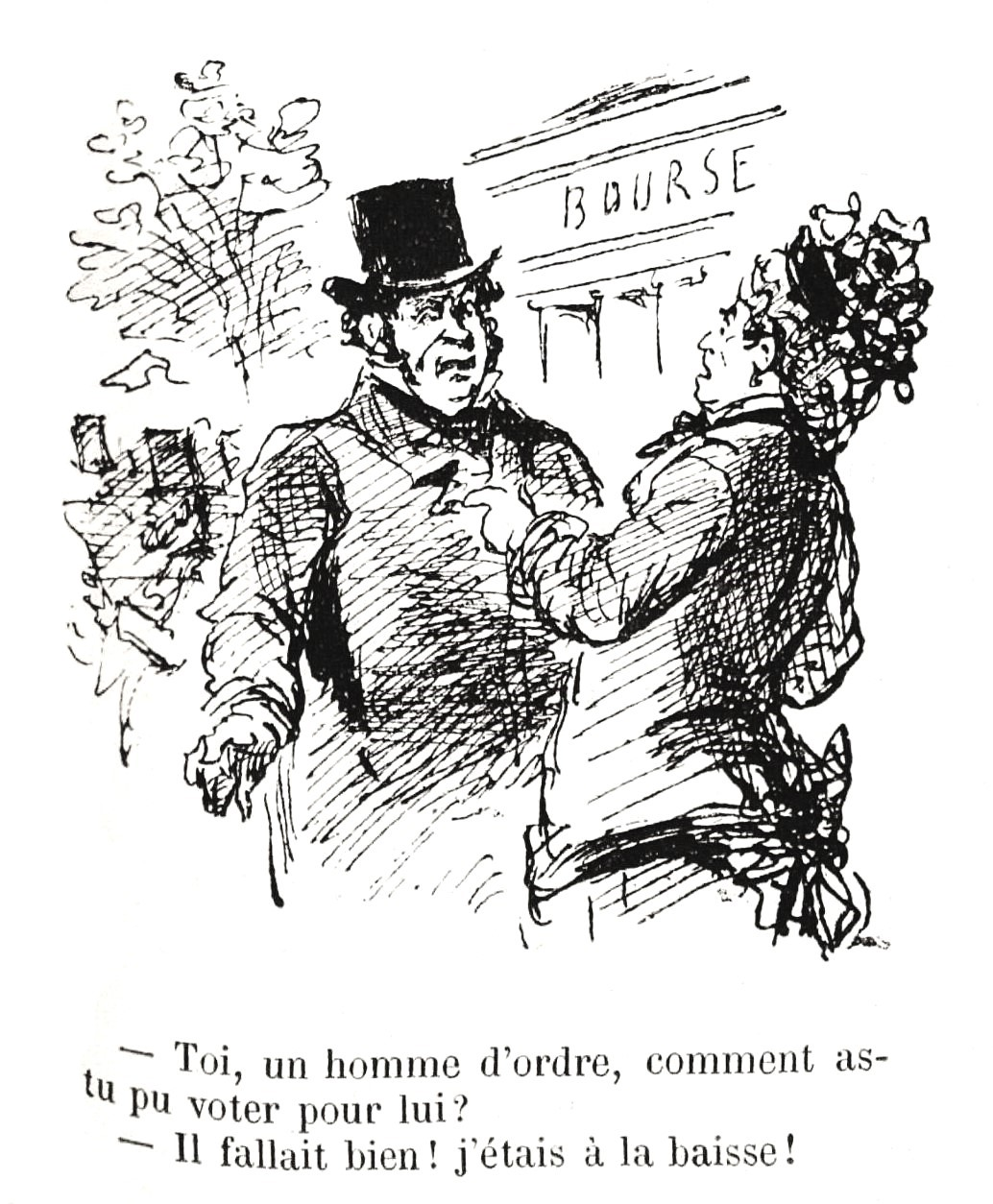
Un homme d'ordre contraint de voter républicain en raison de ses actions en baisse à la Bourse de Paris. Caricature par Cham, Le Monde illustré, 3 novembre 1877.

Dans les premières années de la Troisième République, l'influence des milieux d'affaires dans le jeu politique est considérable : d'une part, le redressement économique du pays nécessite une collaboration étroite entre le pouvoir politique, la haute banque et les établissements de crédit ; d'autre part, les milieux d'affaires sont largement surreprésentés au sein du personnel politique, précisément parmi les groupes du centre droit et du centre gauche qui composent la plupart des cabinets ministériels de cette période. De même que plusieurs ministres du cabinet de Broglie sont étroitement associés au monde économique, de nombreux membres du centre gauche occupent des sièges d'administrateurs dans les plus grandes entreprises des secteurs-clés de l'économie française, en particulier les banques, les chemins de fer, les mines et la métallurgie. Ces derniers, outre leur puissance financière, ont une influence d'autant plus grande qu'ils dirigent de nombreux titres de la presse libérale. Bien que ces journaux ne puissent revendiquer un fort tirage, leur impact est déterminant sur l'évolution du régime dans la mesure où ils sont lus non seulement par les politiques mais également parmi les décideurs de l'économie, banquiers, boursiers ou grands industriels.

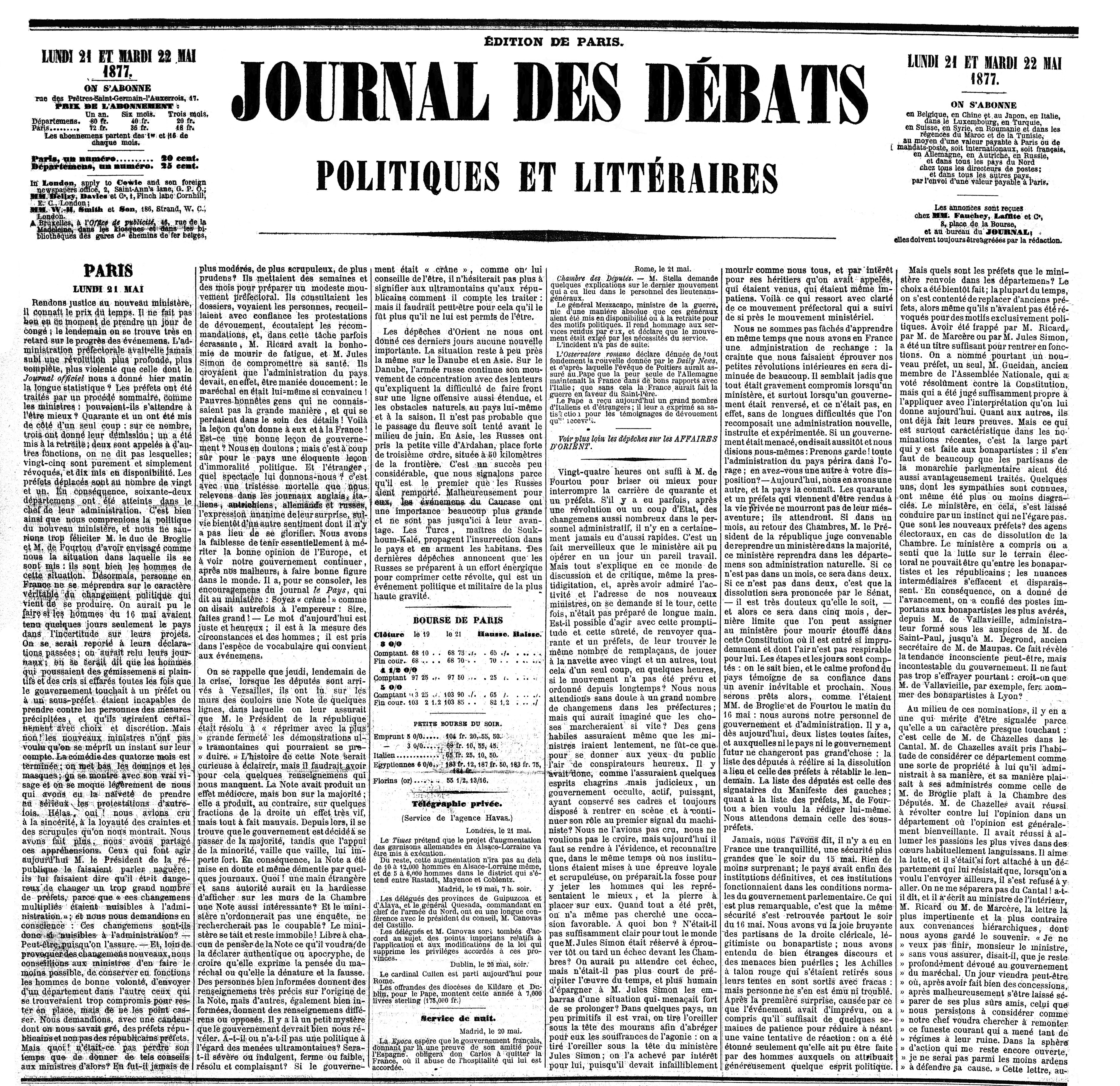
Déplorant le limogeage massif des préfets, le Journal des débats du 21 mai 1877 qualifie cette mesure d'éloquente leçon d'immoralité politique.

Au lendemain du 16 mai, une partie des milieux d'affaires, en particulier la haute banque et les grands financiers qui gravitent autour de la banque Rothschild, accueille avec satisfaction la nomination du cabinet d'ordre moral du duc de Broglie, et les semaines qui suivent l'initiative du président Mac Mahon sont marquées par une relative stabilité boursière. Toutefois, la plupart des élites économiques s'engagent clairement en faveur des 36 candidats républicains car ils considèrent le coup du Seize Mai comme « un facteur de désordre contraire à la bonne marche de l'économie ». Le Journal des débats évoque à cet égard « une éloquente leçon d'immoralité politique ». Tout au long de la campagne, la presse libérale se fait l'écho de l'inquiétude des milieux d'affaires quant au ralentissement de l'économie provoqué par le coup présidentiel, après plusieurs années de calme et de prospérité, et nombre de leurs représentants apportent un soutien matériel et financier aux républicains. À titre d'exemple, Léon Say offre 25 000 francs pour la constitution du Comité électoral des gauches, tandis que de grands entrepreneurs comme Jean Dollfus, Alfred Koechlin-Schwartz ou Camille Risler siègent dans des comités électoraux locaux.
À l'inverse, des rapports de police signalent que le banquier Alphonse de Rothschild, promu au grade de commandeur de la Légion d'honneur sur proposition du ministre Eugène Caillaux le 18 juillet 1877, en pleine campagne électorale, aurait financé celle du camp conservateur à hauteur de 2,5 millions de francs.

#### Résultats des élections (14-28 octobre)

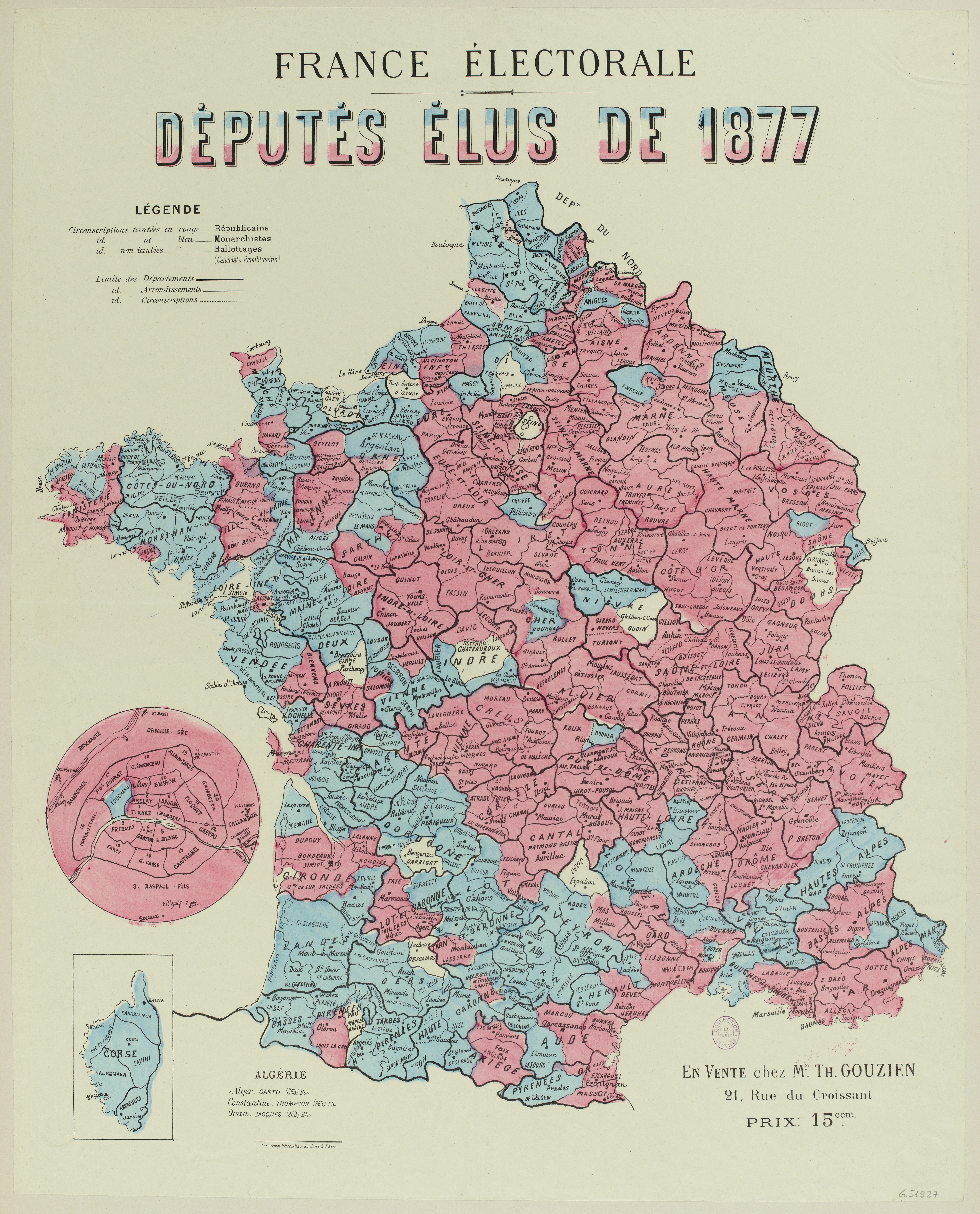
Les élections législatives de 1877 : en rouge, les circonscriptions gagnées par les républicains, en bleu par les conservateurs.

Ce n'est que le 22 septembre que le Conseil des ministres fixe les élections législatives au 14 octobre et la réunion de la Chambre au 7 novembre. Au premier tour, seules 15 des 531 circonscriptions ne sont pas pourvues. La victoire des républicains est incontestable, mais elle n'a pas l'ampleur prévue : ils ne comptent alors que 321 élus, loin des 405 prédits par Gambetta quelques semaines plus tôt. Dans une lettre adressée le lendemain à la princesse Lise Troubetzkoy, ce dernier dénonce les « menaces de corruption, des excès de tout ordre, les urnes renversées, les votes achetés falsifiés, enfin plus d'actes odieux accomplis en trois mois que l'Empire n'en avait perpétré en vingt ans ». En réalité, les progrès des conservateurs, qui gagnent 50 sièges, s'expliquent principalement par la mobilisation de leur électorat, l'abstention passant de 25 % en 1876 à moins de 20 % en 1877.
Au second tour, le 28 octobre, les conservateurs remportent 11 sièges supplémentaires, et bien que les républicains possèdent finalement une large majorité, avec 323 élus, ils ne devancent la droite que d'un peu moins de 800 000 voix. Les bonapartistes, qui passent de 76 députés à 104, constituent le premier groupe d'opposition dans la nouvelle Chambre, et si le nombre de légitimistes augmente lui aussi, passant de 24 députes à 44, les orléanistes sont en net recul, de 40 à 11 élus : la « droite parlementaire », qui a accepté de transiger en 1875 et d'instaurer la République, est défaite.

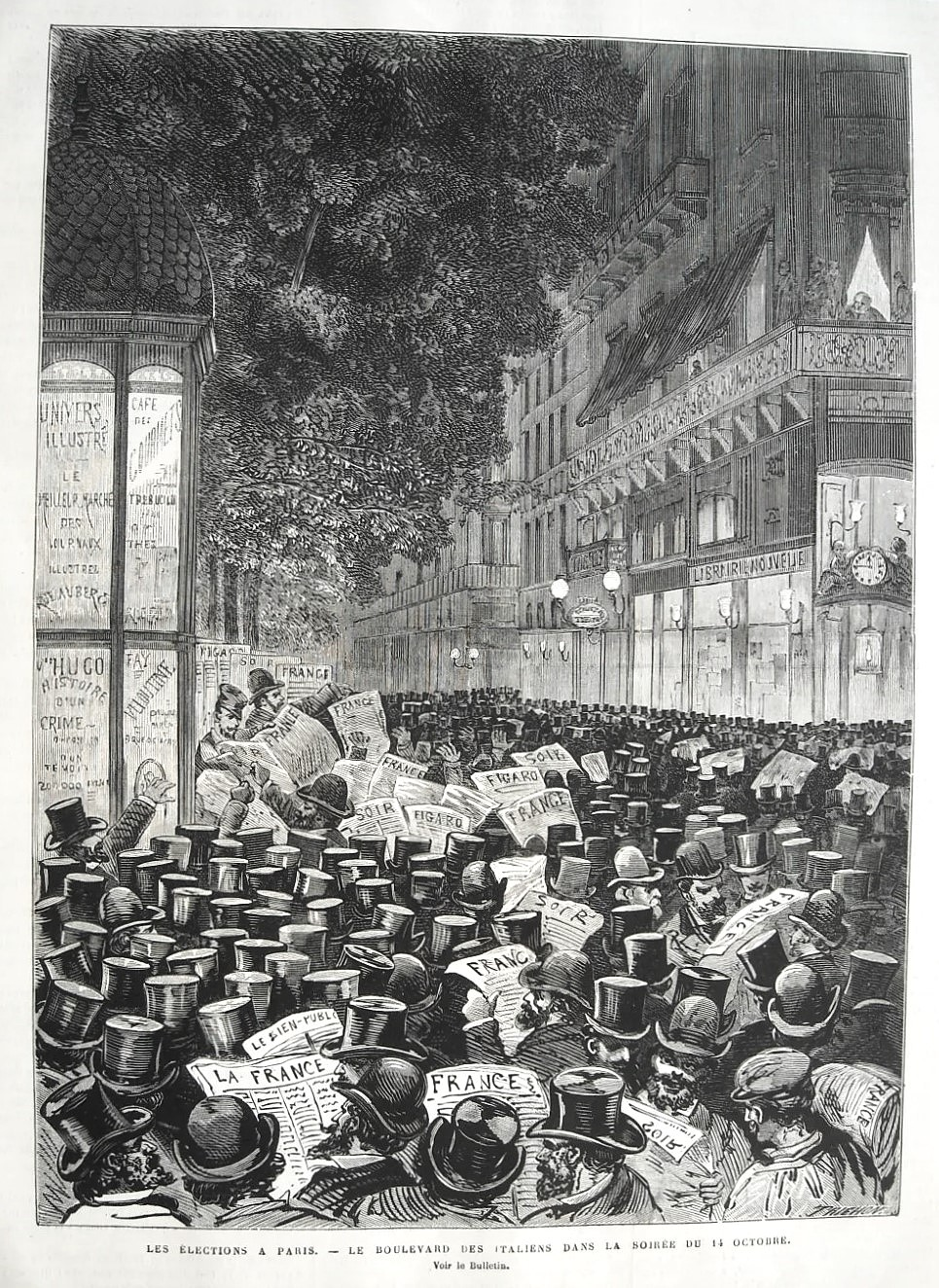
Attroupement boulevard des Italiens pour lire les résultats électoraux dans les journaux, le 14 octobre 1877. Gravure d'Auguste Trichon publiée dans L'Univers illustré, 20 octobre 1877.
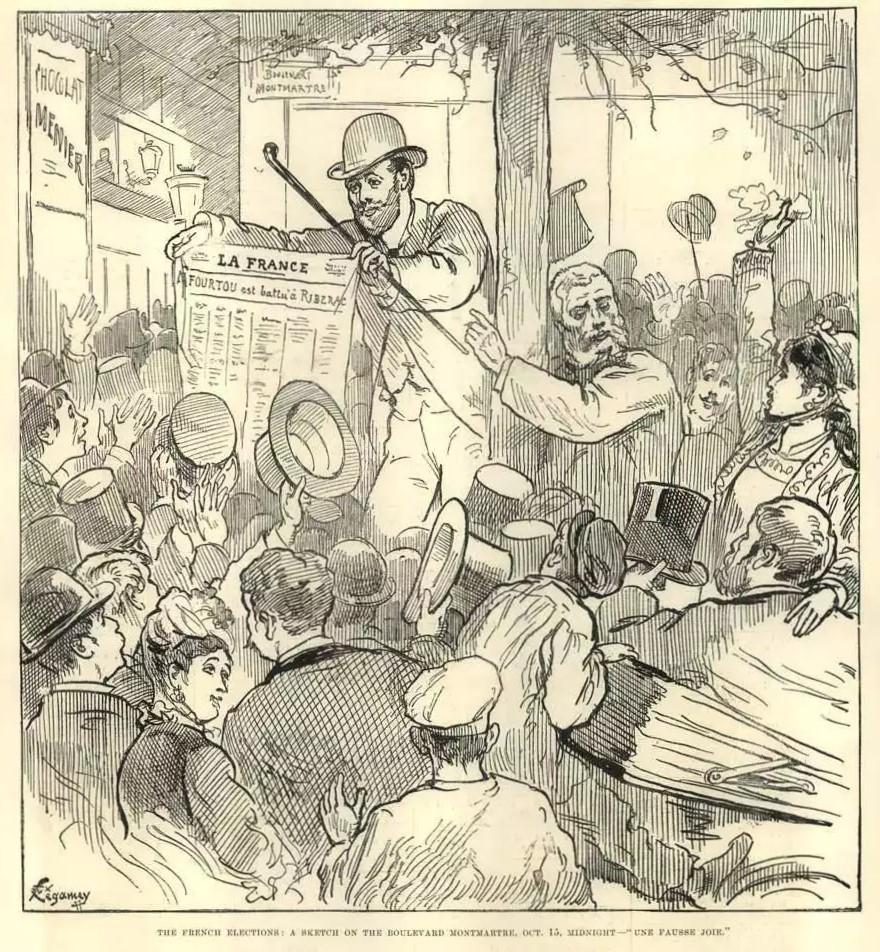
« Une fausse joie », boulevard Montmartre : le journal La France annonce erronément la défaite électorale d'Oscar Bardi de Fourtou à Ribérac. Dessin de Félix Régamey publié dans The Illustrated London News, 20 octobre 1877.
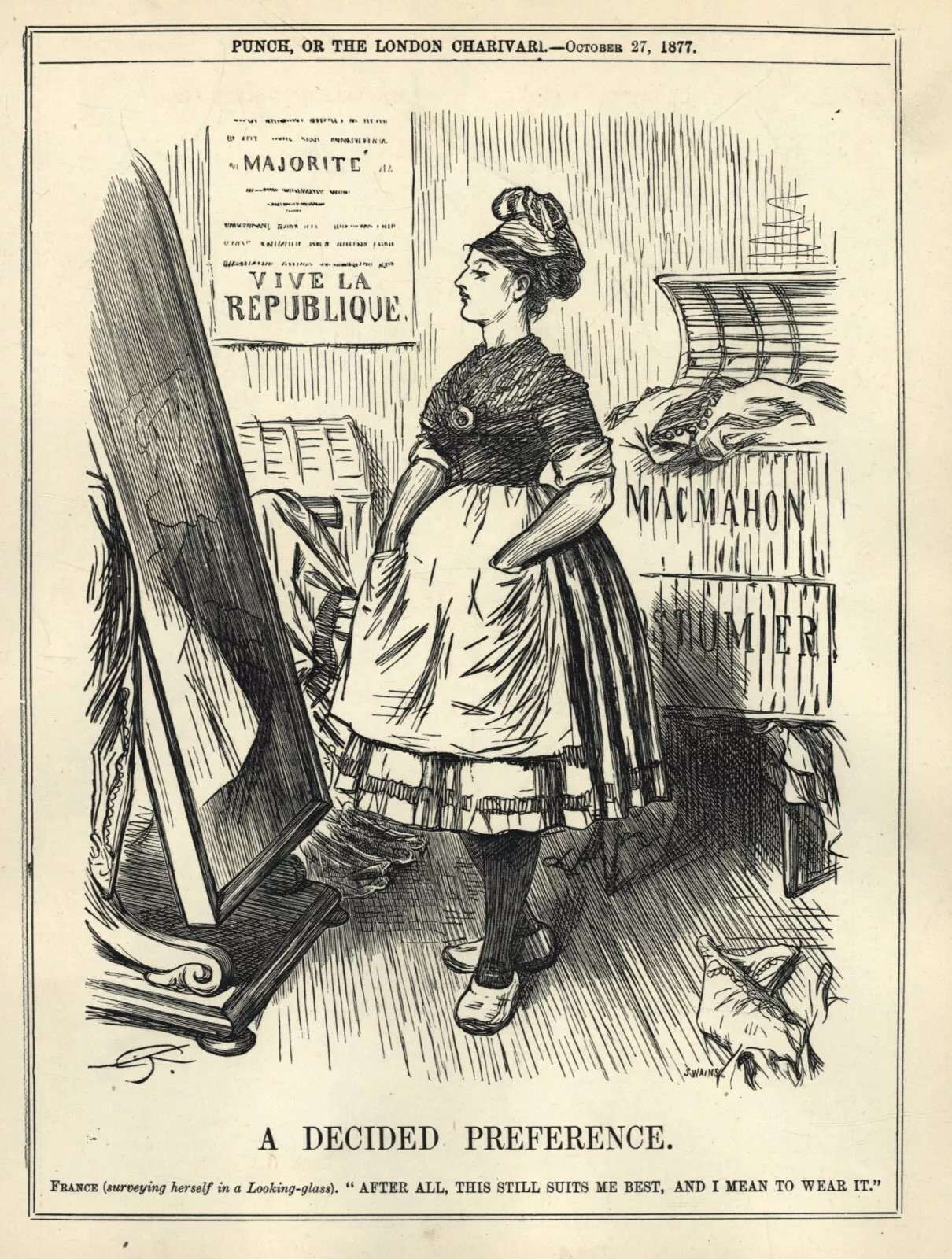
Après les élections, la France revêt les atours de la République en mettant au placard les frusques du « costumier » Mac Mahon. « Une préférence marquée », caricature publiée dans Punch, 27 octobre 1877.

### Combat décisif

#### Dernières tentatives de résistance du président (octobre-décembre)

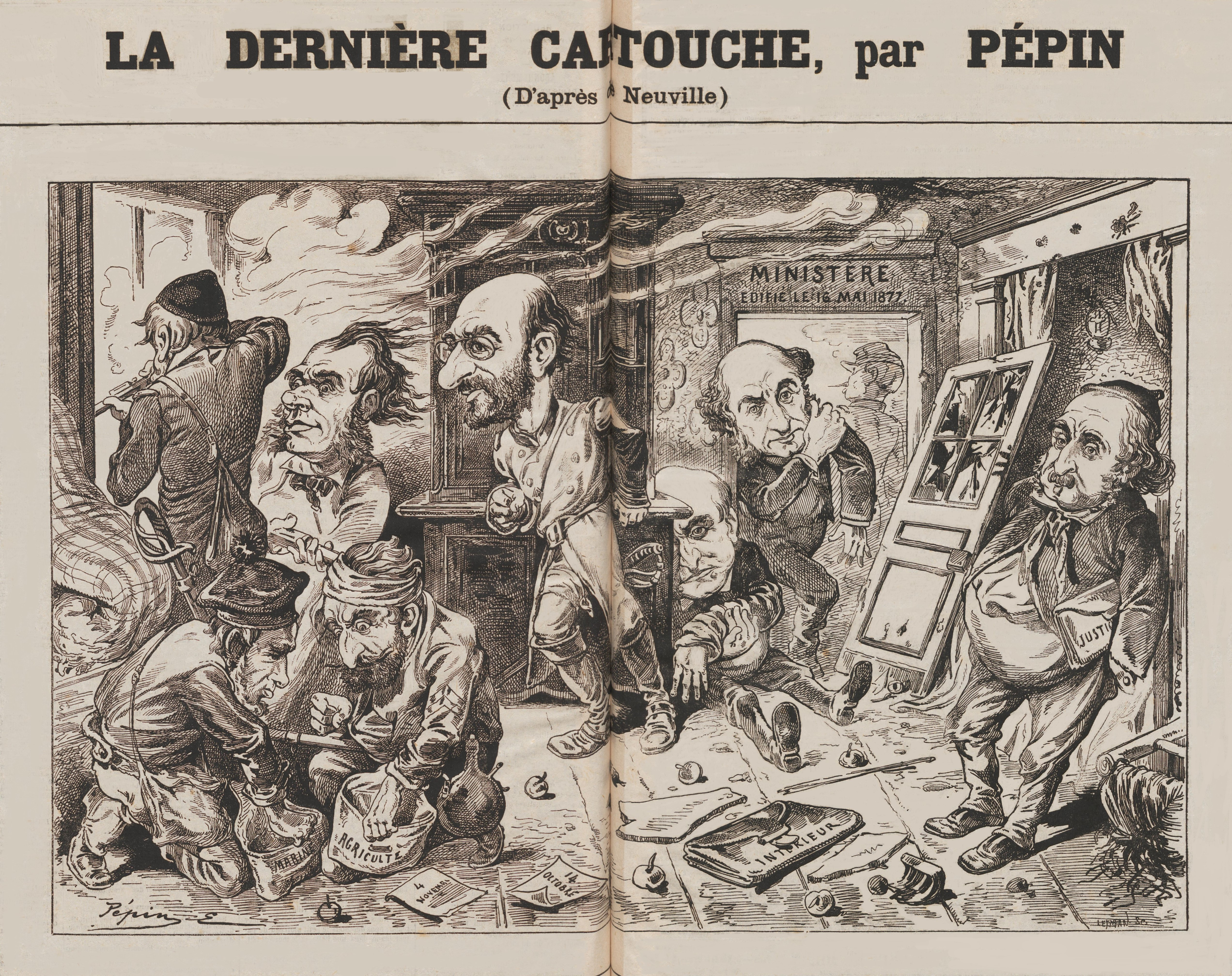
Le cabinet du 17 mai 1877 caricaturé dans le journal satirique Le Grelot, d'après le tableau d'Alphonse de Neuville. Le gouvernement vit ses derniers instants à la suite de la défaite électorale des monarchistes aux élections d'octobre 1877.

Sitôt le résultat des élections connu, le président Mac Mahon songe à démissionner, poussé en ce sens par certains de ses proches comme son secrétaire Emmanuel d'Harcourt, mais il y renonce. Le gouvernement de Broglie, désavoué dans les urnes, reste en place en attendant les élections cantonales du 4 novembre. Pendant ce temps, Mac Mahon multiplie les consultations et envisage de dissoudre une nouvelle fois la Chambre des députés, mais une telle décision sonnerait comme un refus du verdict de la nation. Par ailleurs, le président du Sénat, Gaston d'Audiffret-Pasquier, l'informe que, cette fois, la chambre haute ne donnera pas son accord et lui conseille d'accepter un cabinet parlementaire,. Mac Mahon envisage également de former un « cabinet militaire » sous la direction du sénateur conservateur Augustin Pouyer-Quertier, en confiant au général Félix Charles Douay le portefeuille de la Guerre et au général Auguste-Alexandre Ducrot celui de l'Intérieur, mais il écarte finalement cette possibilité, renonçant ainsi à faire entrer l'armée sur la scène politique de cette manière.
Faute de pouvoir former un nouveau gouvernement, le président demande le 6 novembre aux ministres du cabinet de Broglie de retirer leur démission, ce à quoi répliquent les députés républicains en exigeant l'invalidation de tous les députés élus avec l'affiche blanche présidentielle et la mise en accusation des ministres. Le 10 novembre, ils déclarent la Chambre constituée et réélisent deux jours plus tard Jules Grévy à sa présidence, tandis que son frère Albert Grévy propose la création d'une commission d'enquête sur les actes illégaux commis depuis le 16 mai. Composée de 35 députés, elle est acceptée par 312 voix contre 205 et nommée le 14 octobre,. Le duc de Broglie cherche l'appui du Sénat pour rejeter la commission, mais Audiffret-Pasquier lui fait savoir qu'une décision de création de commission d'enquête n'étant pas une loi, la chambre haute ne peut s'y opposer. Le cabinet de Broglie remet finalement sa démission dans la soirée du 17 novembre.

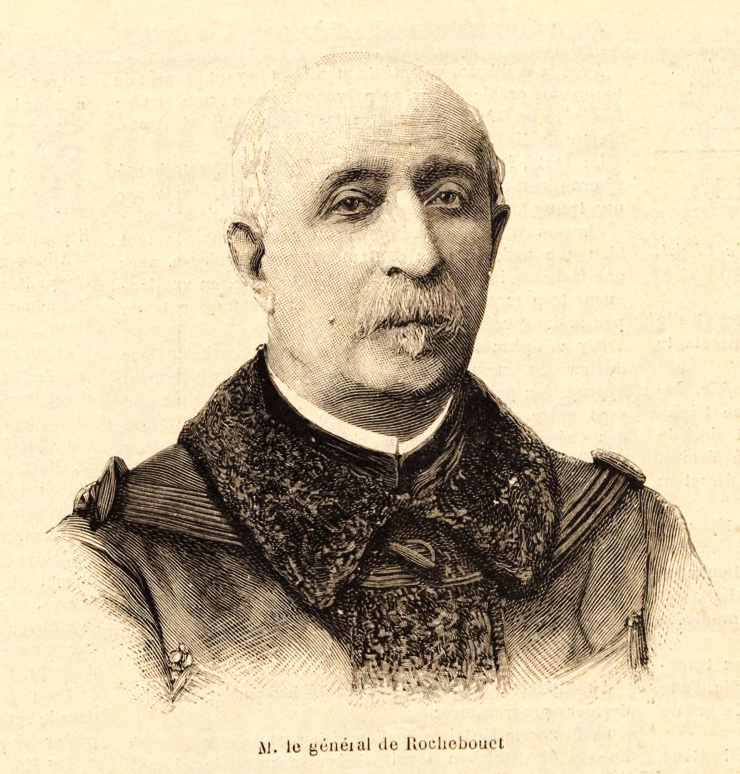
Gaëtan de Rochebouët, président du Conseil et ministre de la Guerre de son éphémère gouvernement.

Dans l'impasse, Mac Mahon nomme l'un de ses proches à la présidence du Conseil, le général de Rochebouët. Aucun parlementaire n'est membre de ce cabinet qui n'est autre, dans l'esprit du président, qu'un « ministère d'affaires » dont la seule mission est d'expédier les affaires courantes,. La Chambre des députés répond aussitôt en votant une motion de défiance contre un cabinet qui, à ses yeux, « est la négation des droits de la nation et des droits parlementaires ». Cette motion est largement acceptée, par 325 voix contre 208, mais le gouvernement refuse de démissionner. La tension s'accroît d'autant plus que des rumeurs de coup d'État se répandent,.

#### Projet Batbie et rumeurs de coup d'État
La colère des républicains redouble quand le président envisage la nomination du sénateur orléaniste et ancien ministre Anselme Batbie. Le choix de ce nouveau gouvernement conservateur contre la majorité républicaine apparaît comme la dernière tentative du président pour recouvrer son autorité et prend des allures de véritable coup d'État. Une fois nommé président du Conseil, Batbie aurait proclamé l'état de siège, fait arrêter les chefs républicains, levé les impôts par décret, organisé de nouvelles élections et un plébiscite. La mise en œuvre de ce projet prend forme aux alentours des 27 et 28 novembre, et des rumeurs font état d'une convocation à Paris des chefs de corps d'armée pour le 10 décembre, le général de Rochebouët leur ayant ordonné de se tenir prêts.
Le projet échoue finalement. D'une part, les ministres pressentis sont divisés sur la question, la presse conservatrice est majoritairement favorable à la soumission du président et nombre de ses partisans, attachés au libéralisme parlementaire, refusent d'envisager la violation des droits de la Chambre : les présidents du Sénat et de la Chambre des députés, Audiffret-Pasquier et Jules Grévy, prennent des mesures de protection des assemblées et rencontrent le préfet de police Félix Voisin. D'autre part, le soutien de l'armée à un coup d'État n'est aucunement garanti. Depuis 1872, ses effectifs reposant sur la conscription, le sentiment républicain progresse chez les militaires à mesure qu'il s'enracine dans la population française. En 1877, environ 50 % des généraux sont d'opinions monarchistes contre 39 % de libéraux et républicains, et la proportion s'inverse parmi les colonels avec 36,5 % de monarchistes contre 45,5 % de républicains ou libéraux. Début décembre, Léon Gambetta rencontre le général de Galliffet pour s'assurer de son soutien à la république, et plusieurs généraux se mettent spontanément à sa disposition, à l'image de Justin Clinchant, Jean-Baptiste Campenon ou Jean-Joseph Farre.
Devant l'impossibilité de composer un cabinet à sa convenance, Mac Mahon envisage de démissionner mais ses proches l'en dissuadent de nouveau tant pour se protéger eux-mêmes que pour éviter une victoire totale des républicains.

Caricatures de Mac Mahon par John Tenniel, publiées dans Punch.
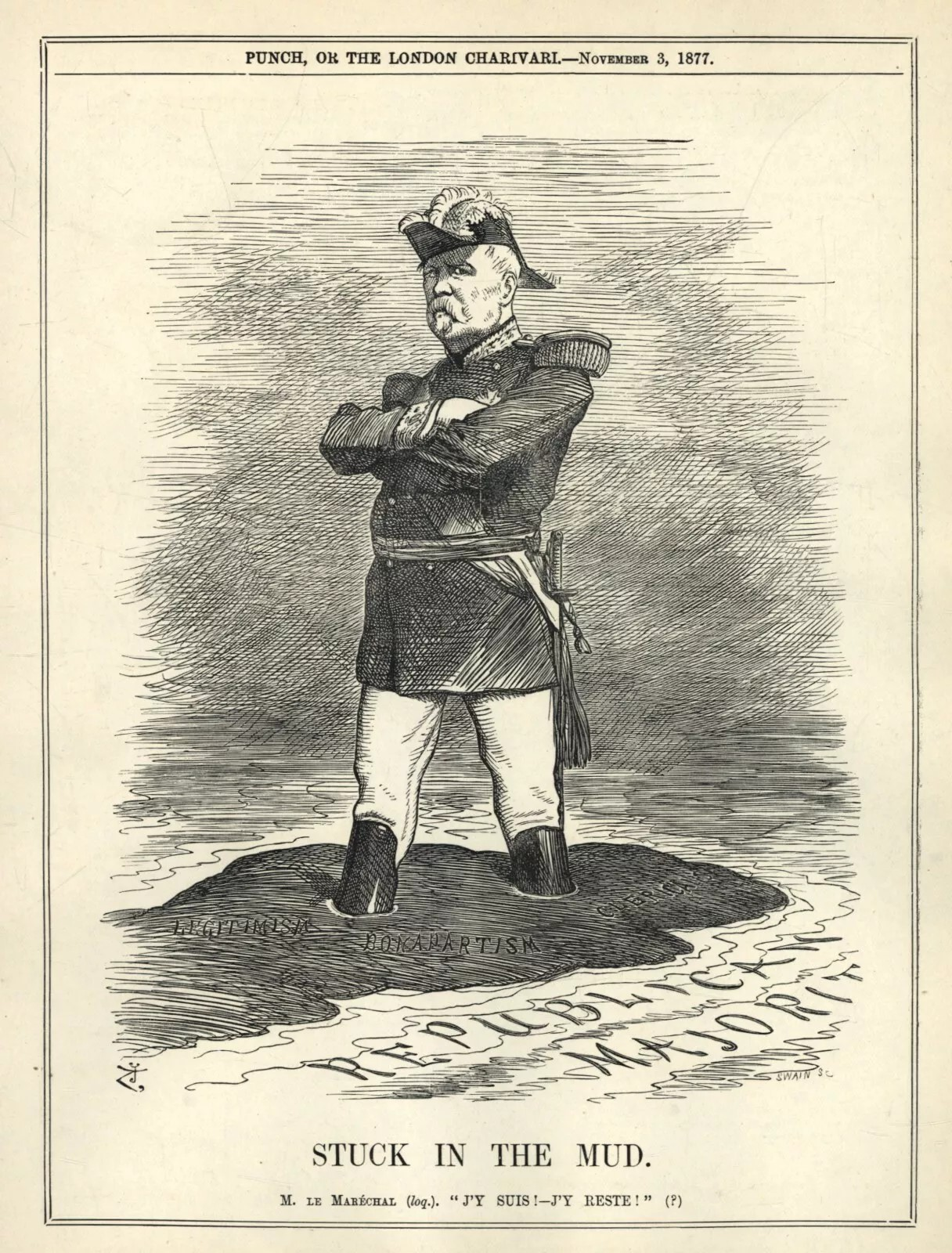
Mac Mahon enlisé dans la boue du légitimisme, du bonapartisme et du cléricalisme (Punch, 3 novembre 1877).
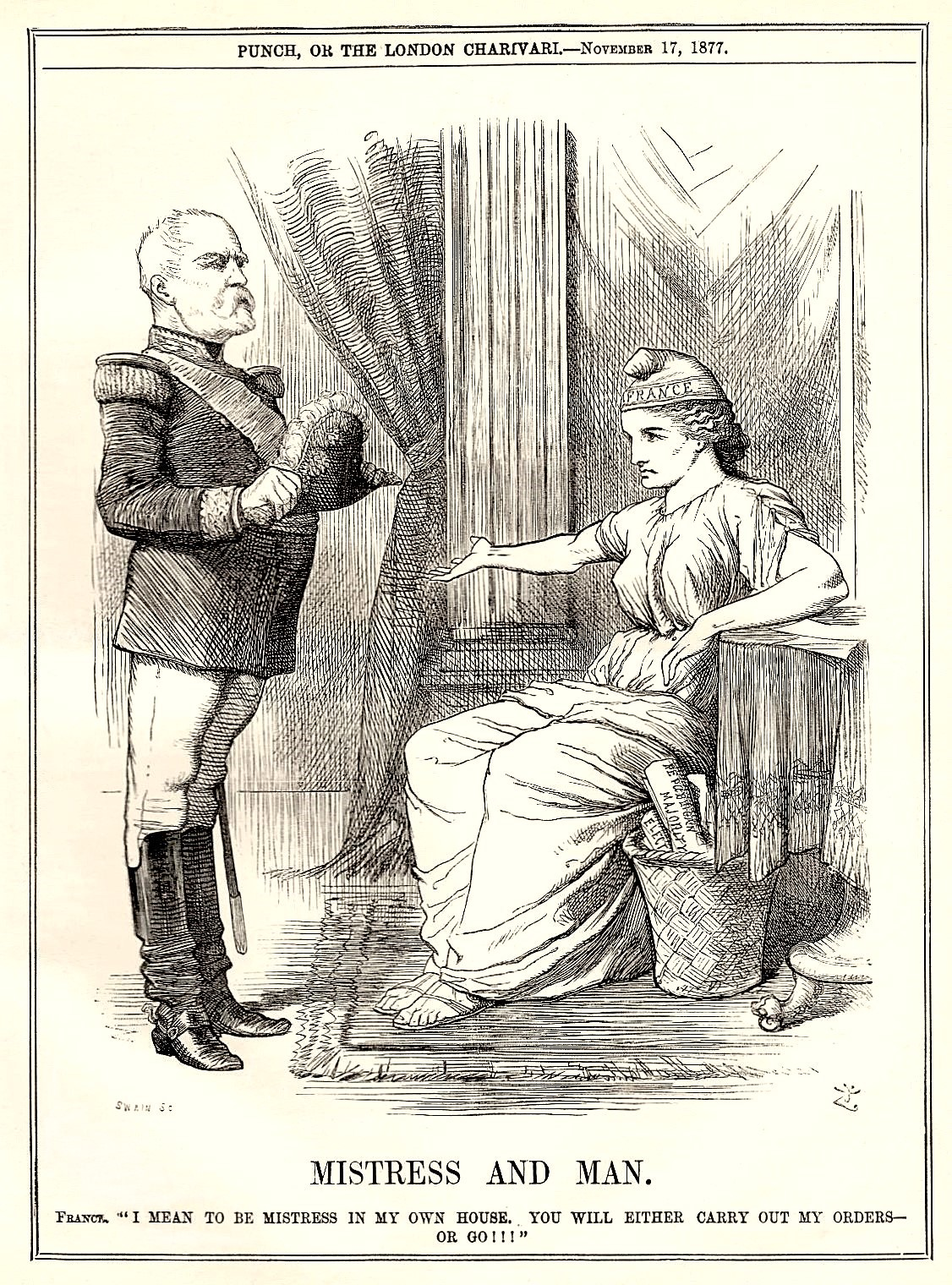
Marianne morigène Mac Mahon : « J'entends être la maîtresse en ma maison. Vous exécuterez mes ordres ou vous partirez ! » (Punch, 17 novembre 1877).
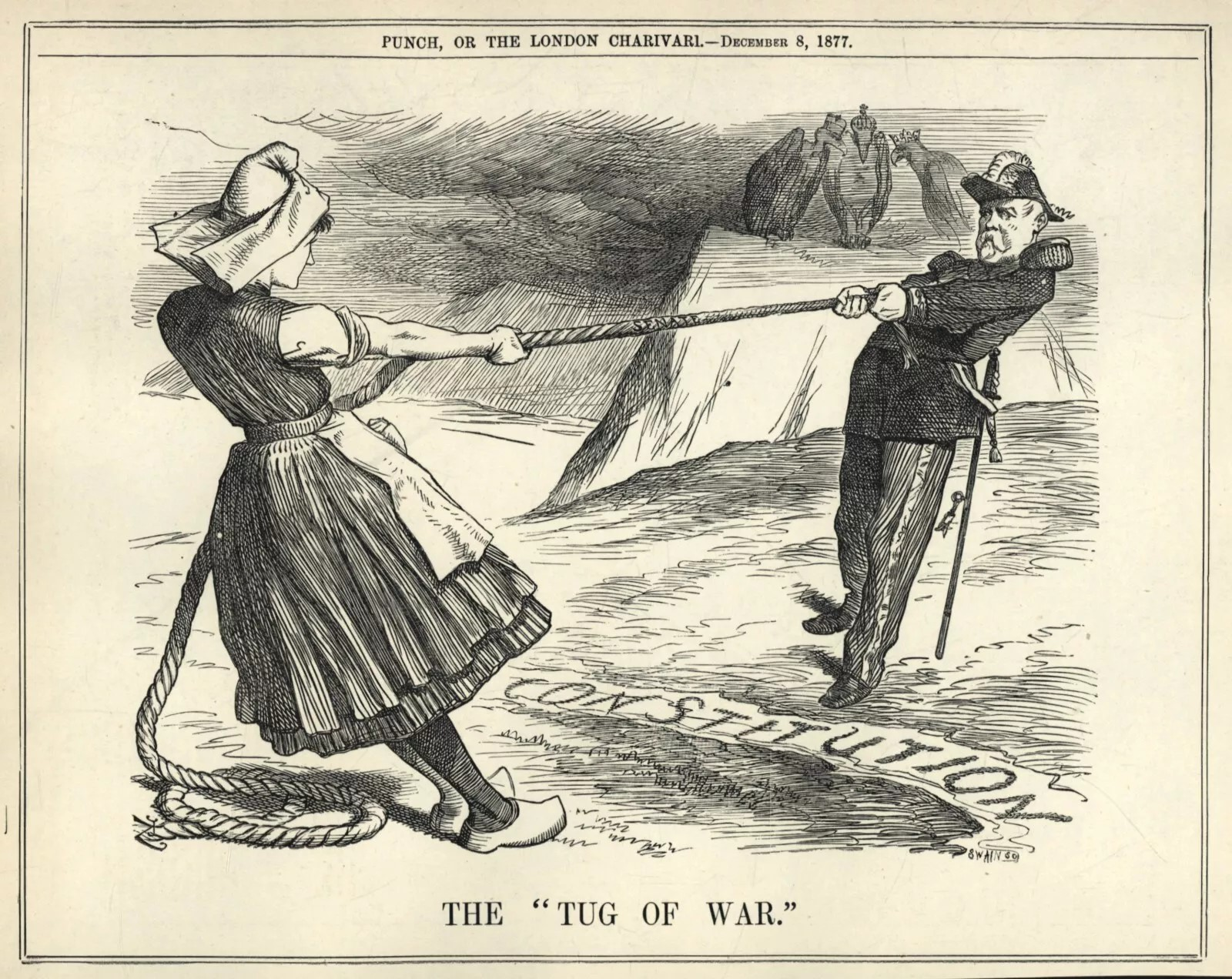
Qui enjambera la Constitution ? Tir à la corde entre Marianne et Mac Mahon sous l'œil de rapaces couronnés, allégorie de l'épreuve de force entre les républicains et le président de la République (Punch, 8 décembre 1877).

#### Mac Mahon se soumet (13 décembre)

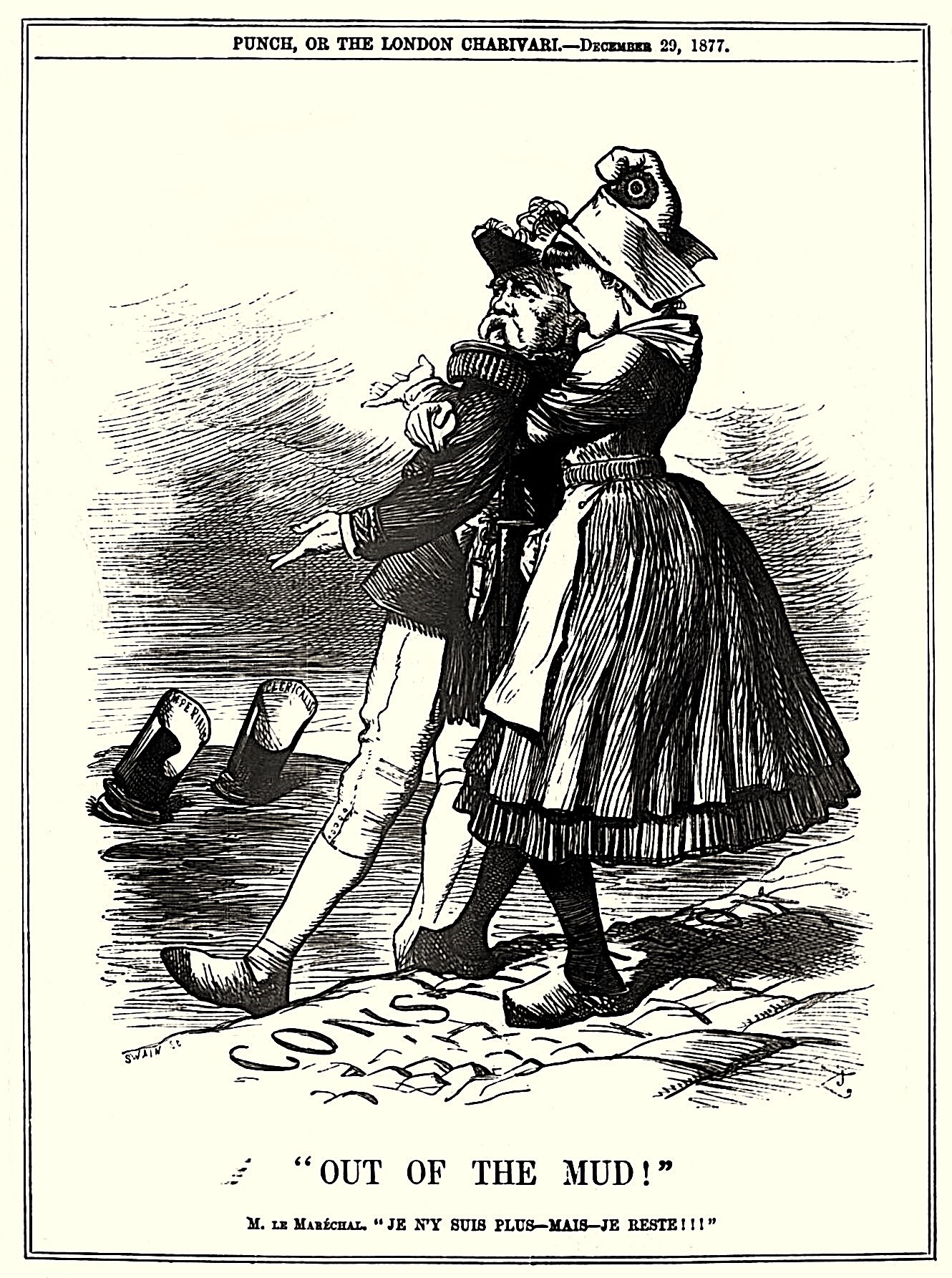
Désembourbé par Marianne mais contraint de laisser ses bottes impériales et cléricales dans la fange, Mac Mahon s'exclame : « Je n'y suis plus, mais j'y reste ! », variante d'une célèbre formule (Punch, 29 décembre 1877).

Le 13 décembre 1877, le président Mac Mahon se soumet finalement aux résultats électoraux et rappelle Jules Dufaure pour former un gouvernement dominé par les républicains modérés de centre gauche mais qui compte également quelques proches de Gambetta comme Charles de Freycinet aux Travaux Publics. Gambetta impose également la présence de William Waddington aux Affaires étrangères, malgré les réserves du chef de l'État qui n'est consulté que pour le seul portefeuille de la Guerre, attribué à son ancien aide de camp Jean-Louis Borel, seul membre apolitique et conservateur du nouveau cabinet,. D'autres proches du président sont écartés de leurs responsabilités : le préfet de police est démis de ses fonctions tout comme le chef de cabinet de Mac Mahon, Emmanuel d'Harcourt qui, à la demande des républicains, n'a pas de remplaçant. Enfin, le général Ducrot, que les députés accusent d'avoir trop ouvertement conspiré en faveur d'un coup d'État, est relevé de son commandement au 8e corps d'armée.
Le lendemain, le président de la République adresse un message au parlement qui sonne comme une capitulation politique. Mac Mahon reconnaît tout d'abord que la dissolution ne peut être une façon normale de gouverner un pays et conclut en disant : « La Constitution de 1875 a fondé une République parlementaire en établissant mon irresponsabilité, tandis qu'elle a institué la responsabilité solidaire et individuelle des ministres. Ainsi sont déterminés nos devoirs et nos droits respectifs. L'indépendance des ministres est la condition de leur responsabilité. […] Ces principes, tirés de la Constitution, sont ceux de mon gouvernement ».
Pour l'historien Jean-Marc Guislin, « Les hésitations et les divisions des conservateurs, l'hostilité des milieux d'affaires et la réticence de l'armée ont amené le Maréchal à se soumettre. Il s'est également heurté à la fermeté et à la résolution du pays acquis à la République ».

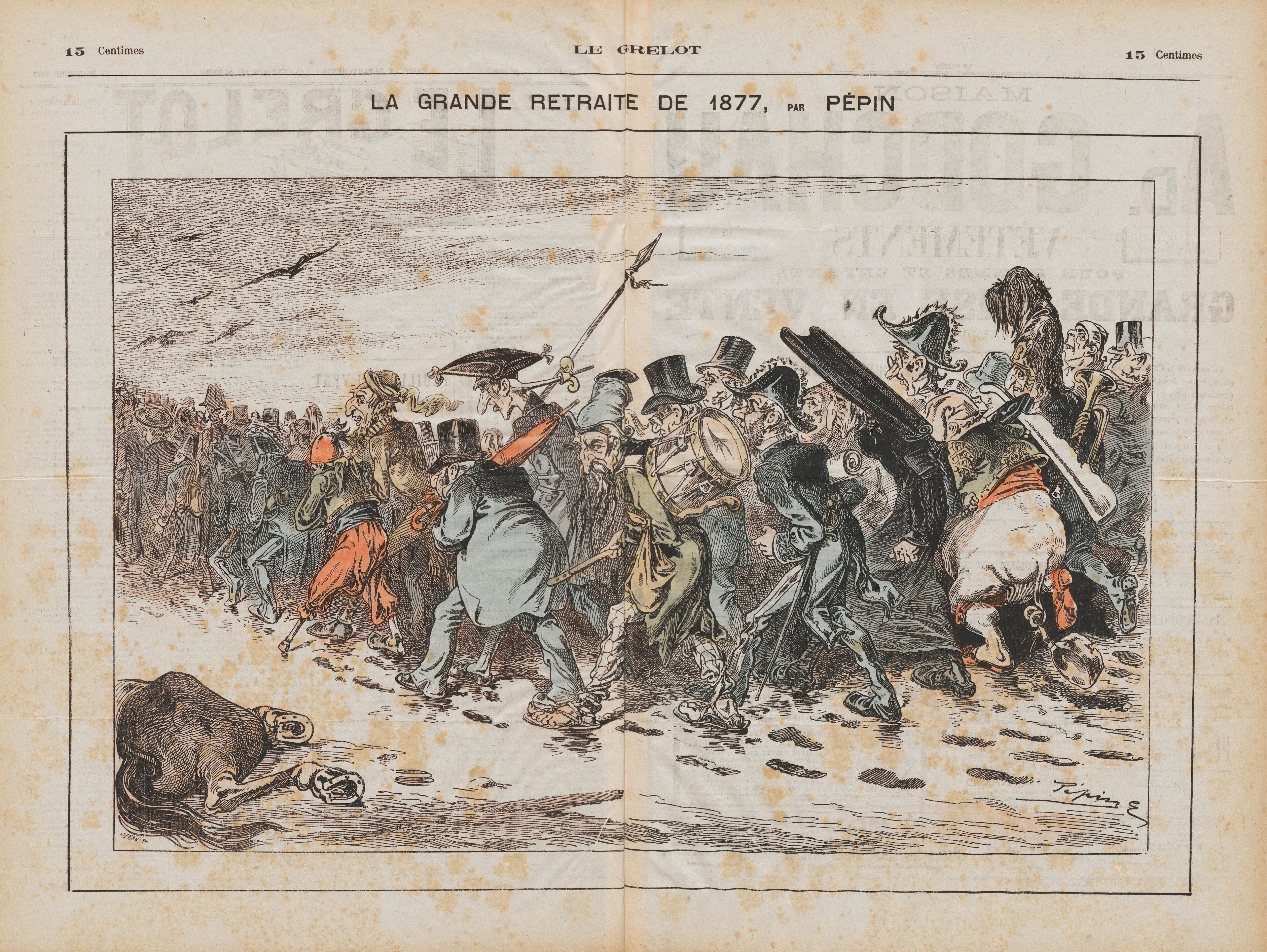
« La Grande Retraite de 1877 » : Pépin caricature l'échec politique des monarchistes en débâcle militaire aux réminiscences napoléoniennes (Le Grelot, 30 décembre 1877).
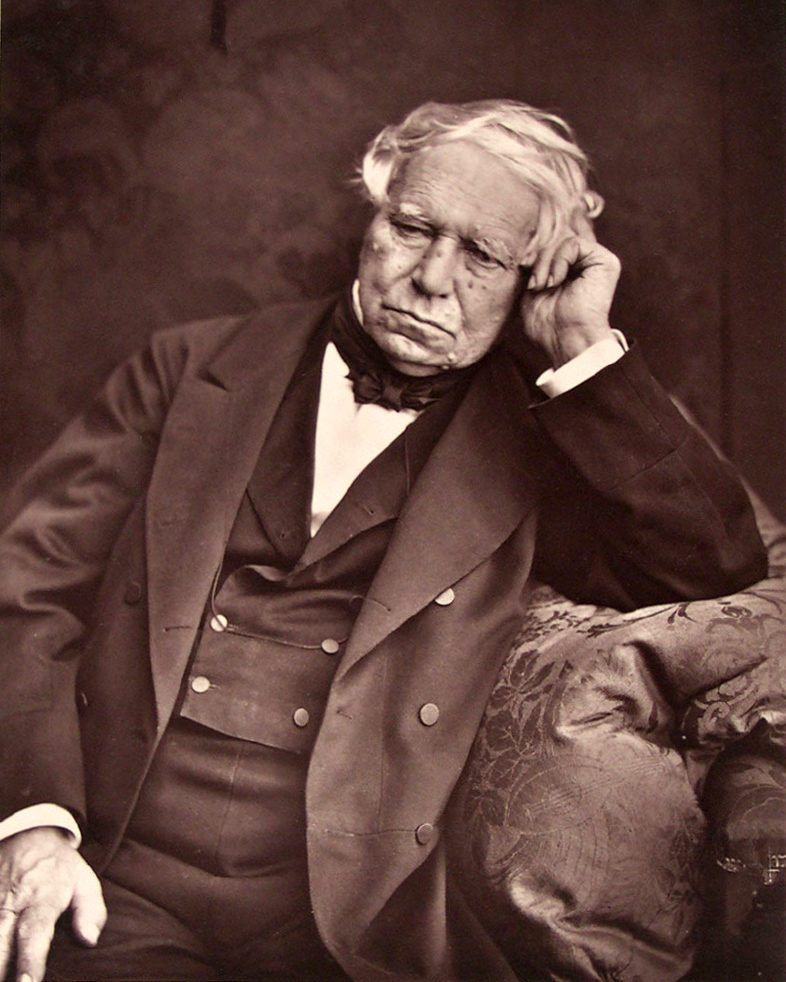
Portrait de Jules Dufaure, rappelé à la présidence du Conseil.
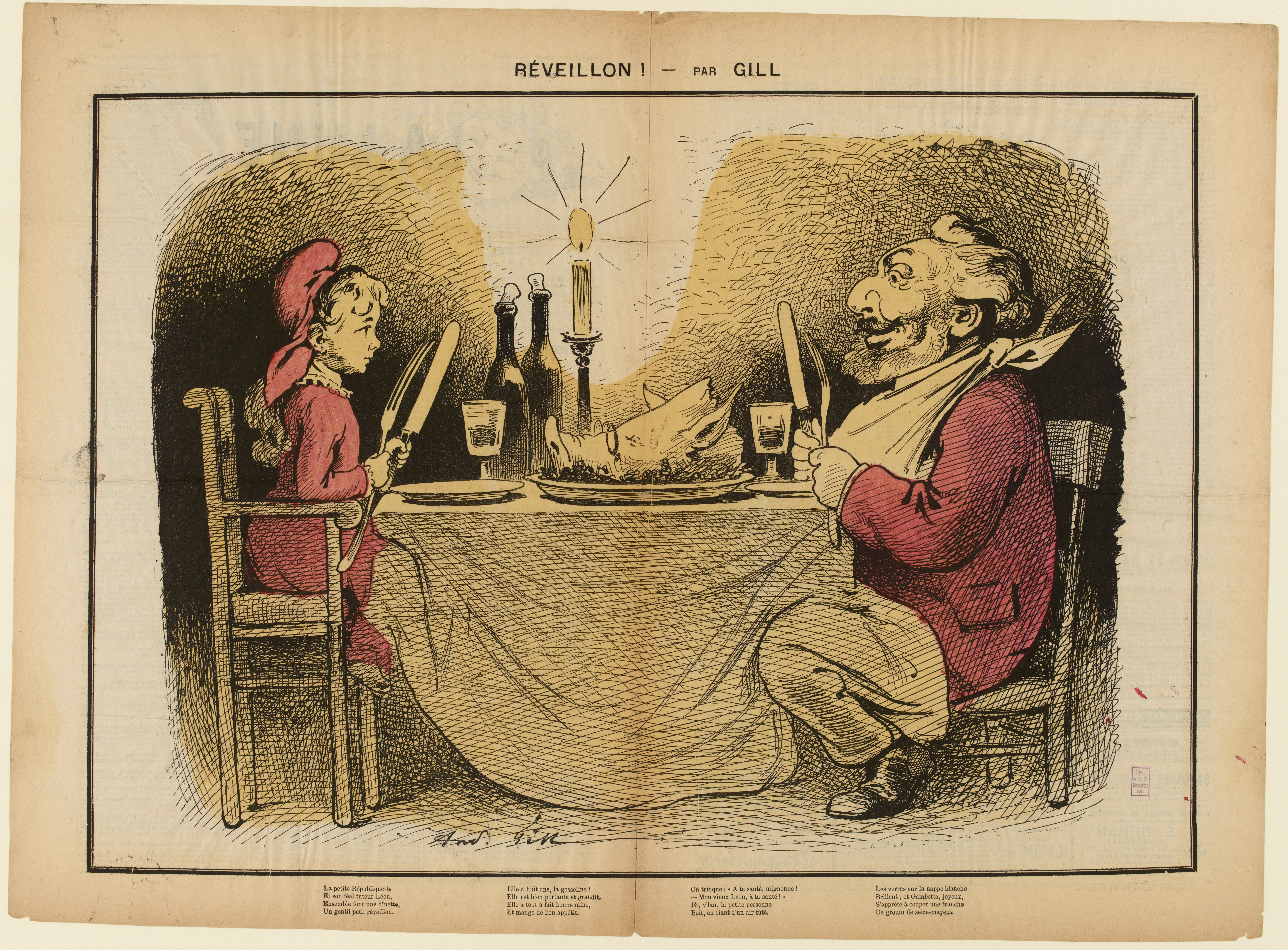
S'apprêtant à couper le groin d'un monarchiste « seize-mayeux », Léon Gambetta réveillonne joyeusement avec la jeune République âgée de 8 ans. Caricature par André Gill dans La Lune rousse, 29 décembre 1878.

## Les conséquences du Seize Mai
« La légende dorée de la République retient d'autres éléments : une date, le 16 mai ; un chiffre, les 363 ; un ennemi, la dissolution. L'événement va être, pour plusieurs générations, ce que le 4 septembre n'a pas pu être, la date symbolique de fondation du régime. Il servira également de référence dans les combats électoraux. Le « Souviens-toi du 16 mai ! » sera l'argument-clé en faveur de la concentration républicaine dans les moments de crise, à commencer par le boulangisme. Enfin s'impose l’idée que l'usage de la dissolution est contraire aux mœurs républicaines. »

— Jérôme Grévy, La République des opportunistes, 1998

### La République des républicains

#### Maîtrise des institutions

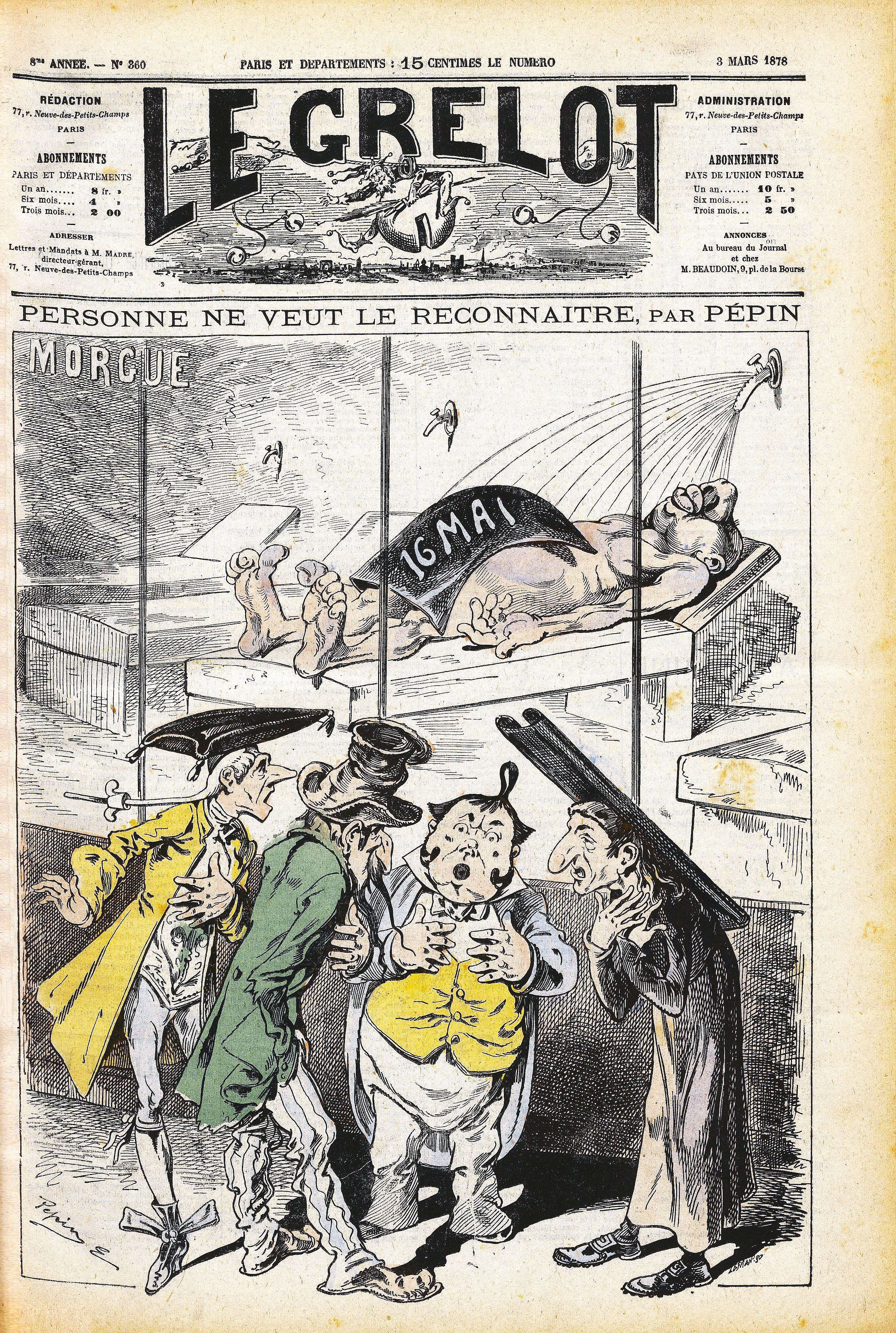
Les monarchistes et le cléricalisme déclinent toute responsabilité en refusant de reconnaître le cadavre du Seize Mai exposé à la morgue. Caricature par Pépin dans Le Grelot, 3 mars 1878.

Dans sa déclaration à la Chambre, le président Mac Mahon se tourne vers l'avenir et affirme que « la fin de cette crise sera le point de départ d'une nouvelle prospérité ». Le 24 janvier 1878, la Chambre adopte par 313 voix contre 36 la loi d'amnistie pour les délits et contraventions commis du 16 mai au 14 décembre 1877, une loi d'apaisement proposée par le gouvernement et qui permet selon son rapporteur René Goblet de « réparer les désordres commis par le 16 mai ».
L'Exposition universelle, inaugurée le 1er mai 1878 à Paris et qui attire près de six millions de visiteurs, doit montrer le relèvement de la France et de sa République naissante aux yeux du monde, cependant que le travail parlementaire est suspendu pour ne pas donner un spectacle de division. Soutenu par Gambetta, le président du Conseil Jules Dufaure fait preuve de pragmatisme pour rassurer l'opinion publique comme la classe politique et son gouvernement est à l'initiative de grands projets comme le plan Freycinet, un vaste programme de travaux publics qui remporte une forte adhésion.

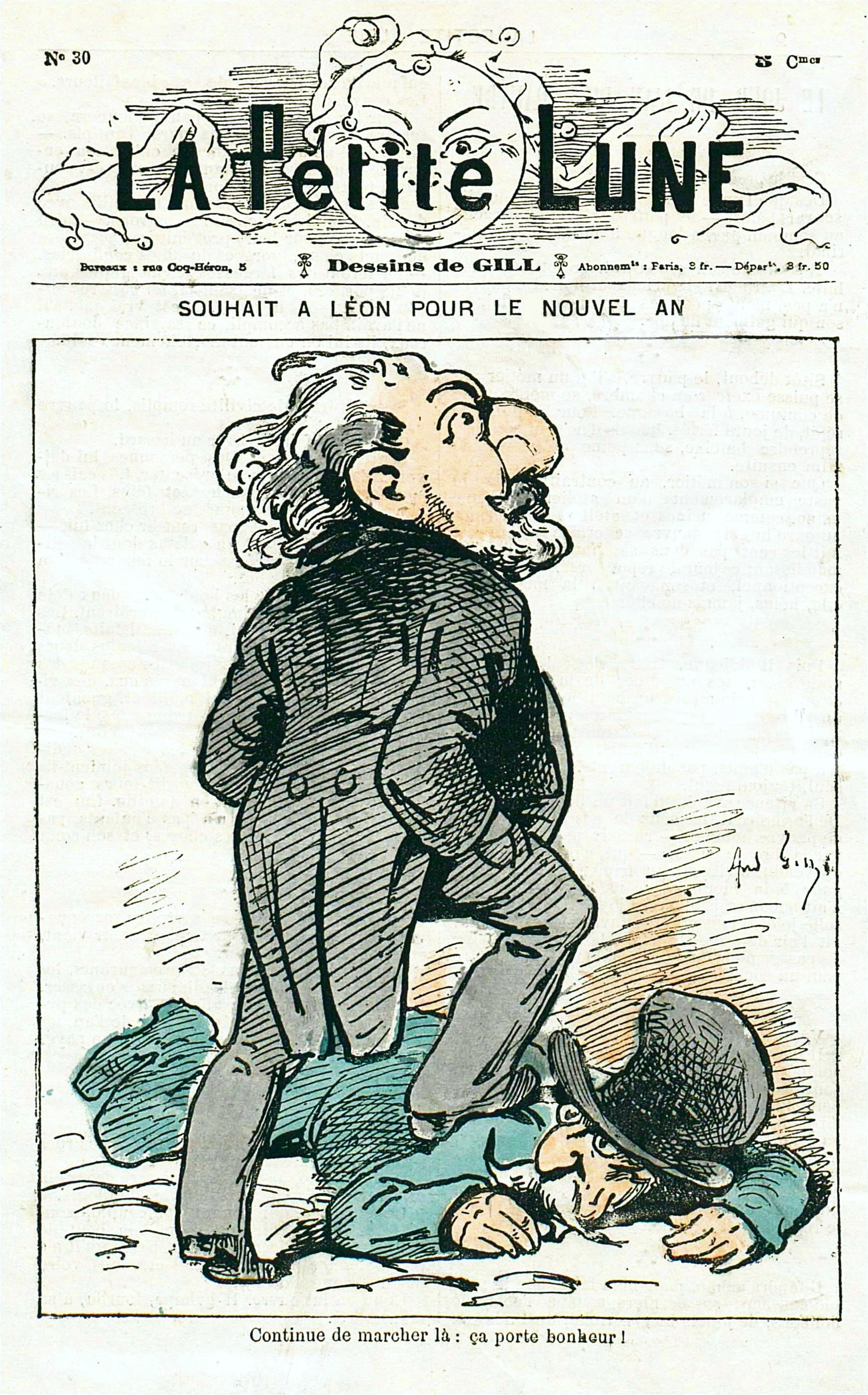
« Souhait à Léon pour le nouvel an. Continue de marcher là : ça porte bonheur ! ».
Gambetta, le pied posé sur une personnification des conservateurs et bonapartistes,.
Illustration d'André Gill, La Petite Lune.

La rupture définitive entre Mac Mahon et les républicains intervient cependant sur la question de l'épuration de l'administration de l'armée, exigée par Jules Ferry et Gambetta. Le président s'indigne par ailleurs quand le ministre Émile de Marcère présente à sa signature un décret prévoyant la révocation, le déplacement ou la mise à la retraite de 82 préfets.
Dans le même temps, les républicains poursuivent leur progression : la Chambre invalide elle-même 70 élections sous prétexte de pressions cléricales ou politiques et, à la suite des élections partielles, leur nombre de députés se rapproche de 400. Le 5 janvier 1879, les républicains remportent également les élections sénatoriales, conséquence logique de leur victoire aux élections municipales de 1877, et obtiennent la majorité à la chambre haute. Le président, privé de tout soutien institutionnel, préfère démissionner le 30 janvier après avoir refusé de signer le décret retirant leur commandement à une dizaine de généraux. Jules Grévy le remplace le jour même,.
Avec l'élection de ce dernier, les républicains dominent désormais toutes les composantes du pouvoir. Élu à la présidence de la Chambre, Léon Gambetta exhorte les députés : « Nous pouvons, nous devons tous, à l'heure actuelle, sentir que les combats ont fait leur temps. Notre République, enfin sortie victorieuse de la mêlée des partis, doit entrer dans la période organique et créatrice ».

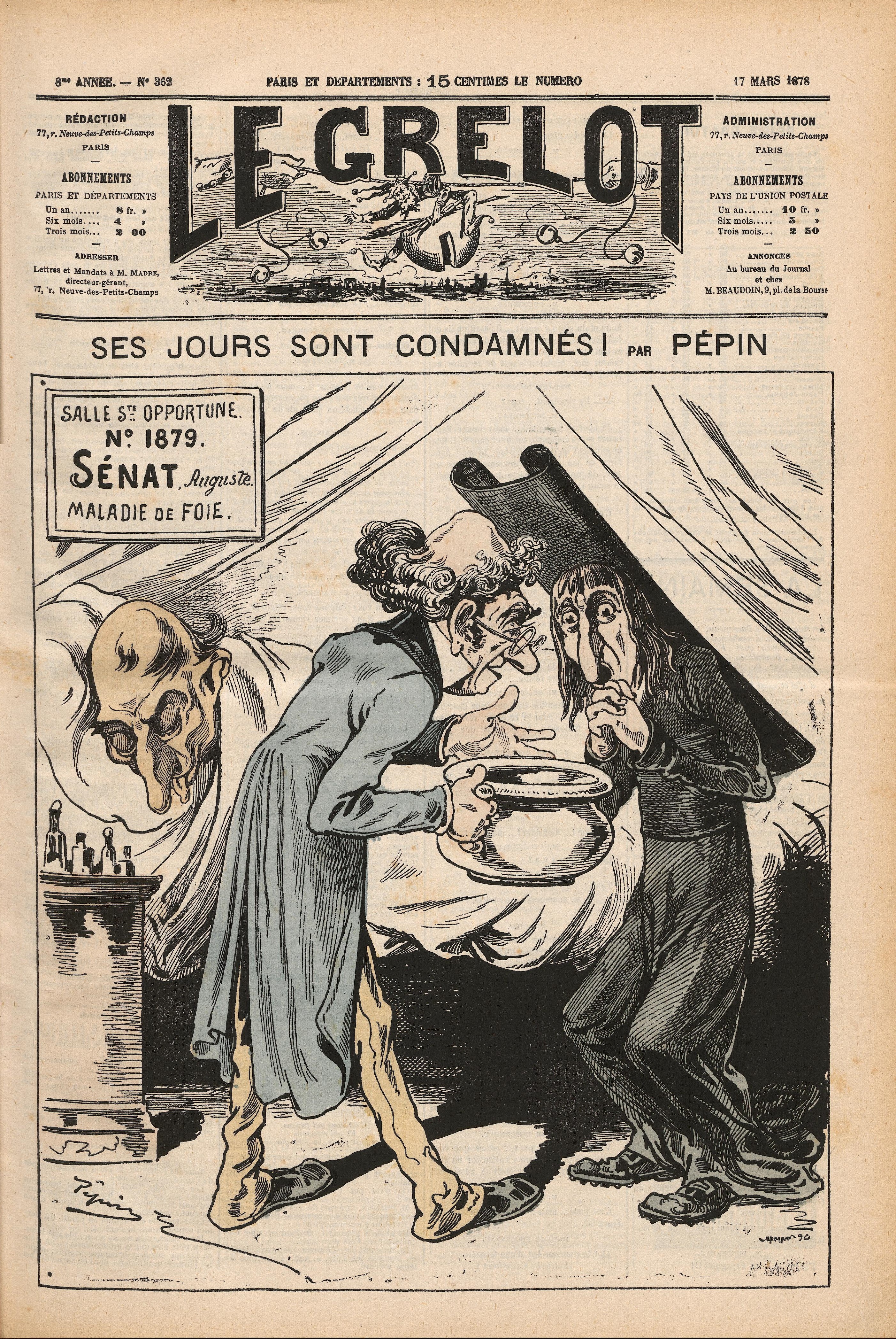
Les jours du Sénat antirépublicain sont comptés. Caricature de Pépin, Le Grelot, 17 mars 1878.
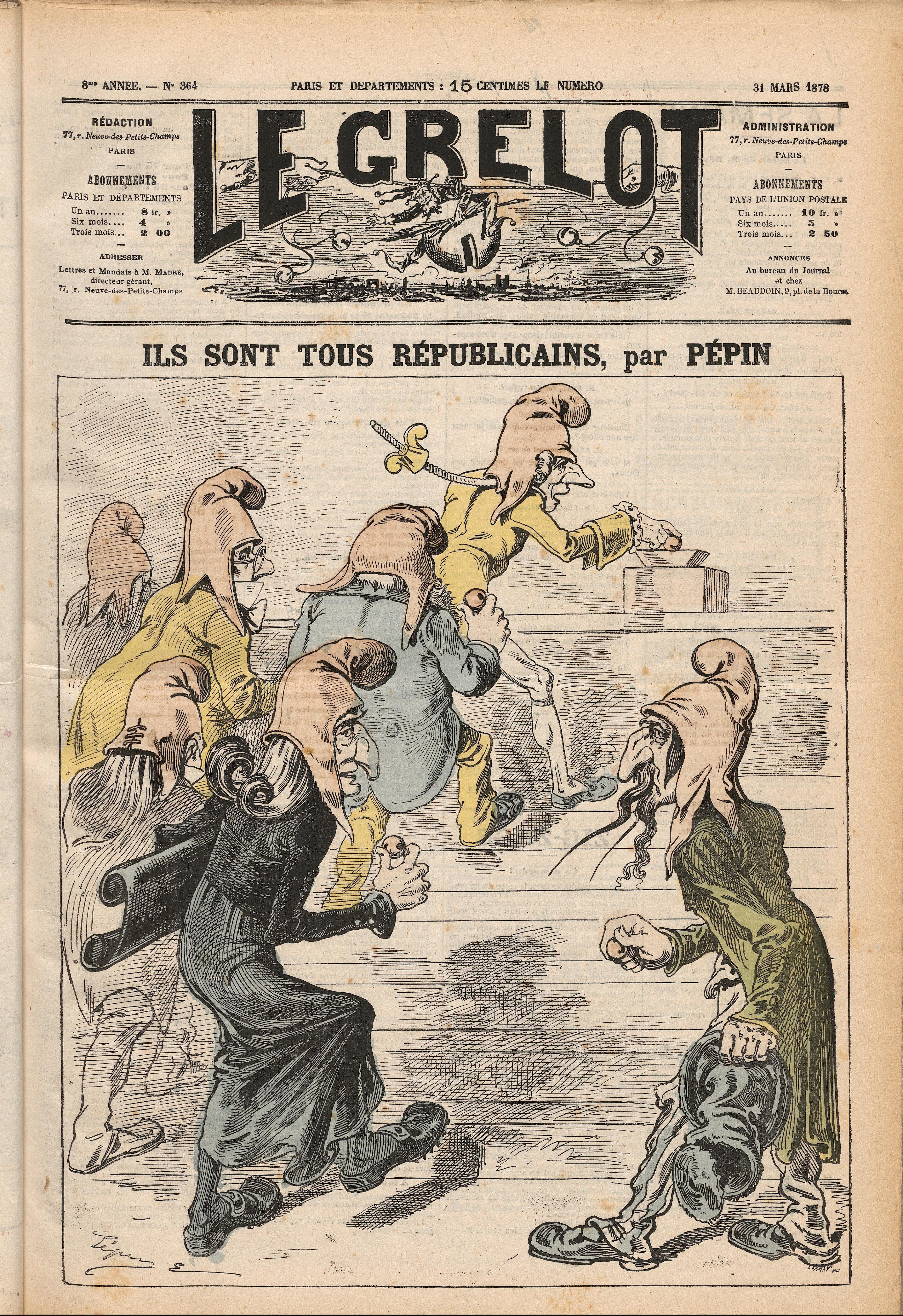
Les adversaires de la République se contraignent à coiffer le bonnet phrygien pour payer leur écot. Caricature de Pépin, Le Grelot, 31 mars 1878.
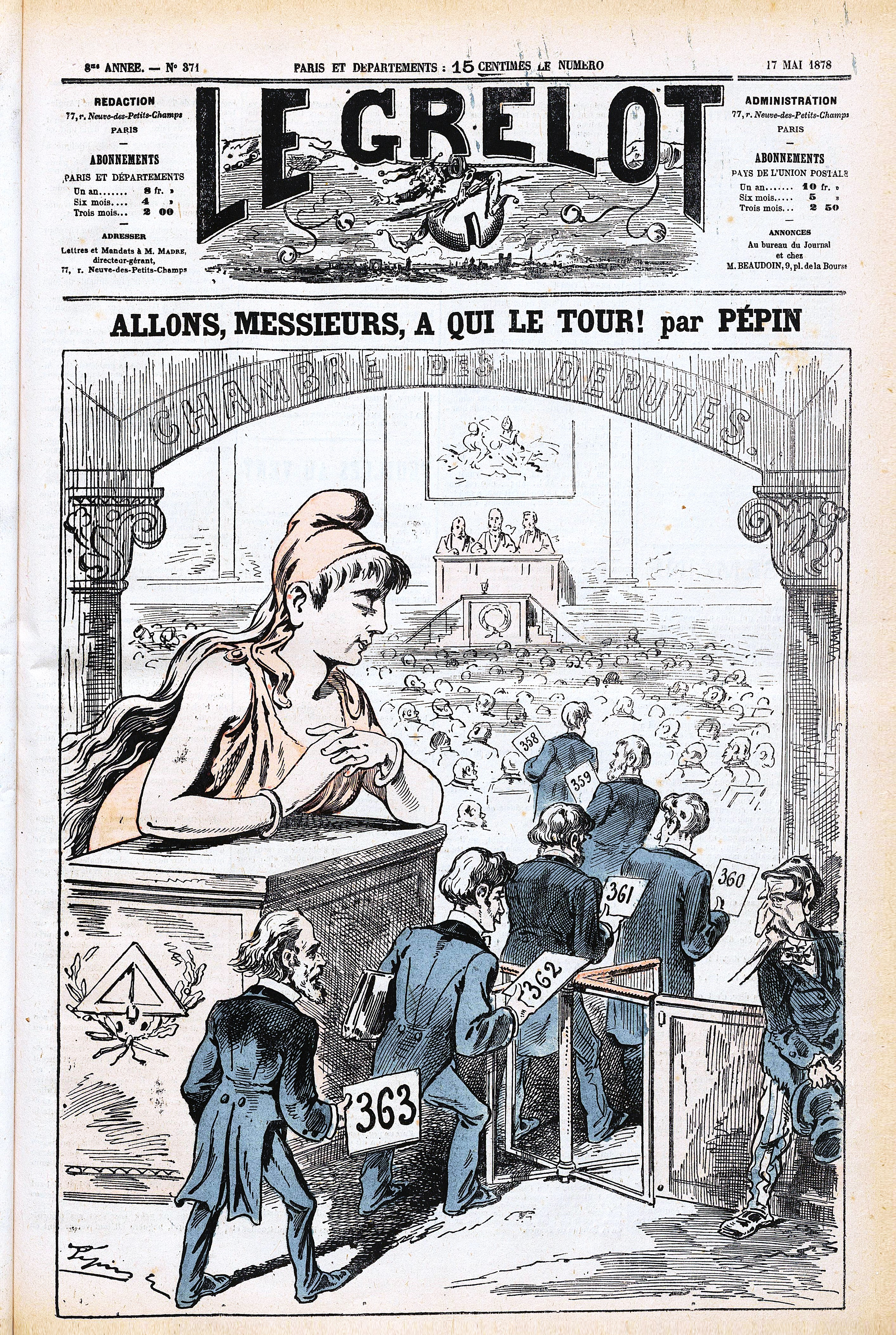
Marianne voit avec satisfaction les « 363 » revenir à la Chambre des députés. Caricature de Pépin, Le Grelot, 17 mai 1878.
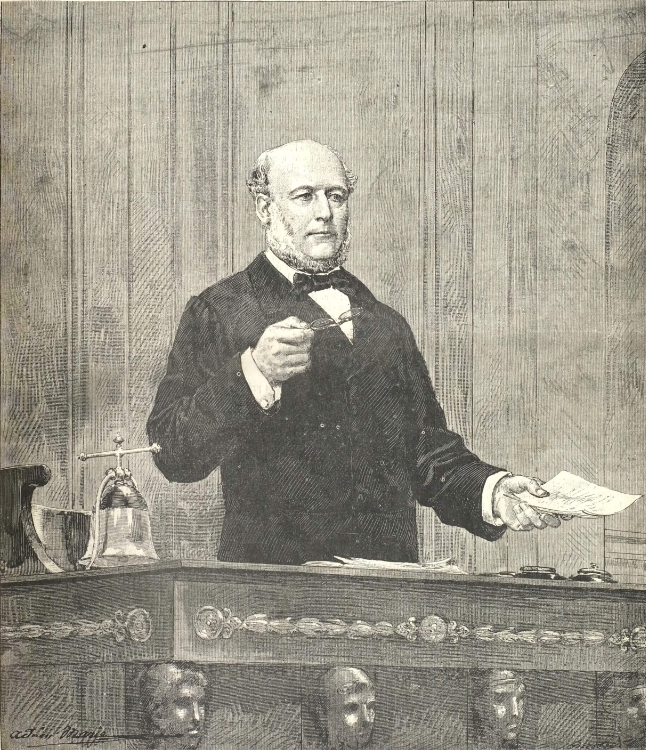
Jules Grévy lisant la lettre de démission de Mac Mahon à la tribune de la Chambre, le 30 janvier 1879.
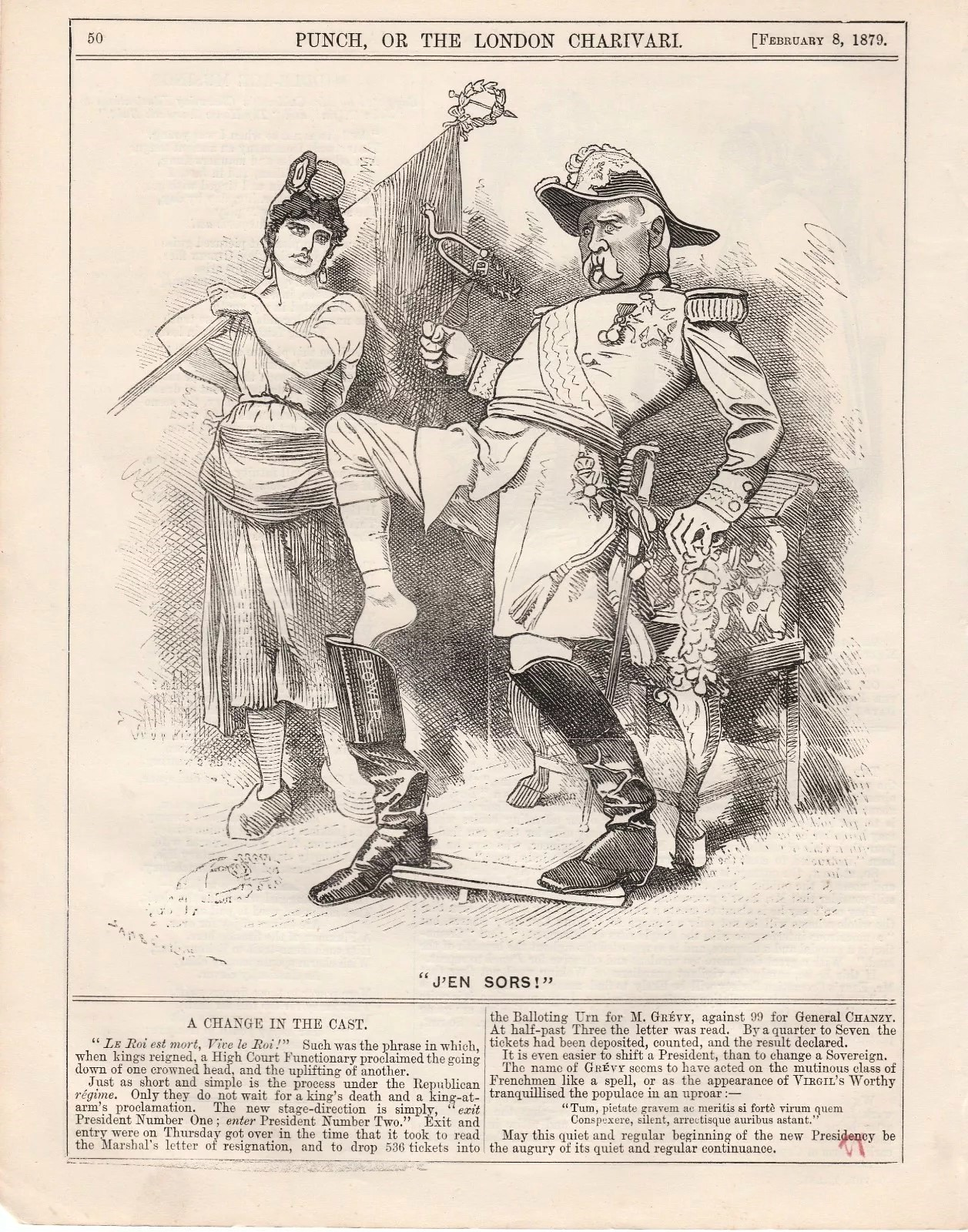
« J'en sors ! » : Mac Mahon quitte simultanément ses bottes et le pouvoir (Punch, 8 février 1879).

#### Victoire totale des républicains

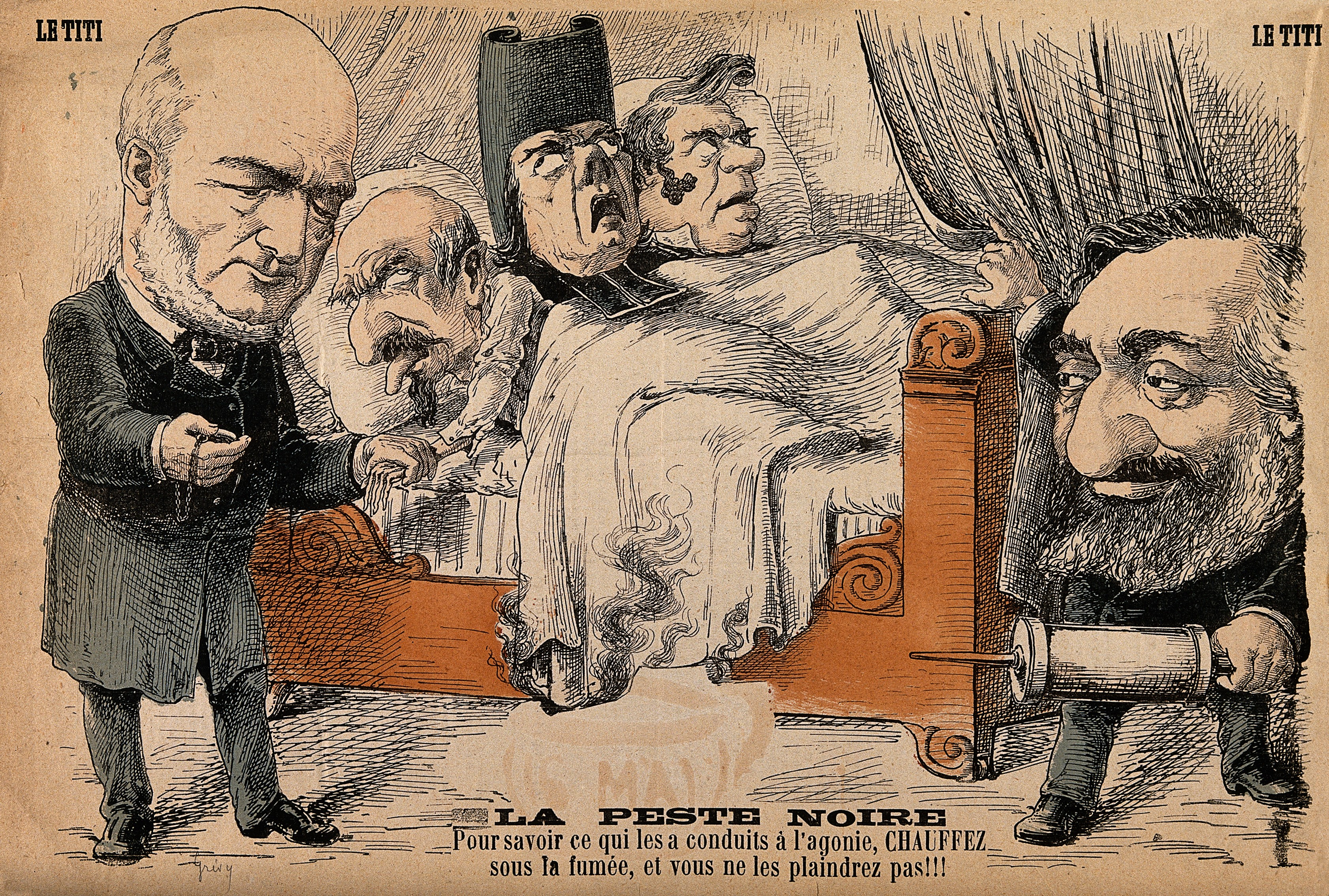
Caricature parue dans Le Titi du 2 janvier 1879. Jules Grévy y prend le pouls du bonapartisme, alité aux côtés du cléricalisme et de l'orléanisme, tous trois à l'agonie après la crise du 16 mai, symbolisée par le contenu d'un pot de chambre. Léon Gambetta tient un clystère, instrument de purge.

Tandis que l'historienne Odile Rudelle évoque la « République absolue » pour décrire les années qui marquent la conquête définitive du régime par les républicains, Vincent Duclert la qualifie de « République des républicains ».
Pour le philosophe Jacques Bouveresse, la crise du 16 mai n'est pas un simple débat constitutionnel mais la consécration de la conception républicaine de l'avenir qui ne consiste pas seulement à fonder un nouveau régime constitutionnel, mais à jeter les bases d'une nouvelle société. De son point de vue, les événements de l'année 1877 permettent de « sceller la grande alliance républicaine entre la bourgeoisie, ses alliés ruraux, le mouvement ouvrier et ses sympathisants » que symbolisent les obsèques d'Adolphe Thiers au mois de septembre : « le mouvement ouvrier et l'extrême gauche acceptent désormais le gouvernement du centre conciliateur, des républicains groupés autour de Gambetta, en échange de l'amnistie et, à plus long terme, à très long terme, du progrès humain et social », quand bien même cela implique de s'allier aux successeurs de Thiers, qui avait « réprimé la Commune avec une férocité inouïe ». Le président Mac Mahon fait alors figure de bouc émissaire dont le gouvernement d'ordre moral et la lecture dualiste de la Constitution s'apparentent à un « crime irrémissible contre la démocratie », bien plus que le massacre des communards pendant la semaine sanglante.

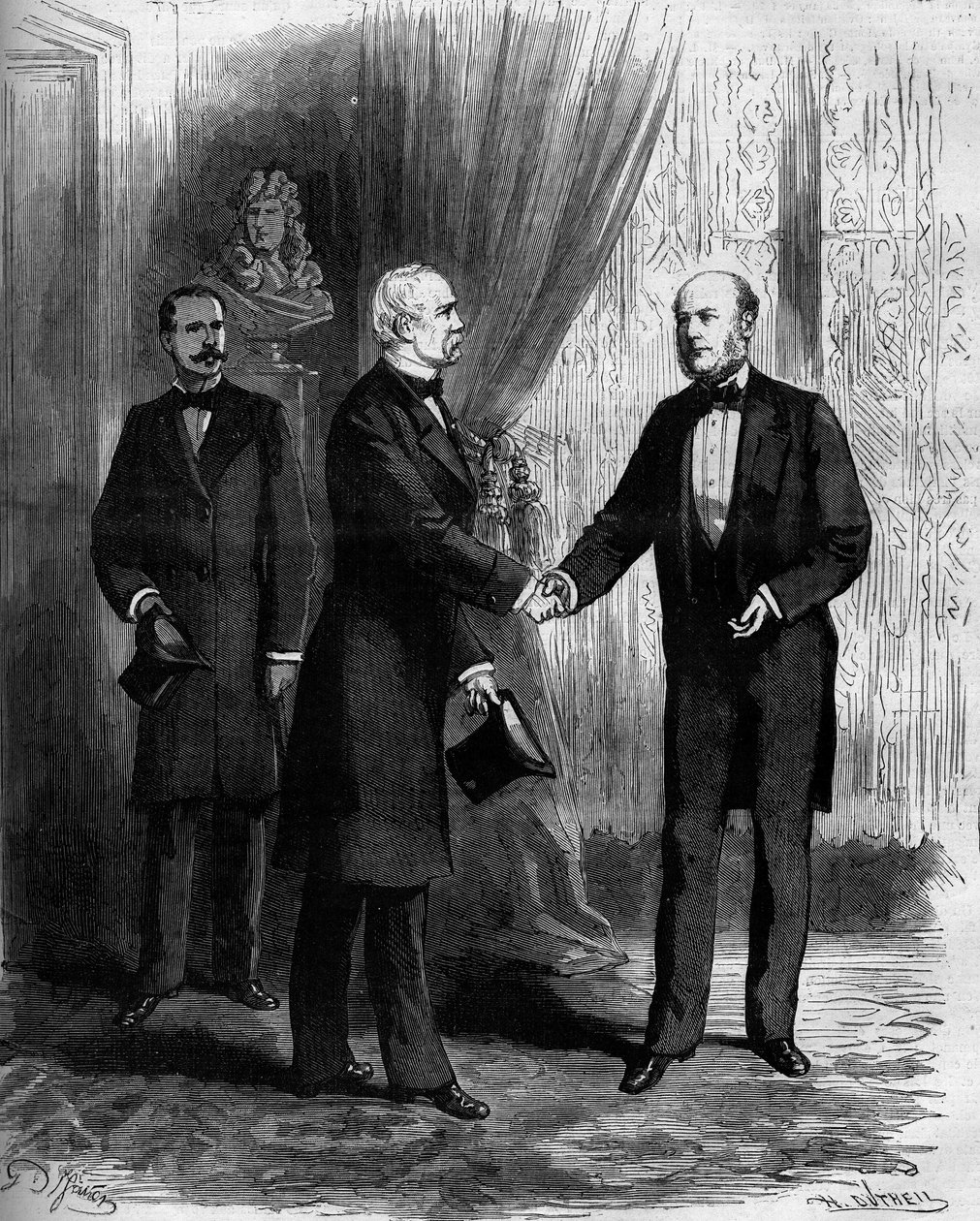
Mac Mahon rend visite à Jules Grévy après l'élection présidentielle (Le Monde illustré, 8 février 1879).

Finalement, le dénouement de la crise sans violence ni transgression de la légalité démontre la « pacification » de la vie politique française qui résulte de l'enracinement du libéralisme parlementaire dans le pays et l'initiative du président Mac Mahon peut être vue comme l'acte autoritaire d'un chef d'État pour tenter de recouvrer le pouvoir qui était le sien dans une société hiérarchisée, organisée par la religion et gouvernée par un roi. Comme le souligne l'historien Jean-Marie Mayeur, le coup du 16 mai traduit la volonté des « élites de la France du passé » de préserver leur influence et celle de l'Église sur la société au détriment de la promotion de « la couche nouvelle ». L'initiative présidentielle n'est donc qu'un sursaut de la tradition pour résister à la modernité, et la soumission de Mac Mahon le 13 décembre, dans le prolongement des succès républicains aux élections législatives de 1876 et 1877, témoigne de la force acquise par la République, « désormais synonyme de légalité ». L'historien Raymond Huard considère qu'à partir de cette date, « l'ombre du 2 décembre tendait ainsi à pâlir ».
Dans les mois qui suivent la soumission du président, l'apaisement prôné par Gambetta et voulu par une large majorité de la classe politique se concrétise par l'abandon des poursuites à l'encontre des ministres du cabinet du 17 mai, une mesure approuvée par la Chambre à la demande du nouveau président du Conseil William Waddington en mars 1879. La République triomphante célèbre sa victoire à travers une série de lois qui visent à rassembler les Français : le 14 février 1879, La Marseillaise devient l'hymne national ; le retour des Chambres à Paris est adopté le 21 juin et devient effectif au mois de novembre ; enfin, l'année suivante, le 14 juillet est déclaré fête nationale et l'amnistie des communards est promulguée.

### L'ordre change de camp

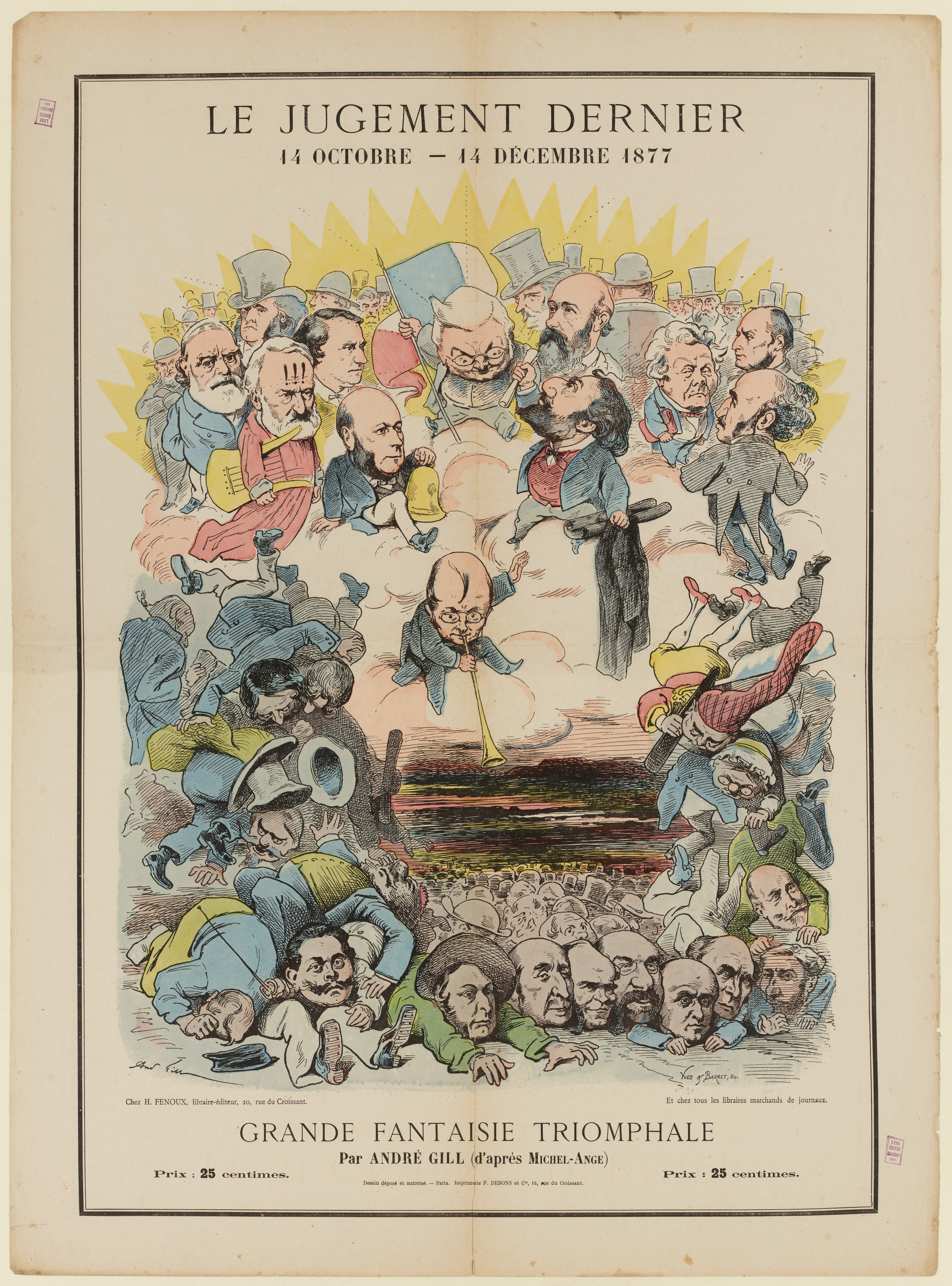
André Gill parodie la fresque Le Jugement dernier en dépeignant Victor Hugo avec les hommes politiques républicains regardant les conservateurs tomber au sol après les élections législatives.
La Lune rousse, décembre 1877.

Dans un pays où la peur sociale n'est plus de mise, où l'économie prospère et où le suffrage universel a permis la politisation des masses, la possibilité d'un coup de force est refusée par la majorité des Français, de sorte que l'effet perturbateur introduit par l'initiative du président Mac Mahon a fait jouer la peur du désordre contre le camp de la conservation selon l'analyse de Jean-Marie Mayeur.
Les républicains qui, traditionnellement, incarnaient la menace du désordre, bénéficient désormais du soutien populaire et se posent en garant des institutions, quand bien même leurs adversaires les plus radicaux menacent d'employer la force contre eux. Selon Jérôme Grévy, « pour ne pas risquer de détruire leur image de parti gouvernemental patiemment construite depuis six années, les républicains doivent refuser toute tentation d'action violente, même s'ils sont sûrs de leur bon droit ». Tout au long de la période, ils se démarquent par le calme, la résolution et la détermination qu'ils affichent, et dès le 16 mai, Gambetta met en garde sa famille politique contre tout emportement intempestif.
Le respect de la légalité et de la Constitution étant finalement partagé par le président Mac Mahon, le risque d'escalade est définitivement écarté, d'autant plus que les partisans du maréchal sont divisés, comme le rapporte Jean-Marc Guislin : « Les tensions au sein de la coalition d'ordre moral sont manifestes […] : déception des cléricaux et des légitimistes dont les souhaits ne sont guère pris en compte, crainte des orléanistes devant le dynamisme et les méthodes autoritaires des bonapartistes, oppositions sur l'opportunité de la dissolution, la date des élections, le choix des candidats, la résistance ou la soumission ».
La crise du 16 mai 1877 témoigne donc du renversement des fronts politiques. Pendant la campagne électorale, les grands titres de la presse libérale comme La Semaine financière et le Journal des débats relaient l'inquiétude des milieux d'affaires et associent l'ordre moral au désordre, cependant qu'ils vantent la République comme gage de stabilité. Dès les premiers temps de la crise, les républicains présentent les manœuvres conservatrices comme un péril pour le pays, ainsi que le montre l'intervention de Victor Hugo lors de la discussion au Sénat de l'avis conforme à la dissolution : « Le gouvernement fait cette imprudence : l'ouverture de l'inconnu. Une arrestation de civilisation en plein XIXe siècle n'est pas possible. Je vote contre la catastrophe, je refuse la dissolution ». Les républicains dénoncent par ailleurs le risque de guerre qu'entraînerait la pratique d'une politique cléricale, en référence aux menaces que le chancelier Bismarck avait proférées en 1873 quand il affirmait que l'alignement politique de la France sur le Vatican ferait d'elle l'ennemi juré de l'Allemagne.

### Question religieuse
C'est à propos d'une question d'ordre religieux que la crise éclate au début de mois de mai, les républicains dénonçant les pressions de l'Église, depuis longtemps accusée d'être favorable à une restauration monarchique, et la période renforce finalement l'antagonisme entre les deux camps. Bien que certains ecclésiastiques, à l'image de l'évêque d'Orléans Félix Dupanloup, élu sénateur de justesse l'année précédente et dont l'influence est importante auprès du président Mac Mahon, auraient souhaité la formation d'un cabinet plus conservateur que le gouvernement de Broglie, ils soutiennent largement la campagne électorale des candidats officiels du président, notamment par le biais des organes de presse comme La Défense sociale et religieuse, le journal de Mgr Dupanloup.
Si l'épiscopat reste majoritairement en retrait, de nombreux prêtres s'engagent dans une campagne des plus virulentes. L'historien Arnaud-Dominique Houte rapporte que des caricaturistes étrangers prennent alors l'habitude de représenter Mac Mahon sous les traits d'une marionnette agitée par des prêtres.
Cette intrusion du clergé dans la campagne électorale tend à renforcer l'anticléricalisme des républicains, l'argument de l'intervention du clergé étant d'ailleurs régulièrement avancé par ces derniers pour justifier l'invalidation de certaines élections. Après la soumission du président, la nomination d'un protestant aux Affaires étrangères en la personne de William Waddington démontre la volonté républicaine d'apporter une garantie de neutralité en matière diplomatique dans les affaires religieuses.

Caricatures anticléricales ciblant le maréchal Mac Mahon.
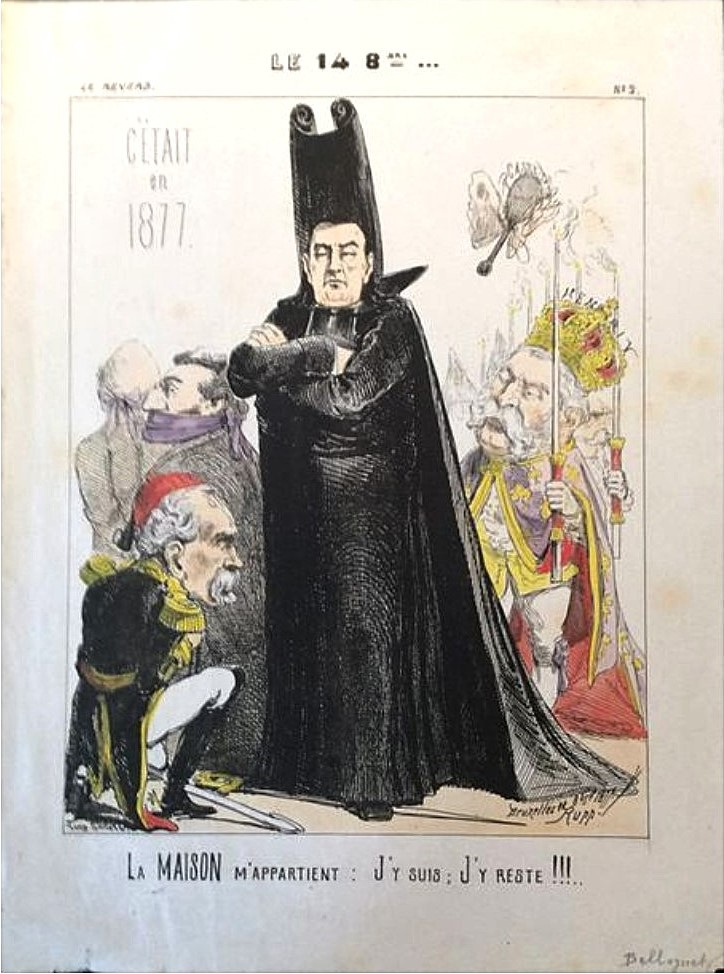
Coiffé d'une calotte, Mac Mahon se tient à genoux devant un jésuite et le prétendant légitimiste Henri d'Artois. À l'arrière-plan, Léon Gambetta bâillonné. « C'était en 1877 », lithographie de Henri Rupp d'après une composition d'A. Belloguet.
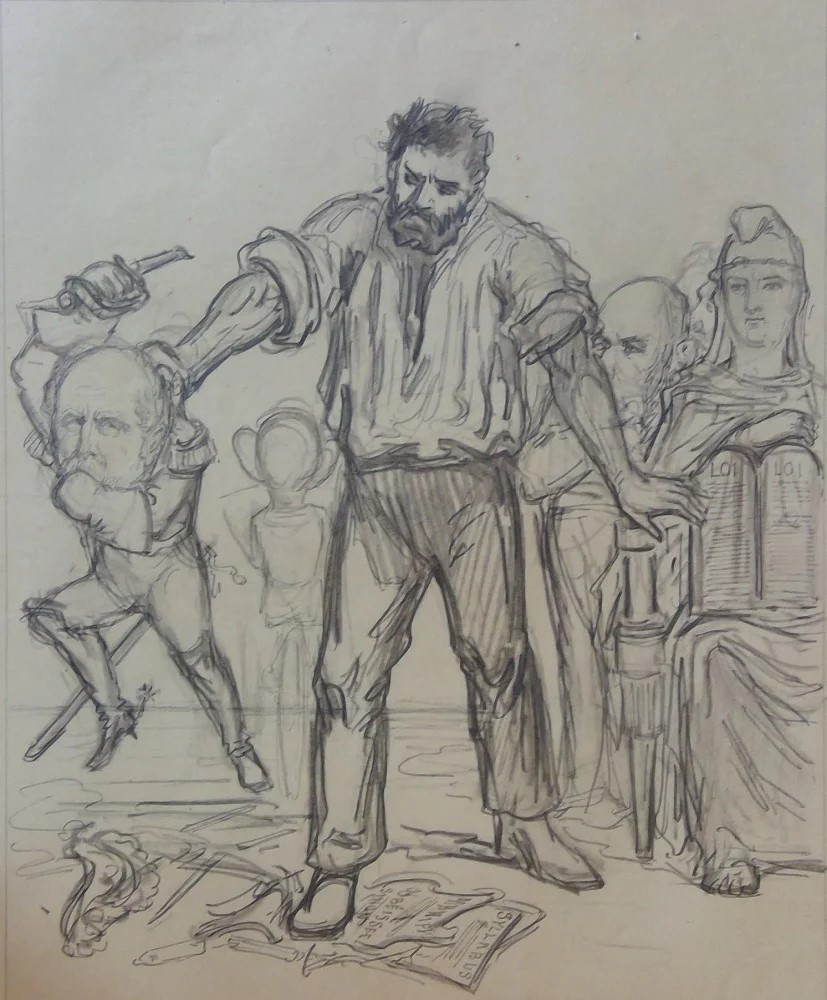
Protégeant Marianne, un homme du peuple foule du pied un décret gouvernemental comminatoire et le Syllabus de Pie IX. De sa main droite, il secoue Mac Mahon dont le bicorne et le sabre brisé gisent à terre. « Colère du Peuple », dessin d'A. Belloguet.
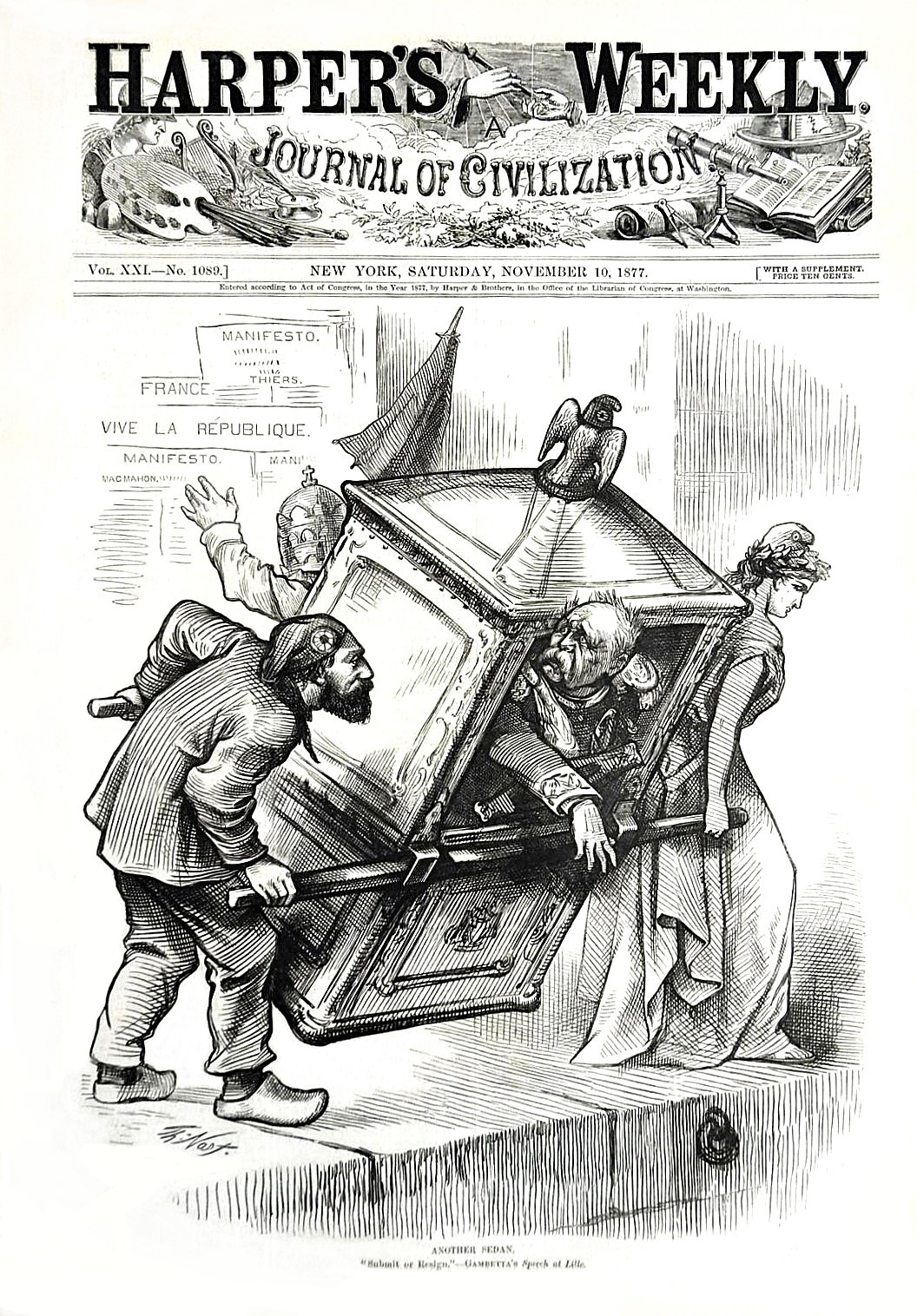
Marianne et Léon Gambetta (représenté en sans-culotte) basculent la chaise à porteurs du pape et de Mac Mahon, qui subit ici « un autre Sedan ». Caricature par Thomas Nast dans Harper's Weekly, le 10 novembre 1877.

### Conséquences du parlementarisme triomphant

#### Instabilité ministérielle
L'historien Jean-François Chanet considère que le Seize Mai marque la transition entre deux époques de la démocratie française. Après son élection à la présidence de la République en 1879, Jules Grévy déclare aux assemblées qu'il ne souhaite jamais entrer en lutte contre la volonté nationale exprimée par ses organes constitutionnels : il renonce ainsi à l'usage du droit de dissolution, ce qui place de fait l'exécutif, et notamment le gouvernement, sous le contrôle et la domination du pouvoir législatif. Le président demeure une figure influente mais dépourvue de pouvoirs réels. La Troisième république glisse alors d'un parlementarisme dualiste vers un parlementarisme moniste, autrement dit un régime d'assemblée, ce qui entérine la dérive coutumière de la fonction présidentielle d'après le constitutionnaliste Éric Ghérardi.

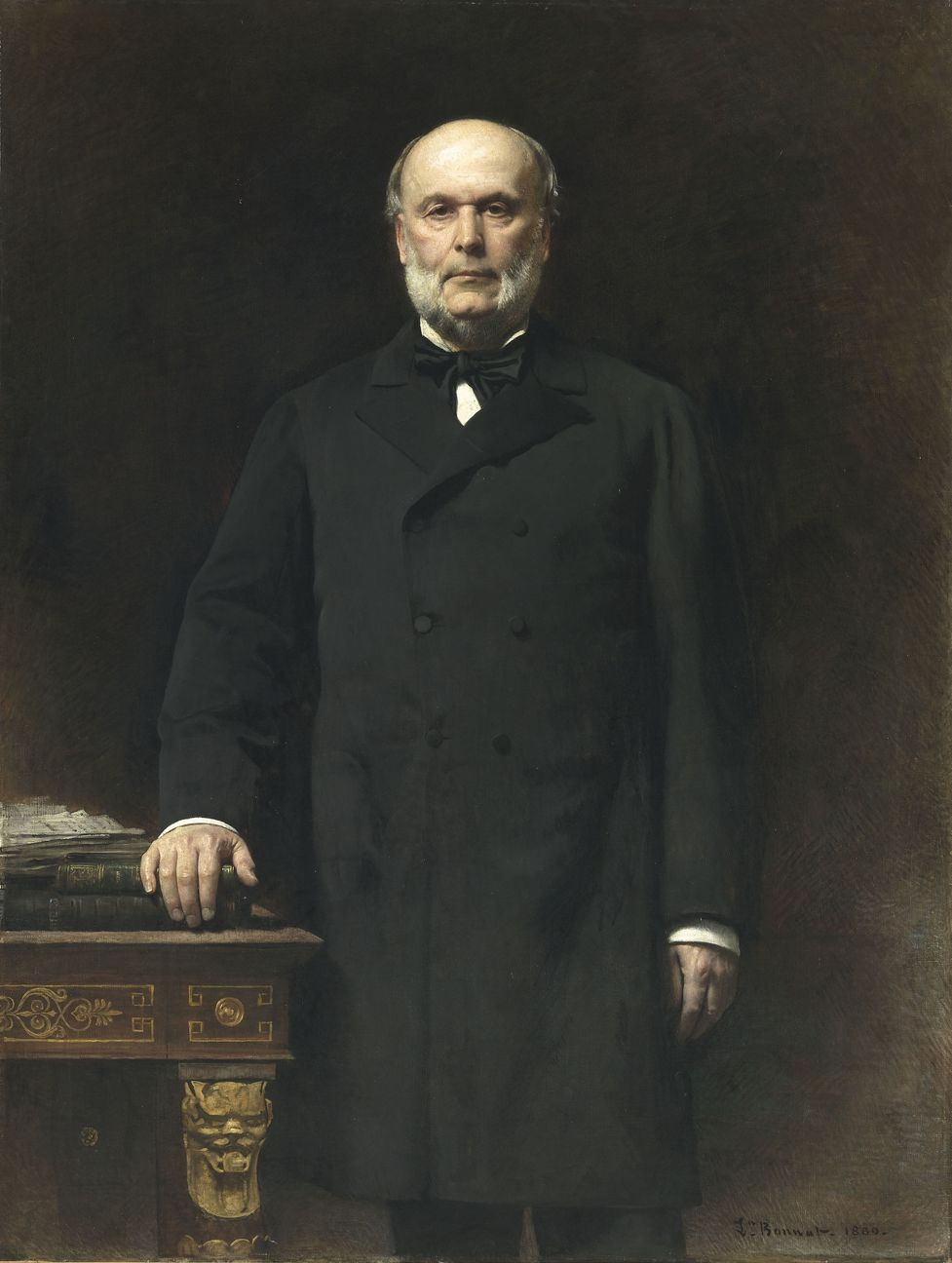
Portrait officiel de Jules Grévy par Léon Bonnat en 1880.

L'élection de Grévy devait marquer pour les républicains le début d'une époque de stabilité grâce à une Constitution « rodée par des épreuves de grand style, surtout par celle du Seize Mai » selon l'expression de Maurice Reclus, mais elle conduit finalement à la situation inverse et, pour Jean-François Chanet, « l'hémicycle du Palais Bourbon est resté un champ de bataille où l'on ne comptait plus les cadavres de ministères ». L'historienne Odile Rudelle évoque une prépondérance abusive de la représentation parlementaire sur la volonté exprimée par le corps électoral que les républicains acceptent d'autant plus que l'instabilité ministérielle leur apparaît comme une vertu contre la tentation autoritaire d'un chef de l'État dont les pouvoirs seraient étendus. Dans ses Propos d'un Normand, publiés en 1912, le philosophe Alain décrit précisément le mécanisme de la mobilisation vigilante du « citoyen contre les pouvoirs » : « Depuis le 16 mai nous n'avons pas un seul exemple de résistance seulement esquissée. Même on peut dire que les ministères sont de plus en plus fragiles devant une opinion défavorable ; ils n'attendent même plus un vote ; dès que leur autorité est douteuse, et dépend d'un déplacement de quelques voix, ils s'en vont ».

#### Refus du droit de dissolution
Ainsi le Seize Mai entraîne l'affaiblissement du pouvoir exécutif au profit du pouvoir législatif et, dans la culture politique française, il devient « une date symbolique et une référence pour les combats de défense républicaine ultérieurs ». Le droit de dissolution, pourtant inscrit dans les textes constitutionnels et maintenu par les républicains lors de la révision d'août 1884,, devient après le Seize Mai et pour plusieurs générations d'hommes politiques le symbole d'un danger autoritaire. Le socialiste Léon Blum le qualifie de « coup d'État légalisé » tandis que l'avocat et ancien ministre César Campinchi popularise l'expression « Tant que Mac Mahon sera mort, on ne dissoudra pas la Chambre » pour exprimer le refus concerté de son usage.
Conservé dans la Constitution de la IVe République, le droit de dissolution reste théorique jusqu'à ce que le président du Conseil Edgar Faure y ait recours le 29 novembre 1955 pour sortir de la crise ouverte par le renversement de son ministère. Majoritairement approuvée par la population française, cette dissolution est largement critiquée dans le camp politique, en particulier par Pierre Mendès France et les membres de la SFIO, au point d'entraîner l'exclusion d'Edgar Faure du Parti radical, et ce n'est que sous la Cinquième République, à partir de la dissolution du 9 octobre 1962 décidée par le président Charles de Gaulle pour dénouer le conflit avec l'Assemblée nationale sur la question de l'élection du chef de l'État au suffrage universel, que la dissolution parlementaire cesse d'être considérée comme un acte antirépublicain.

## Historiographie

### Un évènement majeur assez peu étudié

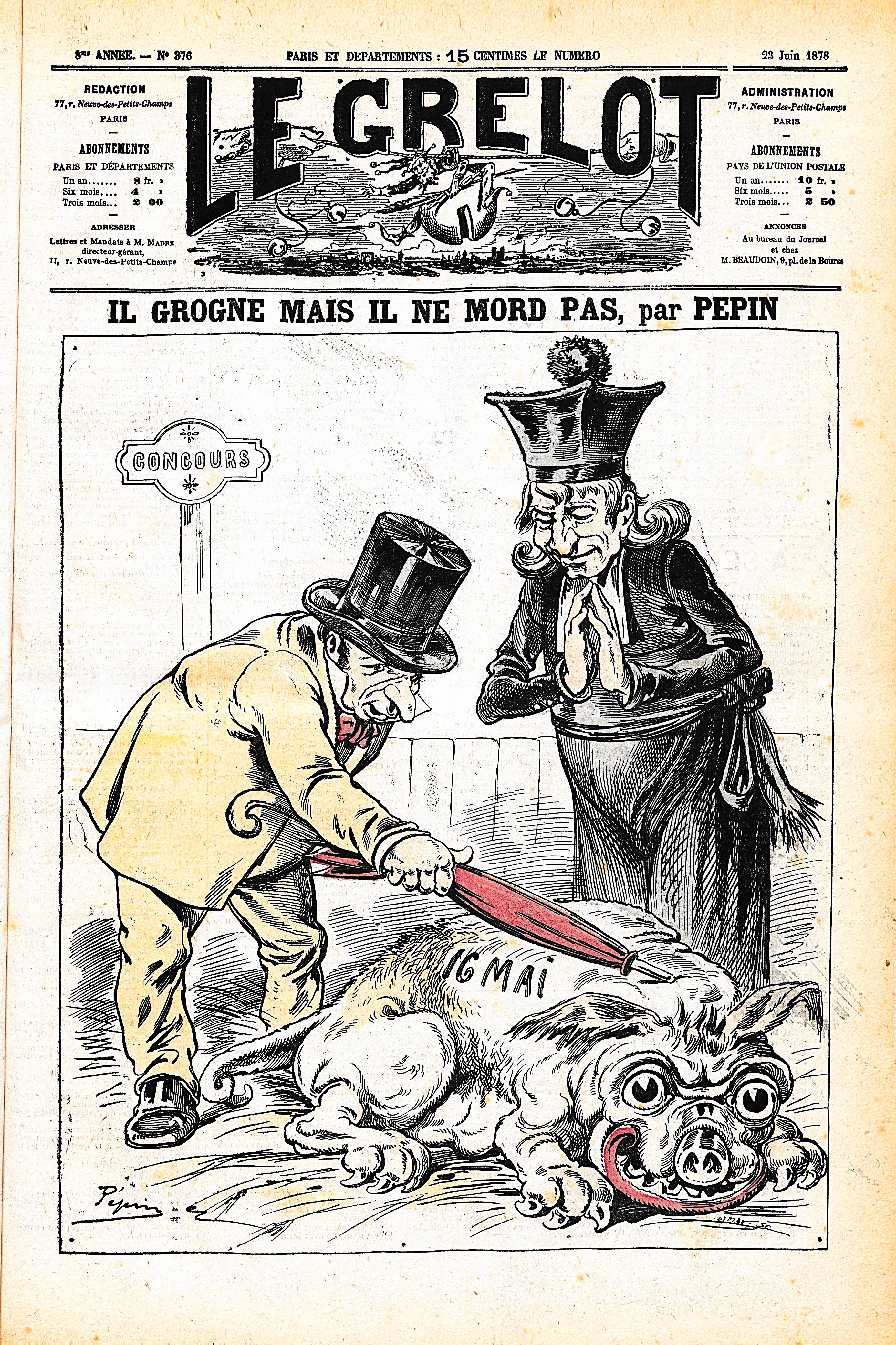
« Il grogne mais il ne mord pas » : le Seize Mai s'incarne dans une bête repoussante, exposée dans quelque concours animalier à la grande joie d'un jésuite et d'un orléaniste qui taquine la créature du bout de son parapluie.
Caricature par Pépin dans Le Grelot du 23 juin 1878.

En dépit du rôle fondamental de la crise du 16 mai dans l'avènement définitif de la République, son historiographie est peu fournie,. Si le Seize Mai est fréquemment évoqué dans les ouvrages généraux consacrés aux premières années de la Troisième République, par des historiens comme Daniel Halévy, Odile Rudelle, Jérôme Grévy ou Jean-Marie Mayeur, mais également dans les biographies consacrées à ses protagonistes, il fait rarement l'objet d'une étude détaillée. En 1965, Fresnette Pisani-Ferry publie aux éditions Robert Laffont, Le coup d'État manqué du 16 mai 1877, tandis que le 16 novembre 2007, sous la direction de Jean-Marc Guislin, une journée d'études y est consacrée à l'Université Lille-III. D'après l'historien Guy Thuillier, le faible nombre d'études sur la crise et ses origines s'explique en partie par la relative discrétion de ses protagonistes : Jules Simon, dans ses mémoires intitulés Le Soir de ma journée, élude pratiquement la question, le président Mac Mahon n'en donne qu'une version officielle, et le duc de Broglie n'aborde aucunement le sujet dans ses Souvenirs.
De nombreux articles et chapitres d'ouvrages universitaires y sont toutefois consacrés. En 1986, Michel Winock en livre un récit détaillé dans son récit des crises politiques de l'histoire de France contemporaine, La fièvre hexagonale, et la même année, Guy Thuillier consacre une courte étude de treize pages sur ses possibles origines. Deux ans plus tard, le sociologue Willy Pelletier intervient sur la question lors d'un colloque consacré à l'institution présidentielle. En 2002, dans un ouvrage consacré aux incidents électoraux de la Révolution française à la Cinquième République, Jacqueline Lalouette étudie plus précisément la vague d'invalidations consécutive aux élections législatives de 1877, tandis qu'en 2004, le juriste Jean-Pierre Machelon s'interroge sur la pertinence d'apparenter le Seize Mai à une tentative de coup d'État. Sur un autre plan, les historiens comme Bernard Ménager ou Marcel Vigreux abordent en détail les conséquences directes de la crise du 16 mai dans des travaux consacrés à l'histoire locale, à savoir la vie politique dans le département du Nord pour le premier ou les relations entre paysans et notables dans le Morvan pour le second. En 2002, Jean-Marc Guislin étudie plus particulièrement l'événement au travers du parcours du ministre Auguste Paris dont il analyse l'abondante correspondance avec sa femme. Les études consacrées au Seize Mai dépassent également le cadre national : l'historienne américaine Susanna Barrows y consacre plusieurs textes qui mettent en exergue « la démarche originale de la génération d'historiens américains de la France qui était la sienne par rapport aux historiens français et justifie le projet d'une histoire sociale du rejet du pouvoir autoritaire par le prisme de la France du 16 mai 1877 ».

### Date retenue
Jacqueline Lalouette et Jean-François Chanet rappellent que le « Seize Mai » fait partie des rares événements dans l'histoire de France qui peuvent être désignés par une date immédiatement intelligible, sans que l'année ne soit précisée, à l'image de la prise de la Bastille le 14 juillet 1789, du coup d'État du 18 Brumaire exécuté par Napoléon Bonaparte ou de la proclamation de la République le 4 septembre 1870,.
Mais alors que ce « phénomène de cristallisation mémorielle » était provoqué par des journées révolutionnaires ou des coups d'État menés sous la pression populaire, il s'applique dans le cas du Seize Mai à un changement de gouvernement décidé par le pouvoir exécutif et sans consultation de l'assemblée, à la manière du message de Louis-Napoléon Bonaparte à l'Assemblée nationale législative pour annoncer la constitution d'un ministère « extraparlementaire » le 31 octobre 1849. Ces deux événements sont perçus comme exceptionnels, c'est-à-dire qu'ils marquent « la référence à un tournant dans la vie politique suffisamment identifiable sans qu'il soit besoin d'en indiquer la date » précise selon Jean-François Chanet. D'après ce dernier, c'est pour cette raison que la date du 16 mai est retenue pour désigner l'ensemble du processus déclenché par l'initiative du président Mac Mahon et non celle de la dissolution, des élections législatives ou de sa soumission finale, car « l'anomalie ainsi désignée n'est donc plus l'irruption de l'illégalité ou de la violence dans le cours ordinaire de la vie politique […] mais la légitimité douteuse, le choix inconsidéré, la brusquerie intempestive d'une action qui venait perturber la marche régulière des institutions adoptées moins de deux ans auparavant ».
L'ensemble des historiens s'accordent à reconnaître l'importance du Seize Mai dans l'histoire politique et institutionnelle du pays. Pour Philippe Levillain, cette crise « fait partie des fastes républicains ». Il précise que, « voulue et vécue comme une épreuve de force décisive sur la définition du conservatisme, elle eut des conséquences en cascade sur les mentalités républicaines et son effet fut considérable sur le comportement des droites ». Jean-Marc Guislin la qualifie quant à lui de période « névralgique ».

### Le Seize-Mai, un coup d'État?

#### Atmosphère de coup d'État

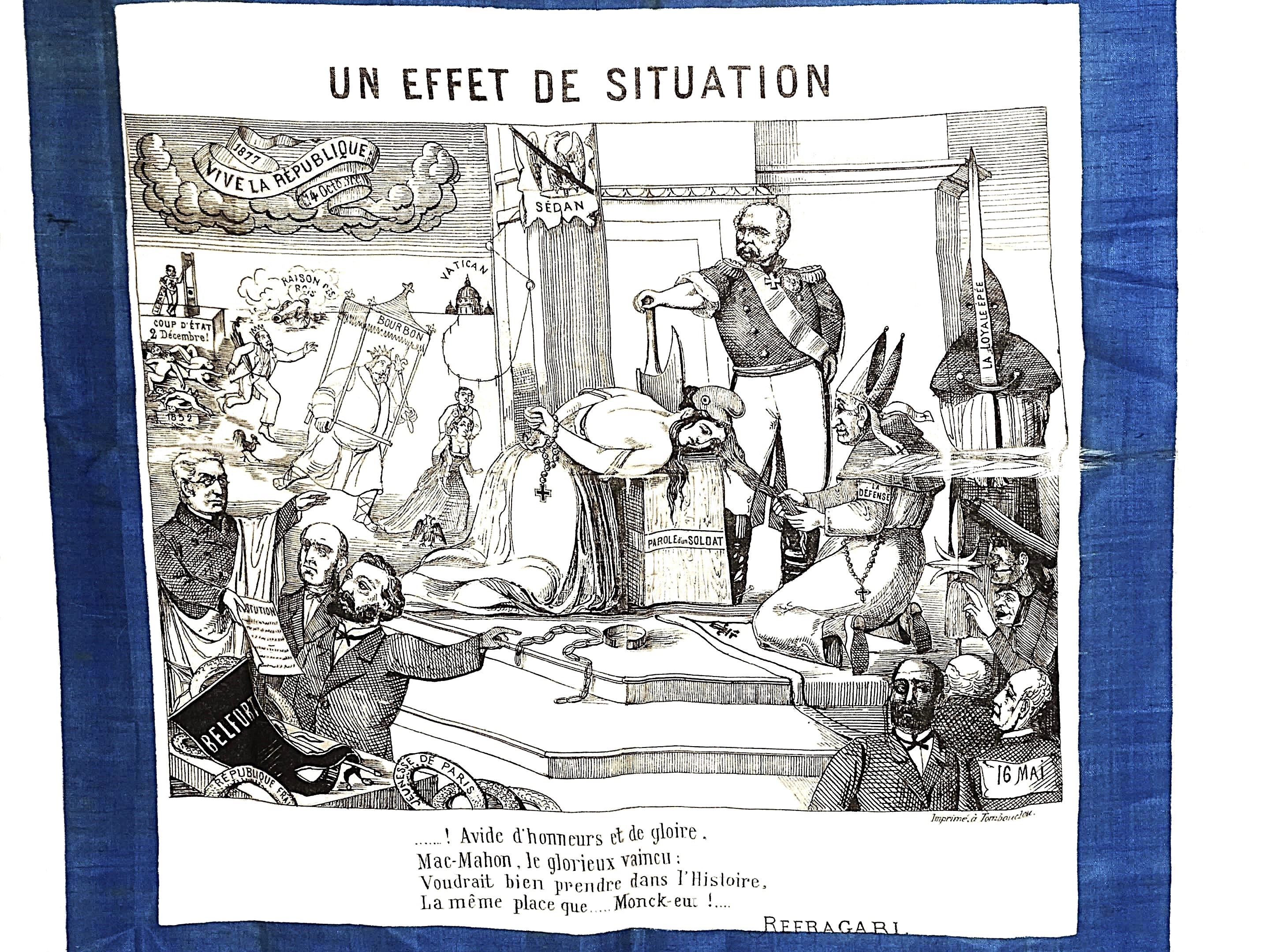
« Avide d'honneurs et de gloire,
Mac Mahon, le glorieux vaincu,
Voudrait bien prendre dans l'Histoire
La même place que Monck… eut ! »
Assisté par le pape, le maréchal-président se dispose à décapiter Marianne devant Fourtou et le duc de Broglie tandis que les divers prétendants monarchistes accourent. À l'opposé, l'ombre de Thiers confie la défense de la constitution aux républicains Gambetta et Grévy.
Caricature anonyme imprimée sur un foulard en soie, 1877.

En 1877, la Troisième République vit encore sous la menace royaliste et dans le souvenir du coup d'État du 2 décembre 1851, de sorte que, pour les républicains, « les détenteurs de l'exécutif sont par principe soupçonnés de chercher à accroître leurs prérogatives pour se maintenir au pouvoir ». C'est pour cette raison que « la tradition historiographique et politique française a fait du Seize-Mai la menace d'un coup d'État », comme l'affirme l'historien Claude Nicolet. À de nombreux égards, le déroulement des événements de l'année 1877 reproduit en effet le processus de 1851 qui aboutit à l'instauration du Second Empire et l'historiographie républicaine qui se met immédiatement en place impose pour longtemps la vision du Seize-Mai comme un coup de force destiné à abattre la République.
En obtenant la démission d'un ministère pourtant investi de la confiance de la Chambre des députés et, par conséquent, de la nation qui l'avait élue, le président Mac Mahon donne l'impression de pratiquer « un coup d'État légal » : « l'acte présidentiel pouvait sembler une violation de la volonté nationale et l'affirmation d'une conception autoritaire et personnelle des institutions », d'après l'analyse d'Emmanuel Cherrier. Dans la lettre qu'il adresse à Jules Simon, Mac Mahon place sa responsabilité devant le pays comme étant supérieure à celle du gouvernement devant la Chambre, et reprend ainsi « la logique de l'argumentaire louis-napoléonien » de 1851 en opposant la légalité formelle de la Constitution et la légitimité du chef de l'État comme représentant la nation dans son ensemble. Plus encore que le coup d'État du 2 décembre, l'initiative de Mac Mahon rappelle le renvoi en octobre 1849 par le président Bonaparte du gouvernement Barrot, investi de la confiance de l'Assemblée nationale, et son remplacement par le gouvernement d'Hautpoul qui lui est favorable. Par ailleurs, Thierry Truel affirme que la rapidité avec laquelle le cabinet Broglie est constitué laisse à penser que le coup de force du président Mac Mahon est préméditée.
Dès l'ouverture de la crise, Jules Ferry la présente comme la lutte « du gouvernement du président de la République contre le gouvernement parlementaire », si bien que l'historien Michel Winock voit l'initiative présidentielle comme un abus de pouvoir « exercé contre le suffrage universel et la République ». En 1877, l'atmosphère de coup d'État est d'autant plus perceptible que les bonapartistes invitent explicitement le président à passer à l'action, comme en témoignent les articles de Paul de Cassagnac dans Le Pays qui exige l'état de siège et des lois d'exception. Mac Mahon lui-même, dans ses déclarations, renforce l'ambiguïté de la situation. Le 1er juillet, dans un discours devant l'armée, il affirme : « Vous m'aiderez, j'en suis certain, à maintenir le respect de l'autorité et des lois, dans l'exercice de la mission qui m'a été confiée et que je remplirai jusqu'au bout », puis le 1er octobre, il proclame : « Je ne saurais obéir aux sommations de la démagogie. Je ne saurais ni devenir l'instrument du radicalisme, ni abandonner le poste où la Constitution m'a placé ». Par ailleurs, la nomination de bonapartistes autoritaires comme Fourtou à l'Intérieur, les révocations d'élus ou de magistrats, et la dissolution de conseils municipaux sont aussitôt dénoncés comme « le retour des actes tyranniques de l'Empire ».

#### Légalité constitutionnelle de l'initiative présidentielle

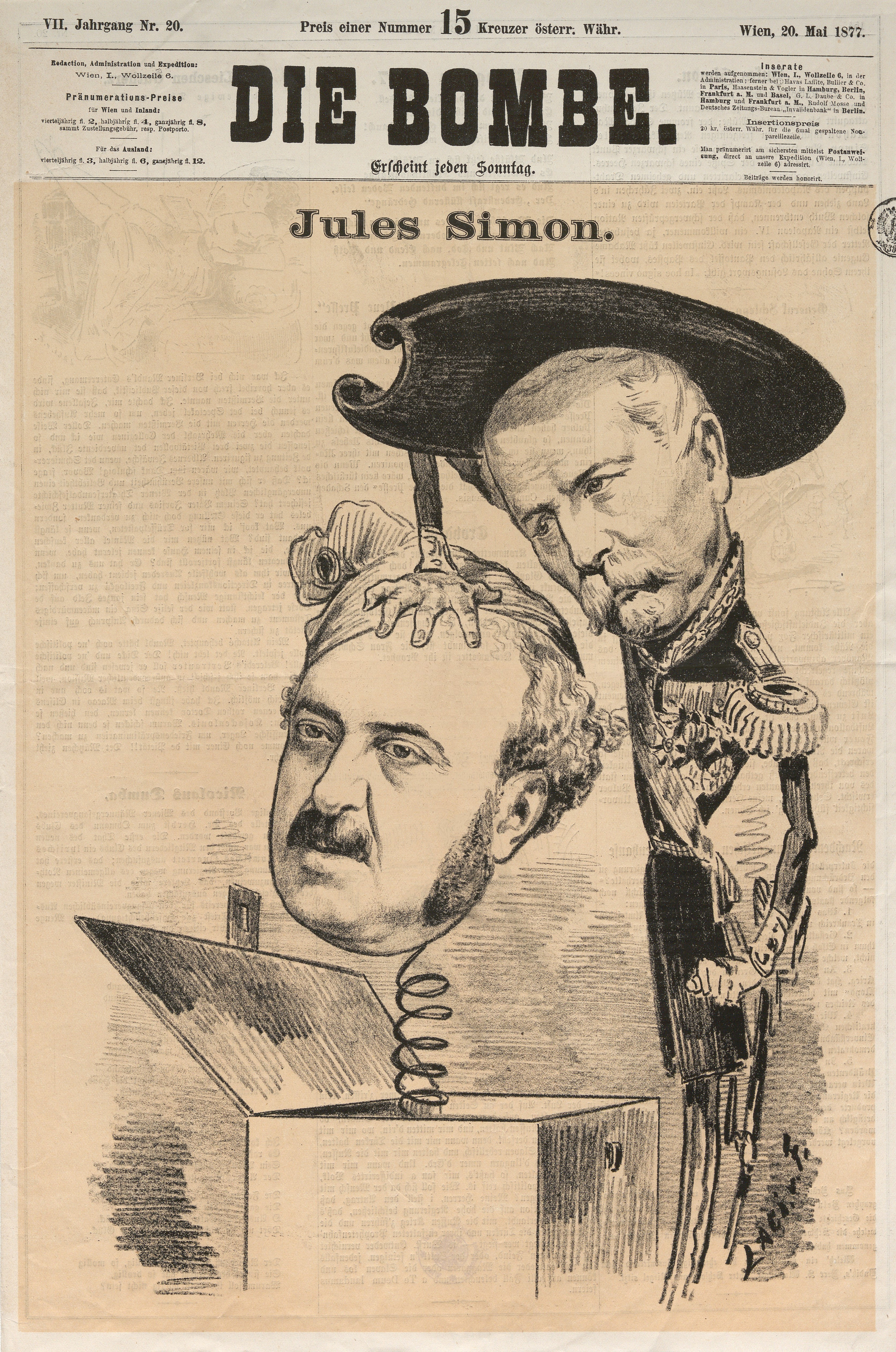
Mac Mahon renfonce la tête de Jules Simon dans la boîte d'un diable à ressort.
Caricature publiée dans le journal satirique autrichien Die Bombe, 20 mai 1877.

Toutefois, le déroulement de la crise du 16 mai ne présente aucun caractère d'illégalité ou de violence, deux critères déterminant la notion de coup d'État,. En premier lieu, comme le remarque Emmanuel Cherrier, « la violence physique n'est nulle part et à aucun moment employé, et l'on ne constate nulle saisie du pouvoir par la force ou la menace de la force, nul mouvement de troupes ni arrestation des chefs de file républicains ». D'autre part, l'ensemble des actes présidentiels et gouvernementaux de la période sont établis dans les limites strictement définies par la loi. Comme le note Thierry Truel, « la plupart des dépêches envoyées aux préfets […] est destinée à leur rappeler les cadres juridiques à l'intérieur desquels ils peuvent agir, sans tomber sous le couperet d'éventuelles actions en justice intentées par les opposants républicains ».
La crise résulte avant tout d'une différence d'interprétation des lois constitutionnelles qui conservent encore en 1877 une certaine ambiguïté. Si le président Mac Mahon considère que le gouvernement est tenu de partager ses vues, les républicains estiment qu'il n'est responsable que devant la seule chambre élue au suffrage universel direct et qui exprime la volonté de la nation, à l'opposé du Sénat désigné par les grands électeurs et du président élu de manière indirecte par les parlementaires.
Pour Emmanuel Cherrier, « le Seize-Mai est donc aussi une controverse quant à la responsabilité, moniste ou dualiste, du gouvernement ». Rien n'oblige alors Jules Simon à démissionner puisque rien n'indique expressément la moindre responsabilité du gouvernement devant le chef de l'État dans les lois constitutionnelles de 1875, et la décision du président du Conseil ne résulte que de la prégnance d'une lecture dualiste de la Constitution et de la pratique « à la française » du régime parlementaire qui établit de façon coutumière la double responsabilité des ministres. La lettre adressée par Mac Mahon n'a donc aucun caractère inconstitutionnel, et plus encore, le président n'a pas le sentiment d'effectuer un coup d'État en prenant cette initiative : puisqu'il lui revient de nommer les ministres, il estime qu'il peut également les révoquer de plein droit. Par ailleurs, la pression administrative exercée par le cabinet de Broglie jusqu'aux élections législatives ne dépasse nullement le cadre de la loi : le déplacement ou la révocation des fonctionnaires fait partie des pouvoirs dont dispose le gouvernement, de même que la suspension des conseils municipaux ou la révocation des maires, garantis par les lois du 14 avril 1871 et du 20 janvier 1874. En outre, tandis que la loi du 27 juillet 1849 soumet le colportage des journaux et imprimés à autorisation préfectorale, celle du 29 décembre 1875 définit le renvoi des délits de presse en correctionnelle, de sorte que la censure exercée par le gouvernement s'effectue elle aussi en appliquant des dispositions légales.
Pour Emmanuel Cherrier, la crise du 16 mai est donc un événement paradoxal : « 1877 présente la particularité de ne pas être un coup d'État mais de paraître tel aux républicains de l'époque, sans même évoquer ceux, bonapartistes revanchards ou royalistes décidés, qui déploraient que ça n'en fût pas un ». En qualifiant de coup d'État l'action du président Mac Mahon, les républicains cherchent avant tout à le discréditer aux yeux de l'opinion.

## Le Seize Mai dans les arts et la culture

### Littérature
| |  |  |
| Un cadavre d'aigle impériale à ses pieds, Victor Hugo s'érige en juge pour écrire l'Histoire d'un crime. La censure interdit la publication de ce dessin admiratif réalisé par André Gill pour La Lune rousse du 7 octobre 1877,. |  |  |

C'est dans le contexte de cette crise que Victor Hugo fait publier son Histoire d'un crime, un texte principalement écrit à Bruxelles où l'auteur s'est réfugié au lendemain du coup d'État du 2 décembre 1851 et dont seule la partie la plus pamphlétaire est publiée dès 1852 sous la forme d'un livre d'une centaine de pages, Napoléon le Petit. Trois jours après le coup du 16 mai, La Revue politique et littéraire annonce que l'écrivain travaille à une Histoire du coup d'État qui doit paraître en octobre et simultanément en français, en anglais, en allemand et en italien. Dès lors, tout en préparant l'édition de son ouvrage, Victor Hugo mène le combat au Sénat où il organise deux réunions par semaine avec les sénateurs de gauche et où il prononce un discours virulent contre la dissolution.
Le premier tome de l'Histoire d'un crime paraît le 1er octobre, soit deux semaines avant le premier tour des élections législatives, et remporte un grand succès commercial. La phrase que l'auteur place en exergue de son ouvrage résume le rôle à la fois pédagogique et propagandiste qu'il entend assigner à cette publication : « Ce livre est plus qu'actuel : il est urgent. Je le publie ».

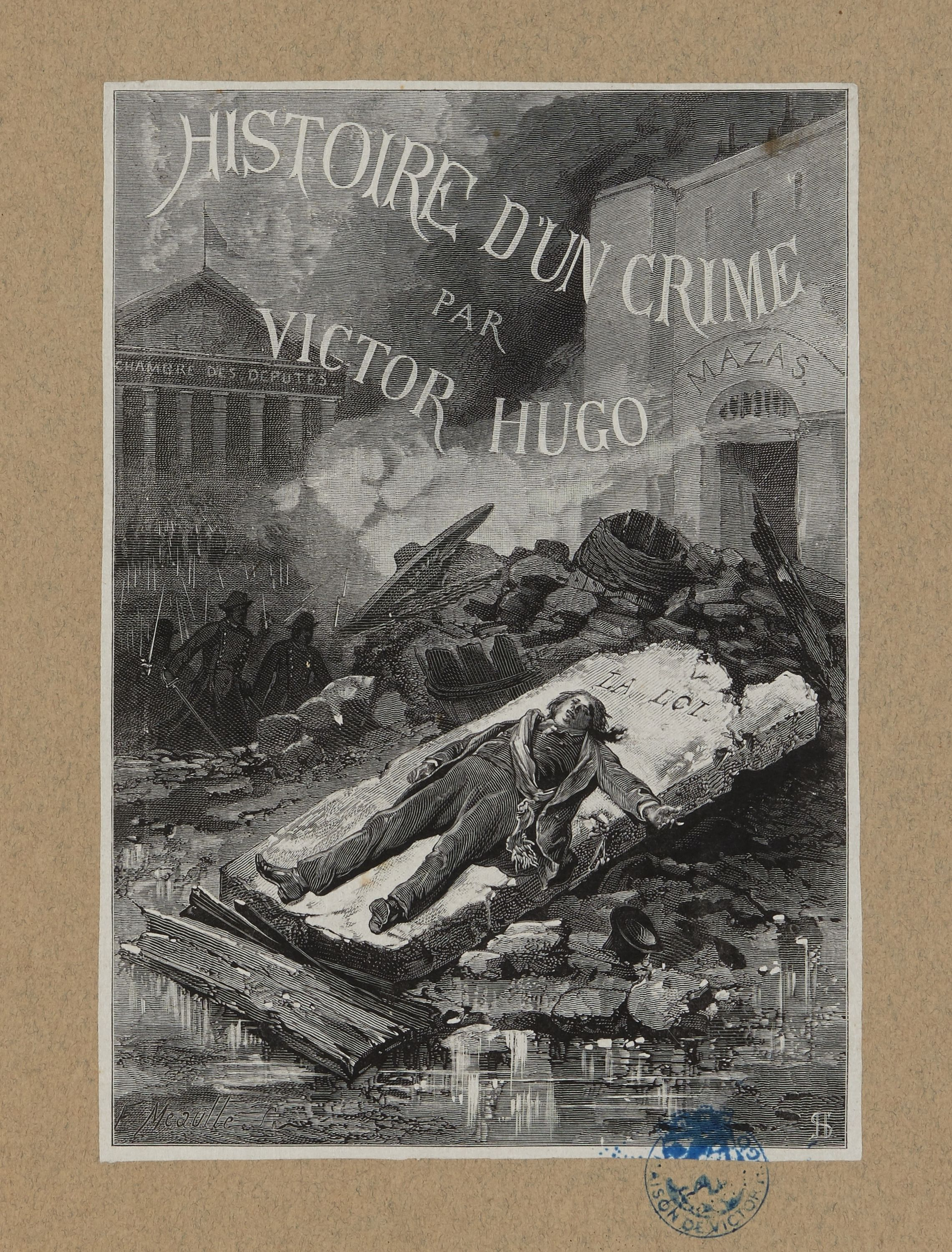
Frontispice de l'Histoire d'un crime, édition de 1879.

Dans ce récit, l'écrivain met en garde son lecteur contre un retour probable et prophétique d'un coup d'État, assimilant celui mené par Louis-Napoléon Bonaparte vingt-six ans plus tôt pour établir l'Empire à l'initiative du président Mac Mahon. D'ailleurs, le récit ne s'achève pas au lendemain du 2 décembre mais à l'issue de la défaite française de Sedan en 1870, Victor Hugo cherchant ainsi à rappeler le rôle jugé peu glorieux de Mac Mahon lors de cette déroute tout en dénonçant la responsabilité de l'empereur et le risque de guerre que ferait courir un nouvel avènement de ce régime. Certains passages de l'ouvrage sont repris dans les journaux républicains mais aussi conservateurs, monarchistes ou bonapartistes, chacun cherchant à en tirer le meilleur profit.
D'autres écrivains de renom font référence à la crise du Seize Mai dans leurs œuvres. C'est le cas de Charles Péguy dans son essai L'Argent en 1913. Évoquant les changements de la culture française après la fin de l'Ancien régime et « la déchristianisation temporaire de la France », il évoque l'événement : « Il faut qu’il y ait une raison pour que, dans le pays de saint Louis et de Jeanne d’Arc, dans la ville de sainte Geneviève, quand on se met à parler du christianisme, tout le monde comprenne qu’il s’agit de Mac-Mahon, et quand on se prépare à parler de l’ordre chrétien pour que tout le monde comprenne qu’il s’agit du Seize-Mai ». En 1919, Marcel Proust en fait mention dans À l'ombre des jeunes filles en fleurs pour décrire le talent ou l'opportunisme de son personnage, le marquis de Norpois, parvenu à jouer un rôle important avant et après cette date.

### Culture populaire

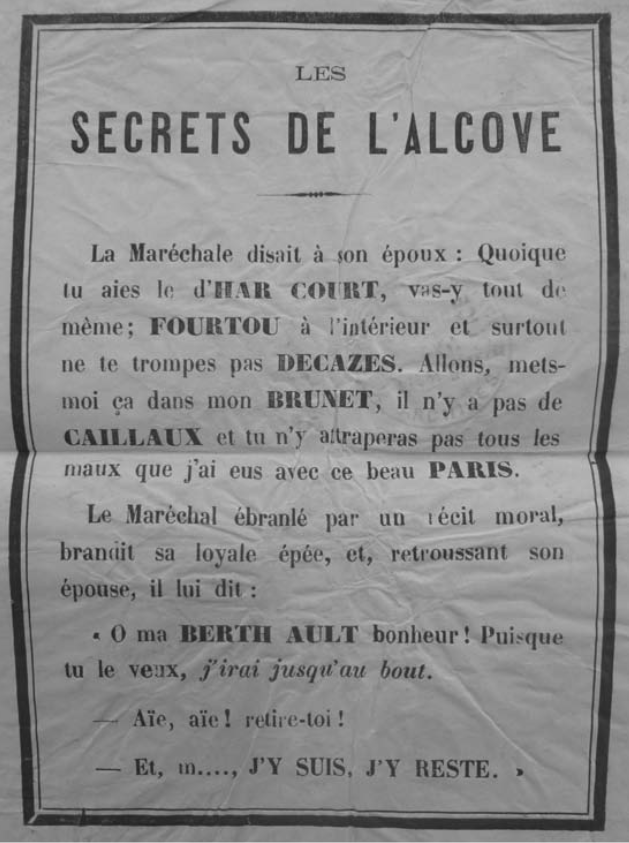
« Les Secrets de l'Alcôve », affichette anonyme collée dans des urinoirs parisiens en octobre 1877. La vie conjugale de Mac Mahon y est ridiculisée sur le mode grivois en jouant sur les noms propres des ministres du duc de Broglie et les citations prêtées au maréchal.

Dès le début de la crise, les autorités constatent une recrudescence d'inscriptions critiques et de graffitis sur les murs des grandes villes françaises, et l'historienne Susanna Barrows, qui étudie précisément ce phénomène, affirme que les dossiers de la préfecture de police de Paris concernant ces actes sont quatre fois plus volumineux pour l'année 1877 que pour toute autre année postérieure à la Commune. Elle évoque à ce titre une véritable « culture d'opposition clandestine » qui s'emploie à discréditer les conservateurs et plus particulièrement le président Mac Mahon, parfois assimilé à un « cochon », moqué pour son âge ou ses origines irlandaises qui feraient de lui un traître à la nation.
Ces actes spontanés répondent à une logique topographique. L'historienne constate que les graffitis parisiens sont principalement inscrits dans les quartiers cossus de la ville, dans le but de choquer au maximum l'électorat conservateur : ainsi, le 1er octobre, le chiffre 363, en référence aux députés républicains, est inscrit sur la façade même du palais de l'Élysée, et trois jours plus tard, il est reproduit à grande échelle sur des murs d'immeubles rue Saint-Honoré, sur les façades de la banque de France et de la maison Rothschild. De même, une logique temporelle est à l'œuvre car les signalements de graffitis se multiplient autour des événements les plus marquants de la crise : les deux premières semaines de la crise en mai, les élections législatives en octobre et les dix premiers jours de décembre, pendant la période d'incertitude et de rumeurs de coup d'État qui précède la capitulation de Mac Mahon.
Susanna Barrows estime que « face aux prétentions morales du régime, ses adversaires prenaient un malin plaisir à le dénigrer de manière scabreuse, souvent obscène et délibérément immorale ». L'historienne voit dans cette prolifération de gestes ou d'actes de dérision une réponse à l'épuration massive entreprise par le gouvernement qui se manifeste par une forme de « plaisanterie brève et souvent décapante » où le trait d'humour grossier voire scatologique est souvent mis en avant. Susanna Barrows relève que « le surnom de Macmoncon pour Mac-Mahon se répandit. On placardait dans les urinoirs ou l'on se racontait à voix basse au comptoir des cafés des scénarios sexuels baroques qui mettaient en scène le président, son épouse, de hauts ecclésiastiques et des ministres monarchistes ».

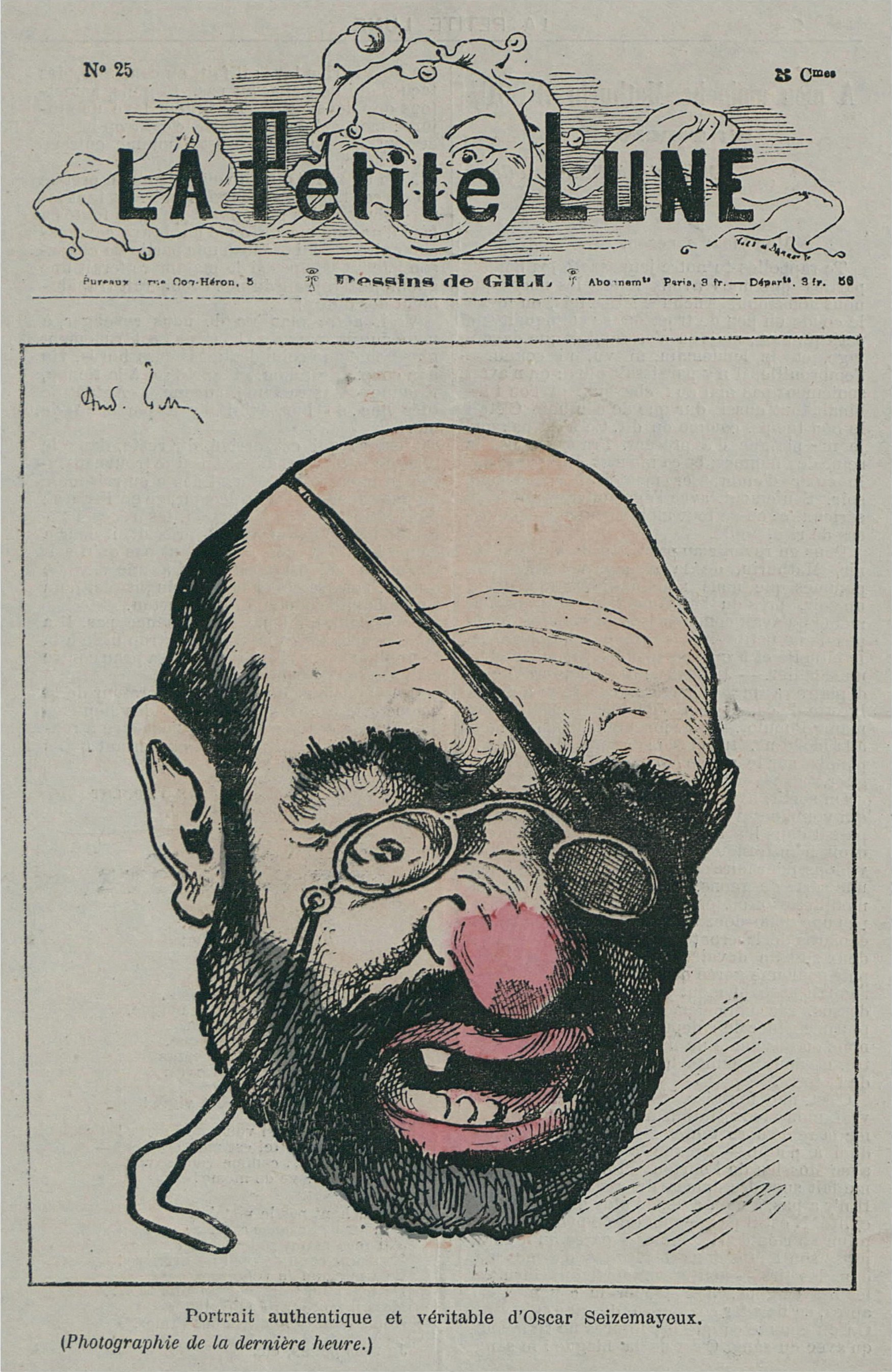
« Portrait authentique et véritable d'Oscar Seizemayeux ».
Caricature d'André Gill, La Petite Lune, 1878.

Sur un autre plan, pour qualifier leurs adversaires, certains républicains forgent le mot « seizemayeux », que Lucien Rigaud définit dans son Dictionnaire d'argot moderne comme le « sobriquet donné aux fonctionnaires après le 16 mai, aux partisans de la politique réactionnaire du 16 mai 1877 ». Le terme s'impose dans l'argot politique de la Troisième République et s'incarne après la crise dans le personnage d'Oscar Seizemayeux, un petit homme bossu, borgne et édenté, dessiné par le caricaturiste André Gill dans le no 25 de l'hebdomadaire satirique La Petite Lune. Il s'inspire d'un personnage comique imaginaire célèbre dans les années 1830 sous la monarchie de Juillet, Mayeux, créé par le caricaturiste Traviès, et porte le même prénom que le ministre de l'Intérieur du cabinet de Broglie, Oscar Bardi de Fourtou, personnage honni par l'ensemble du groupe républicain.
Le nombre des 363 députés républicains ayant signé le manifeste du 18 juin acquiert aussitôt une grande valeur symbolique, de sorte que des objets de propagande sont rapidement mis en circulation. Les portraits des 363 tout comme le texte imprimé du manifeste figurent notamment sur des foulards dont certains sont conservés aux Archives nationales ou à la Bibliothèque nationale de France,. Par ailleurs, en 1878, Aristide Bruant compose une chanson intitulée Les 363 ou les vendanges de la République,.